# Mănăstirea franciscană din Odorheiu Secuiesc

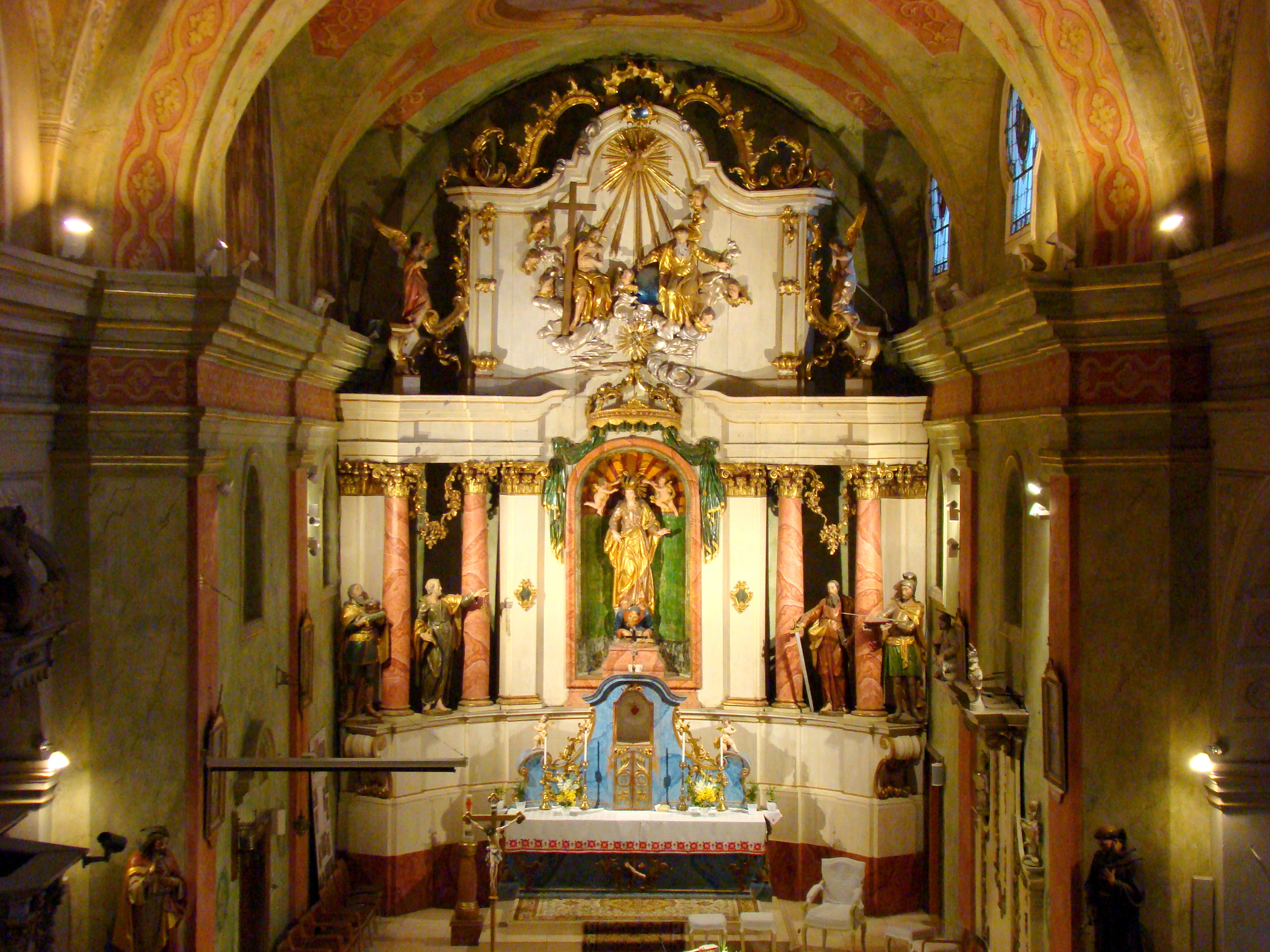
Altarul principal

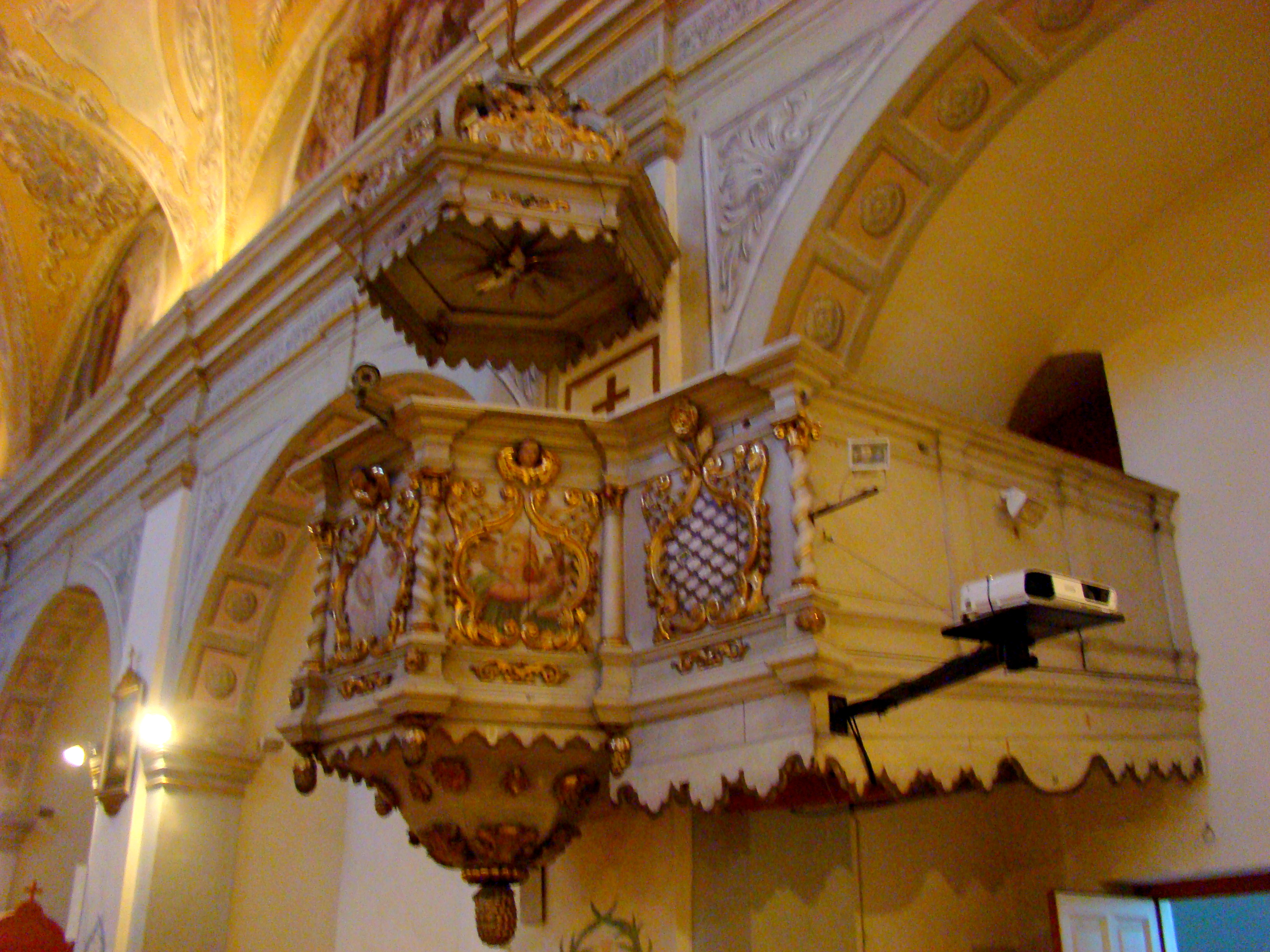
Amvonul

Mănăstirea franciscană este un monument istoric aflat pe teritoriul municipiului Odorheiu Secuiesc.
Ansamblul arhitectonic este format din următoarele monumente:
- Biserica „Sfinții Apostoli Petru și Pavel” (cod LMI HR-II-m-B-12916.01)
- Claustru  (cod LMI HR-II-m-B-12916.02)

## Istoric și trăsături
Călugării franciscani s-au stabilit în oraș în anul 1705. Între 1713 și 1779 au construit biserica și mănăstirea din centrul orașului. Biserica, cea mai veche a Pieței Principale, se află în partea de jos a pieței, pe colțul străzii Cetății. Edificiul cu două turnuri, cunoscut sub numele de biserica călugărilor, îmbină elementele perioadei de tranziție dintre baroc și clasicism. Are o lungime de 36 m, lățimea de 17 m și înălțimea de 14 m. Patrimoniul mobil format din șapte altare și o orgă cu o vechime de circa 200 de ani este deosebit de valoros. În turnul estic se află două clopote.
Pereții interiori au fost zugrăviți și auriți între 1780–1781 de Mátyás Veres și soția sa, Krisztina Perger.
Interiorul bisericii și-a căpătat aspectul de azi în 1928, după ce pictorul târgu mureșean Ferenc Herceg a rezugrăvit-o, picturi care se păstrează și în prezent pe bolta navei.
În mănăstire a funcționat între 1784 și 1927 o școală elementară. După al II-lea război mondial a fost folosită ca depozit, iar mai târziu transformată în internat. Ordinul Franciscan a fost interzis de autoritățile comuniste în 1951. În 1990 surorile clarise franciscane au revenit în mănăstire.

## Altarul principal
Altarul principal, de mari dimensiuni, se află lângă peretele estic al corului, În scrinul central al altarului consacrat Sfinților Apostoli Petru și Pavel, se situează statuia Mariei, flancată de statuile celor doi apostoli respectiv ale sfinților regi Ștefan I și Ladislau I. Pe frontonul altarului se află grupul statuar al Sfintei Treimi, înconjurat de îngeri. Altarul, realizat la mijlocul sau în a doua parte a secolului al XVIII-lea, este o capodoperă a sculpturii baroce din Transilvania.

## Altarele laterale

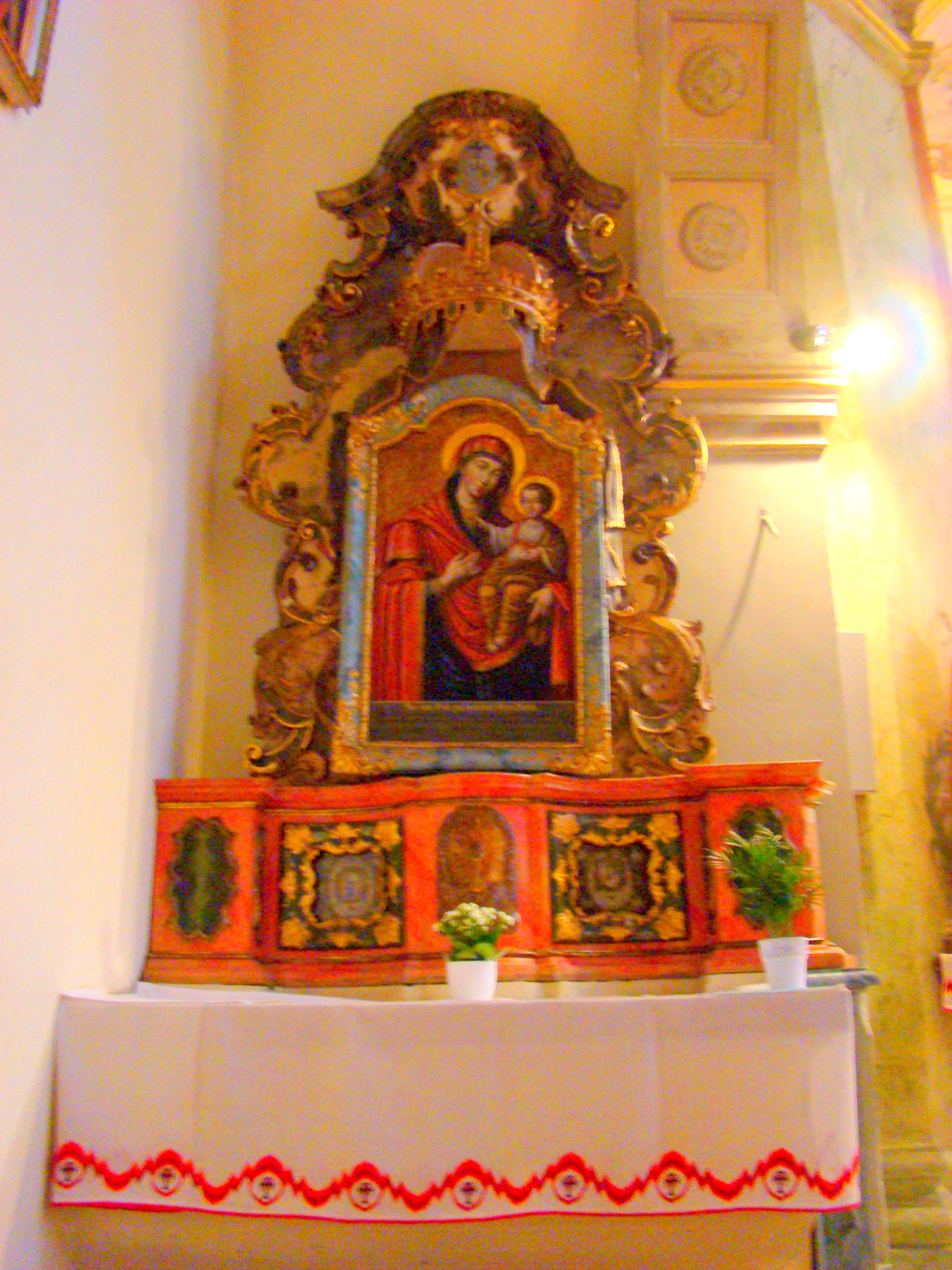
Copia Icoanei de la Nicula

Cele șase capele laterale au fost înzestrate cu câte un altar valoros. În prima capelă de pe latura stângă, în centrul altarului, se află copia Icoanei de la Nicula, pictată pe pânză. 
Cel de-al doilea altar a fost consacrat sfântului Anton de Padova.
Ultima capelă pe latura stângă adăpostește altarul dedicat Sfintei Clara. Deasupra picturii în ulei pe pânză, înfățișând-o pe Sfânta Clara, se află reprezentarea Mariei Magdalena.
Altarul primei capele din partea dreaptă este consacrat Sfântului Francisc. Tabloul central reprezintă stigmatizarea Sfântului Francisc, tablou realizat în tehnica ulei pe pânză, pictat în 1903 de György (Georg) Hermann. Inscripția ascunsă sub tabloul central informează despre o renovare a altarului, efectuată de György Hermann și fiul său Gyula, în 1902.
Pe altarul celei de-a doua capele de pe latura dreaptă a navei este reprezentată Sfânta Terezia, pe un tablou în ulei pe pânză, pictat de Ferenc Herczeg în 1928. 
Altarul din ultima capelă, din partea dreaptă, este închinat Sfintei Ana. Ea este înfățișată pe tabloul central, pictat în tehnica ulei pe pânză, în compania lui Ioachim, învățând-o pe fetița Maria. Tabloul de pe fronton prezintă scena botezării lui Tridat, marele principe armean, botez oficiat de Grigore Luminătorul.

## Ansamblul amvon, coronament de amvon și strana preoțească
Ansamblul bogat ornamentat a fost realizat în 1745. Pe câmpurile pictate ale parapetului de amvon apar imaginile celor patru evangheliști, realizate cu prilejul intervențiilor din 1928. Pe latura stângă a corului este amplasată o strană preoțească cu baldachin, cu trei locuri. Este încoronată de statuia Bunului Păstor, flancată de decorații sculptate, în formă de amfore.

## Imagini din exterior

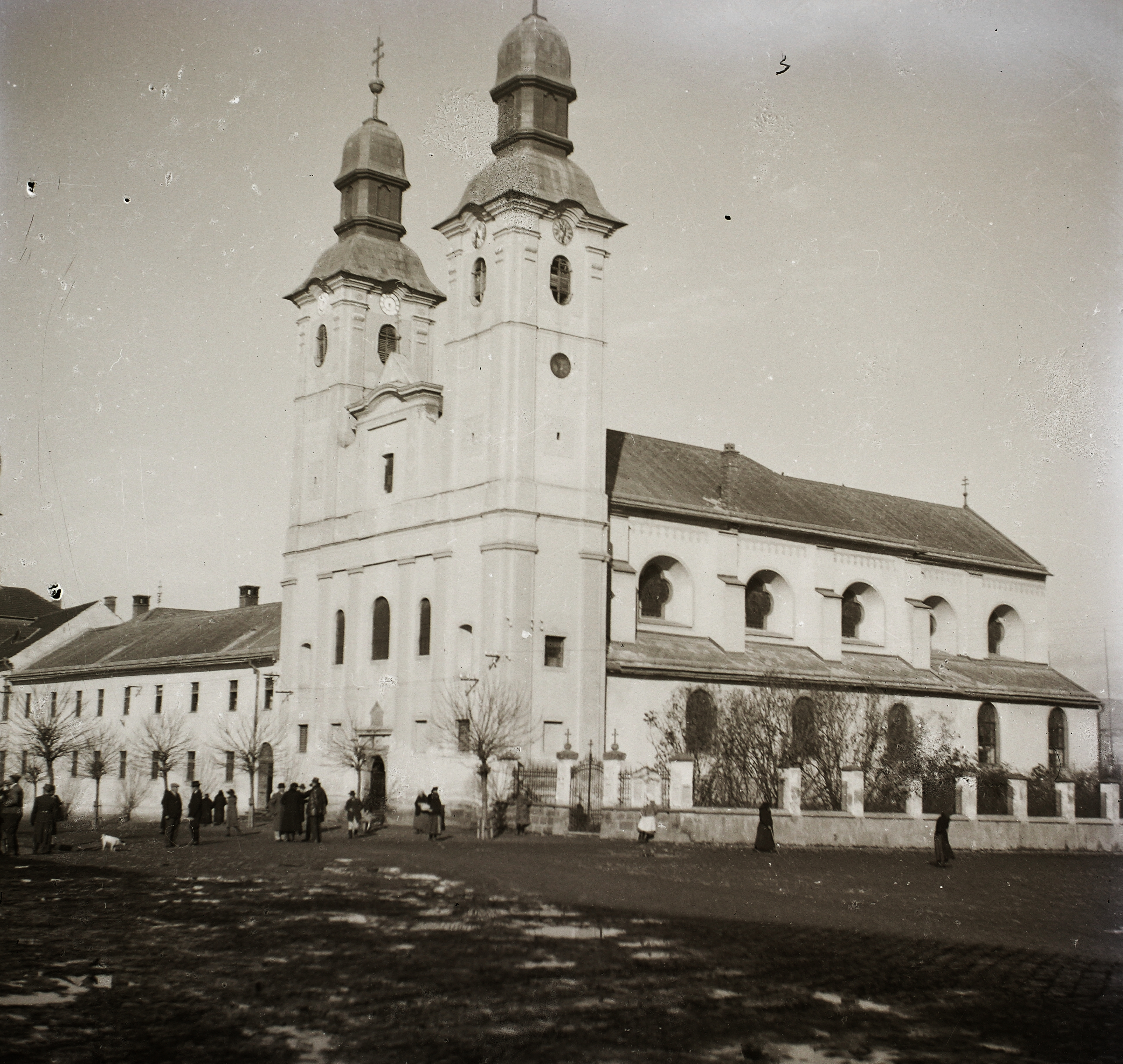
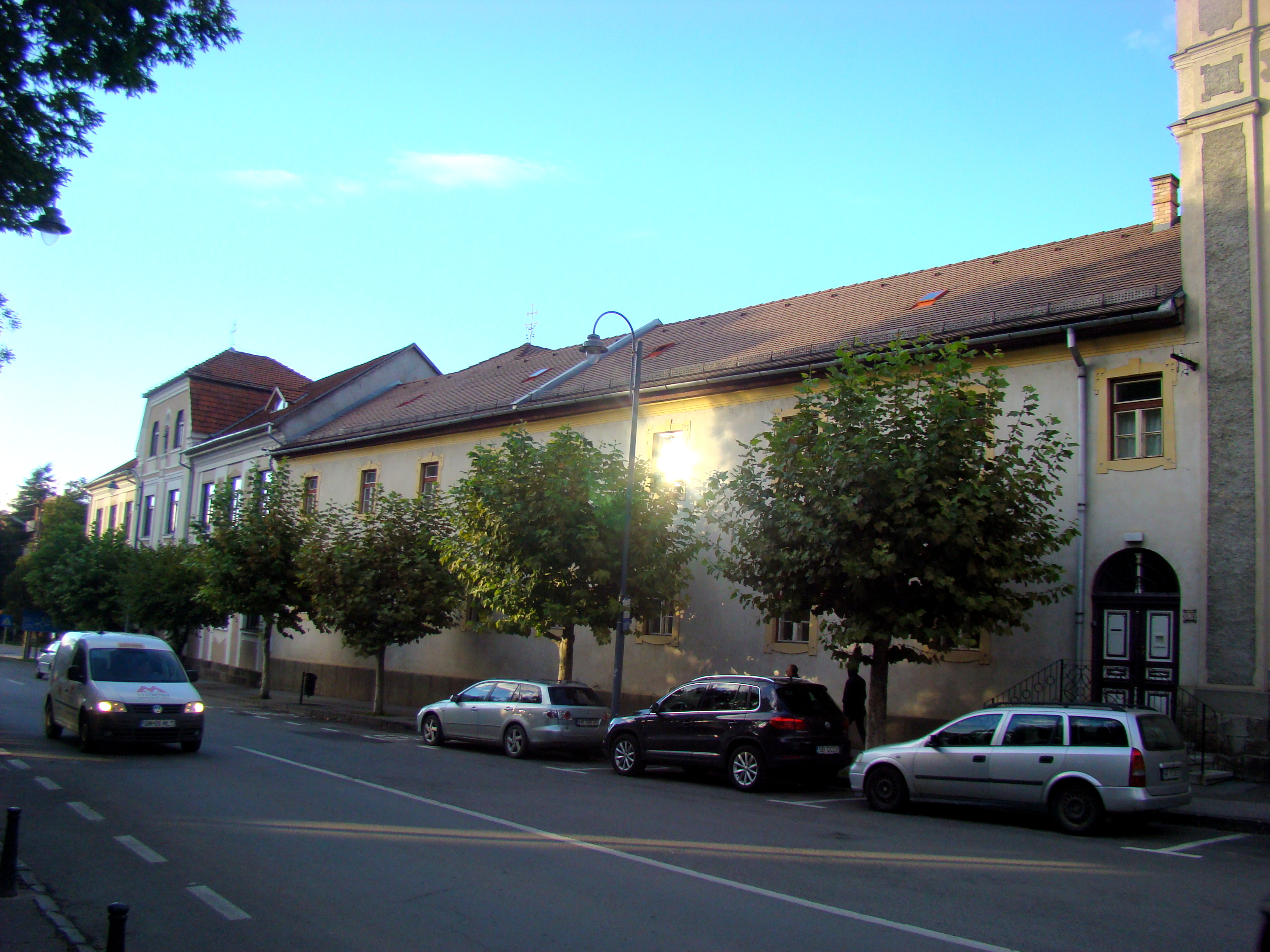
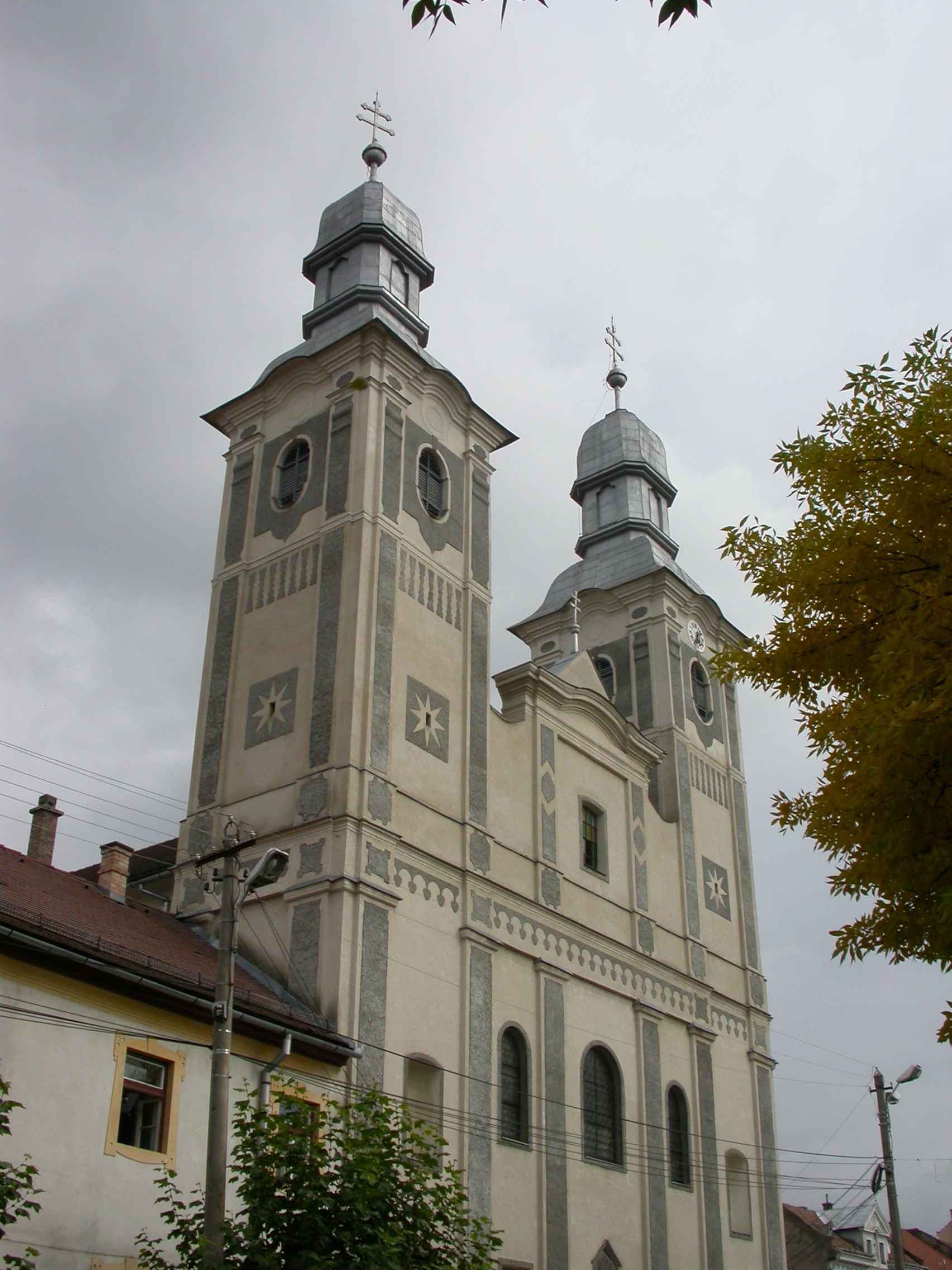
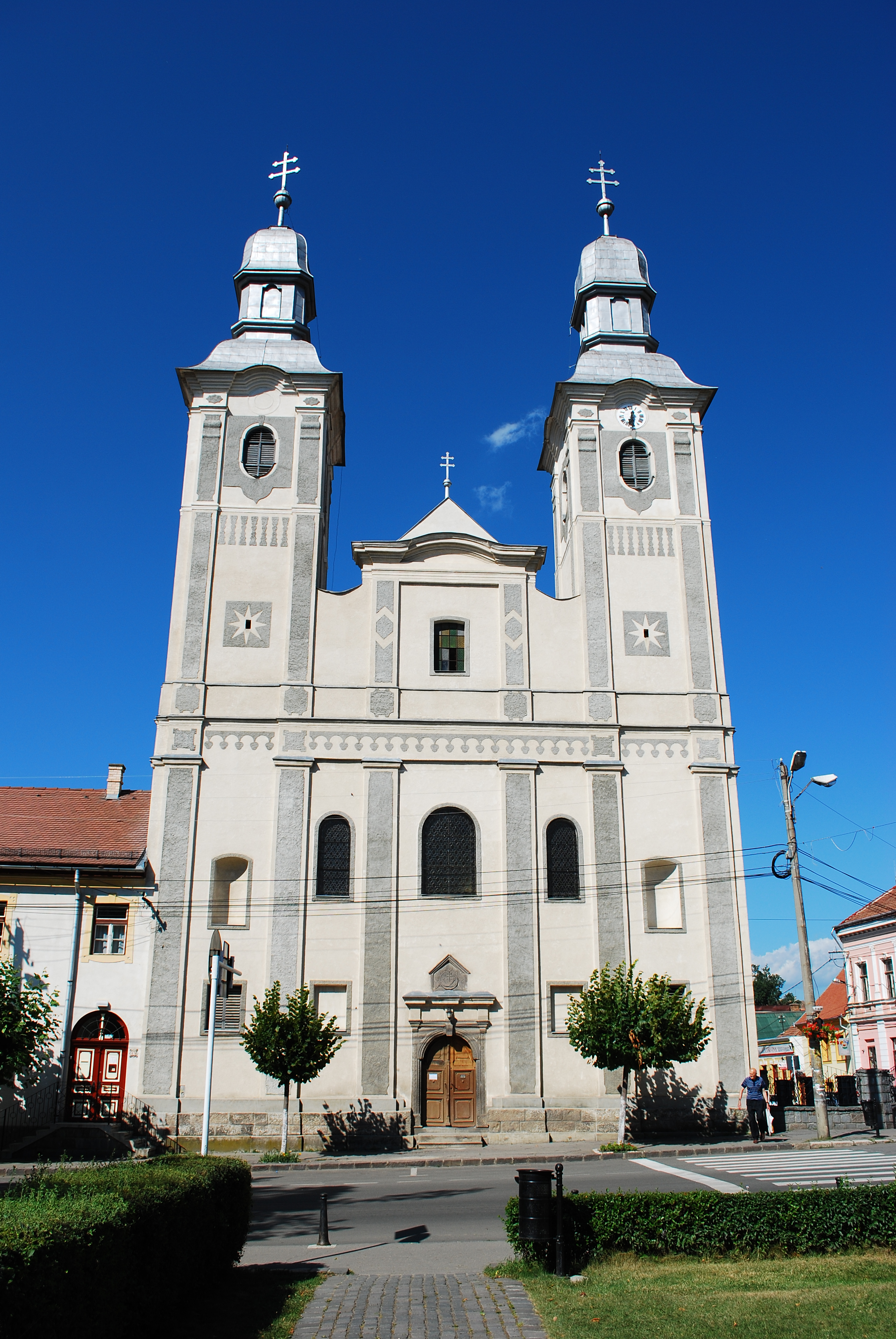
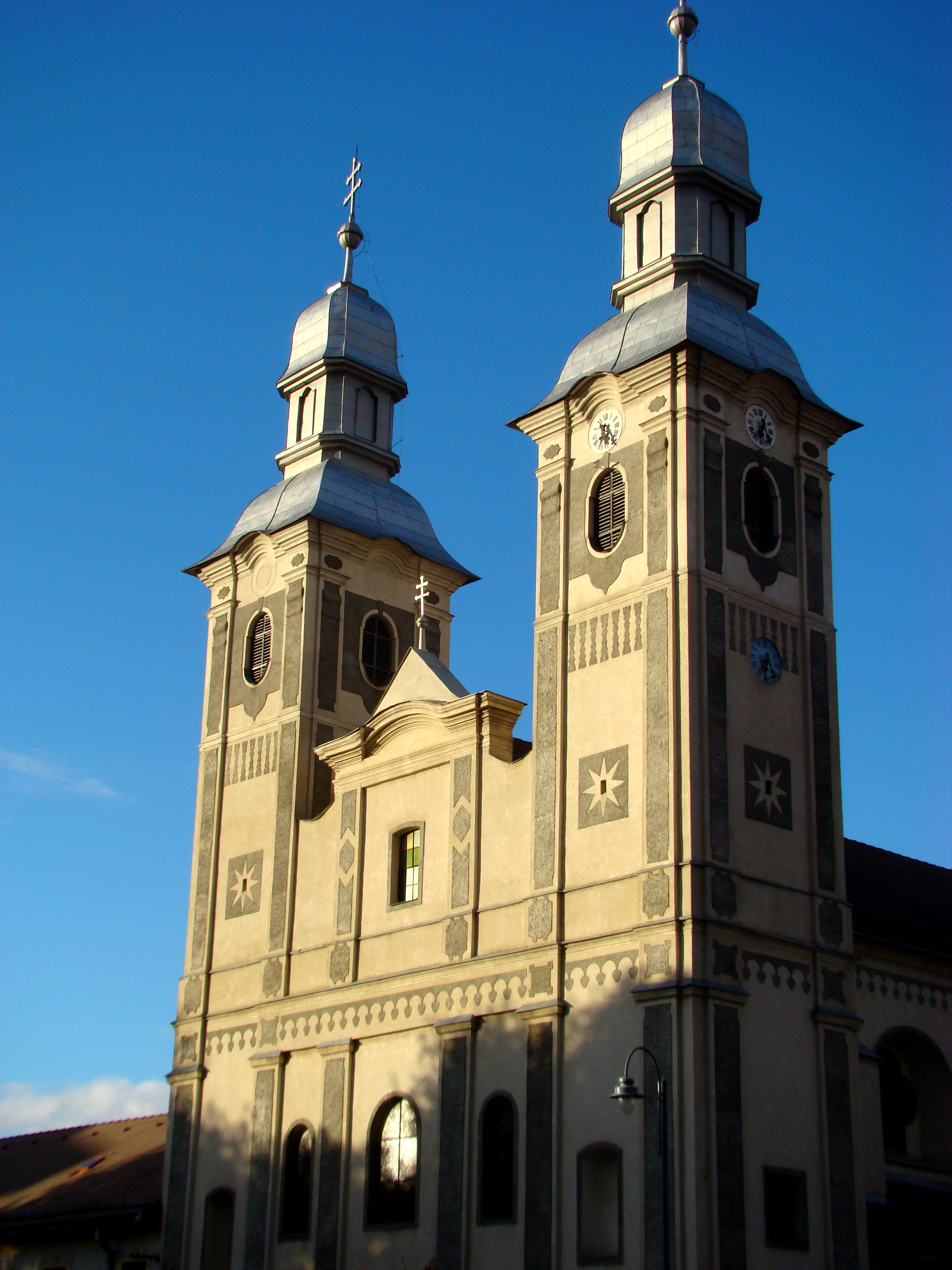
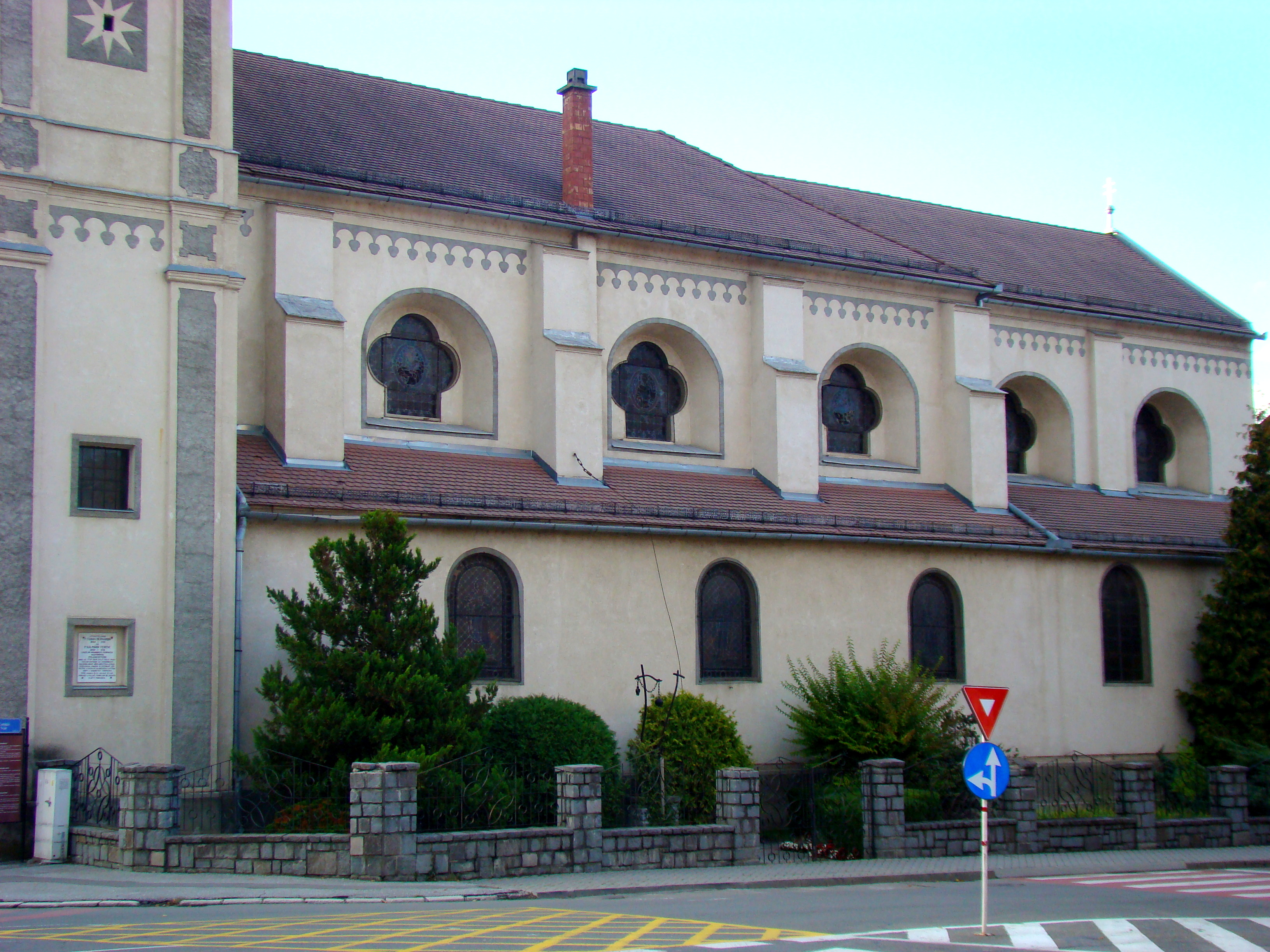
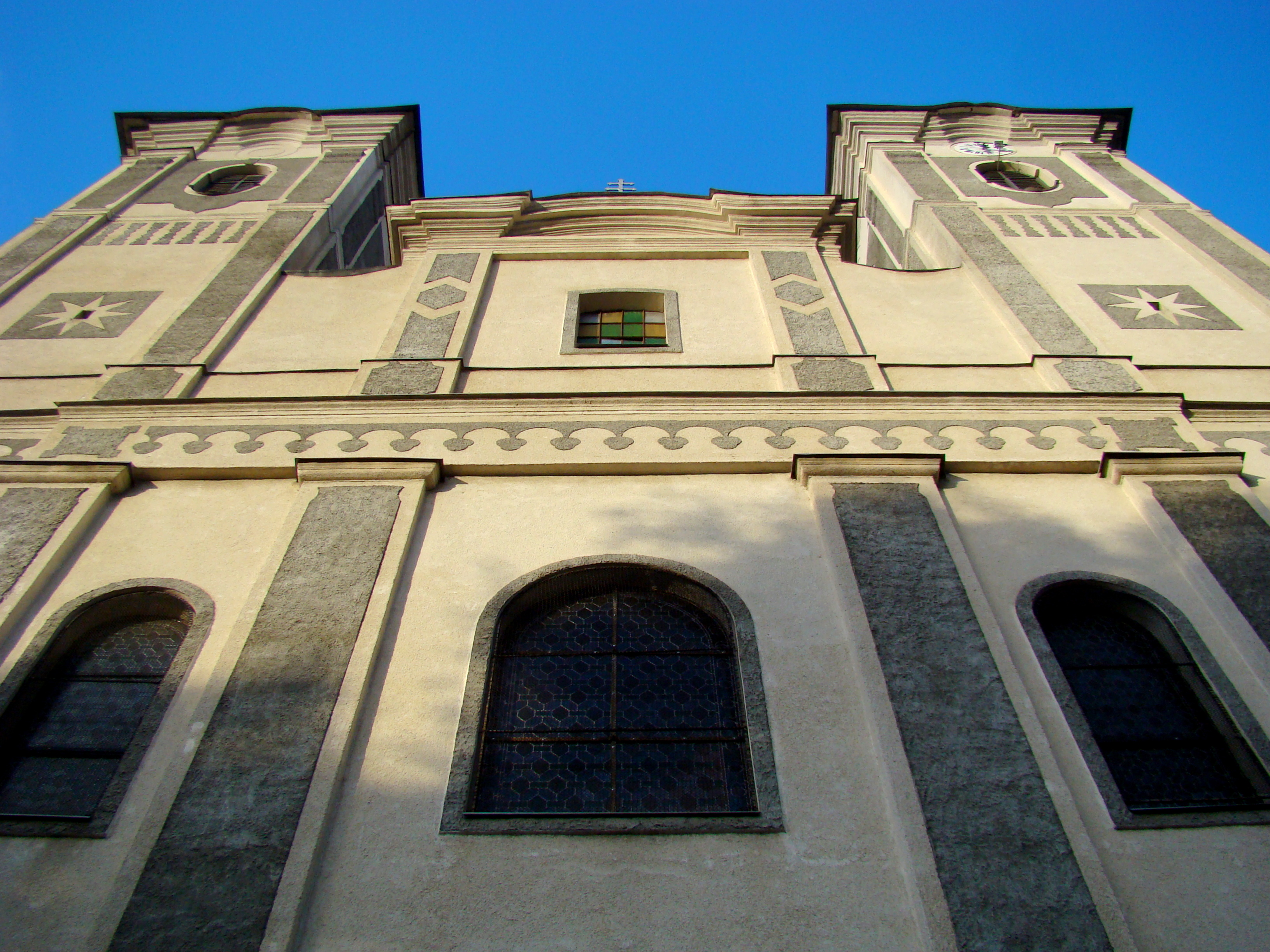
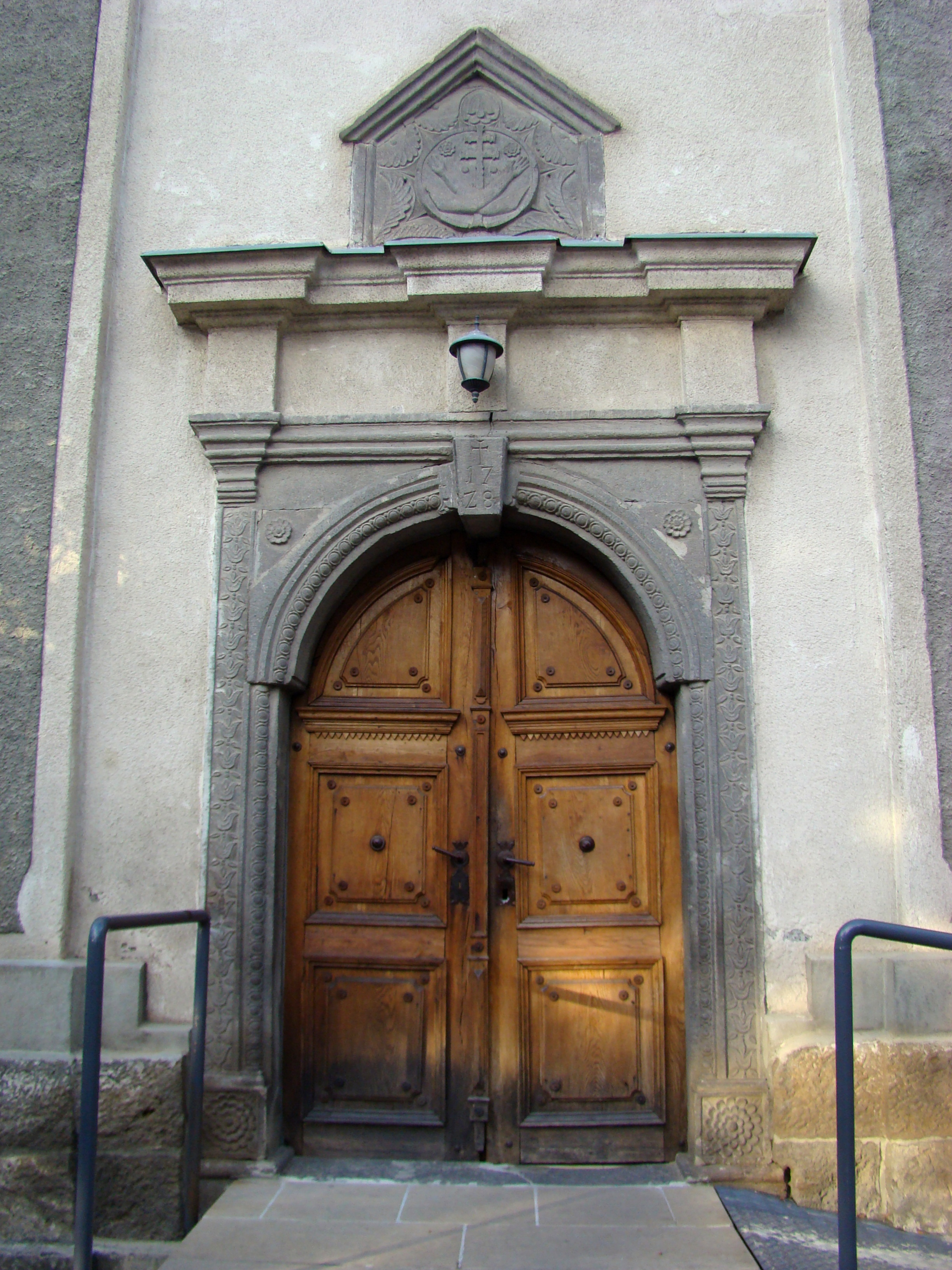
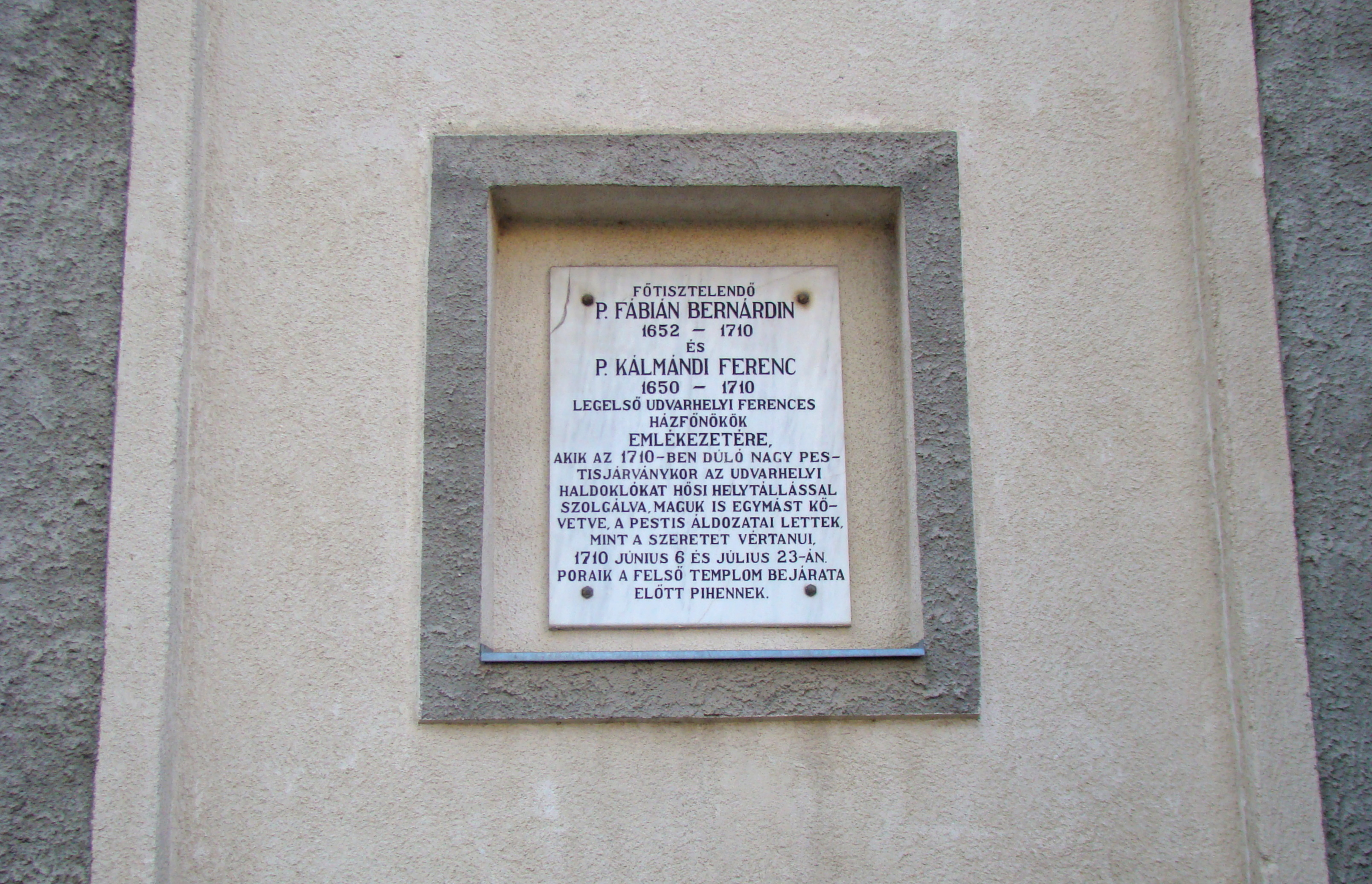
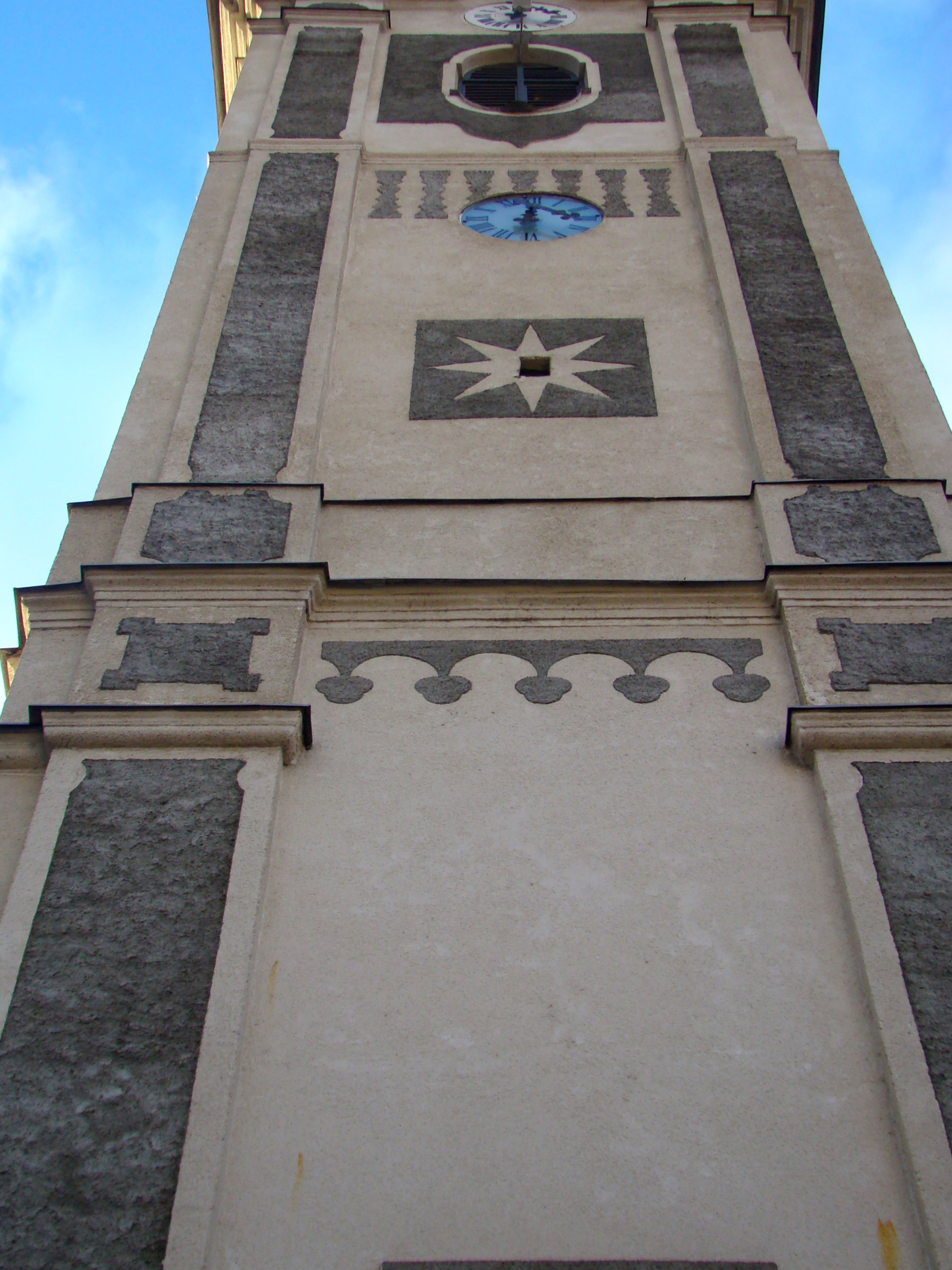
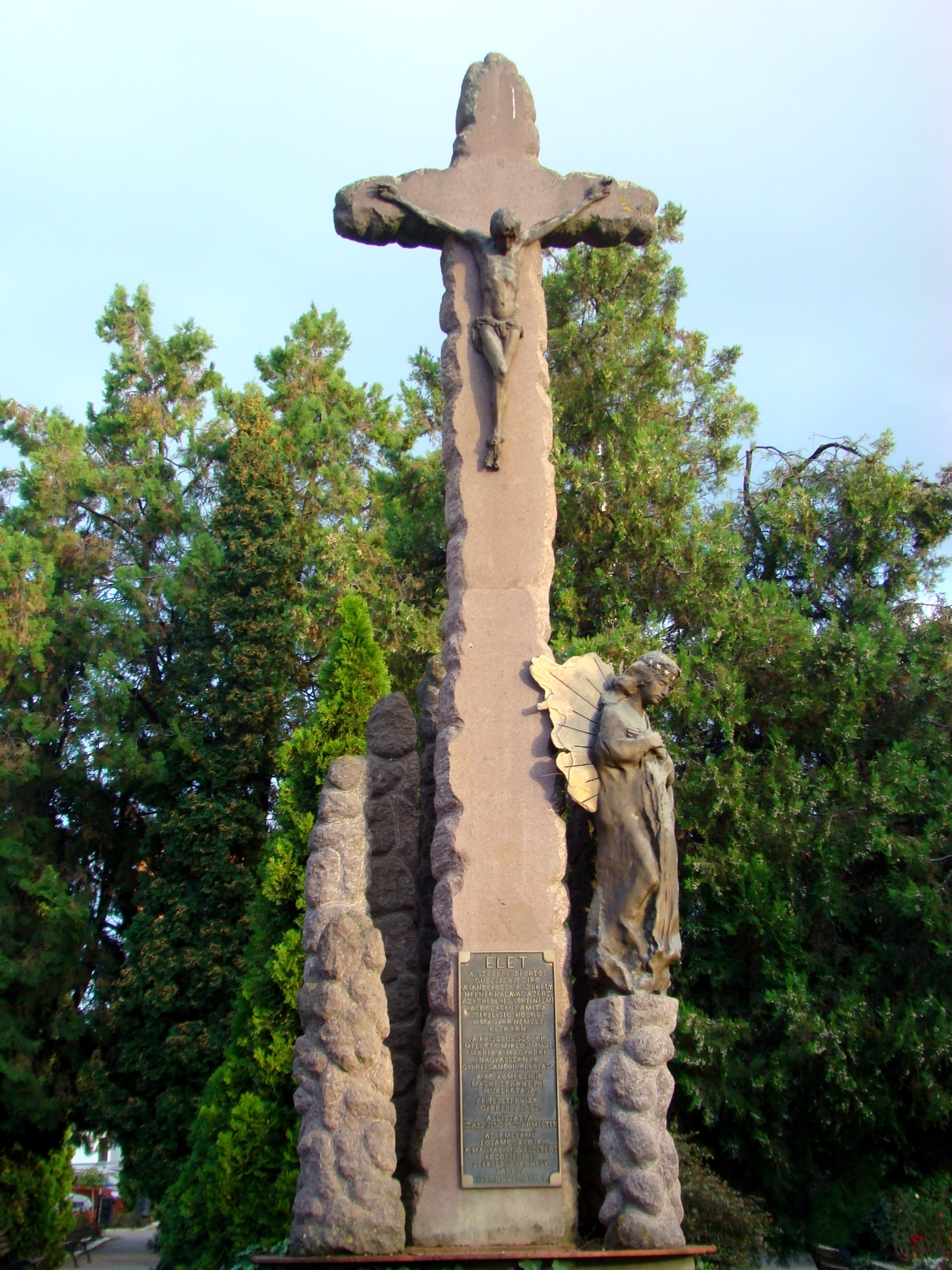
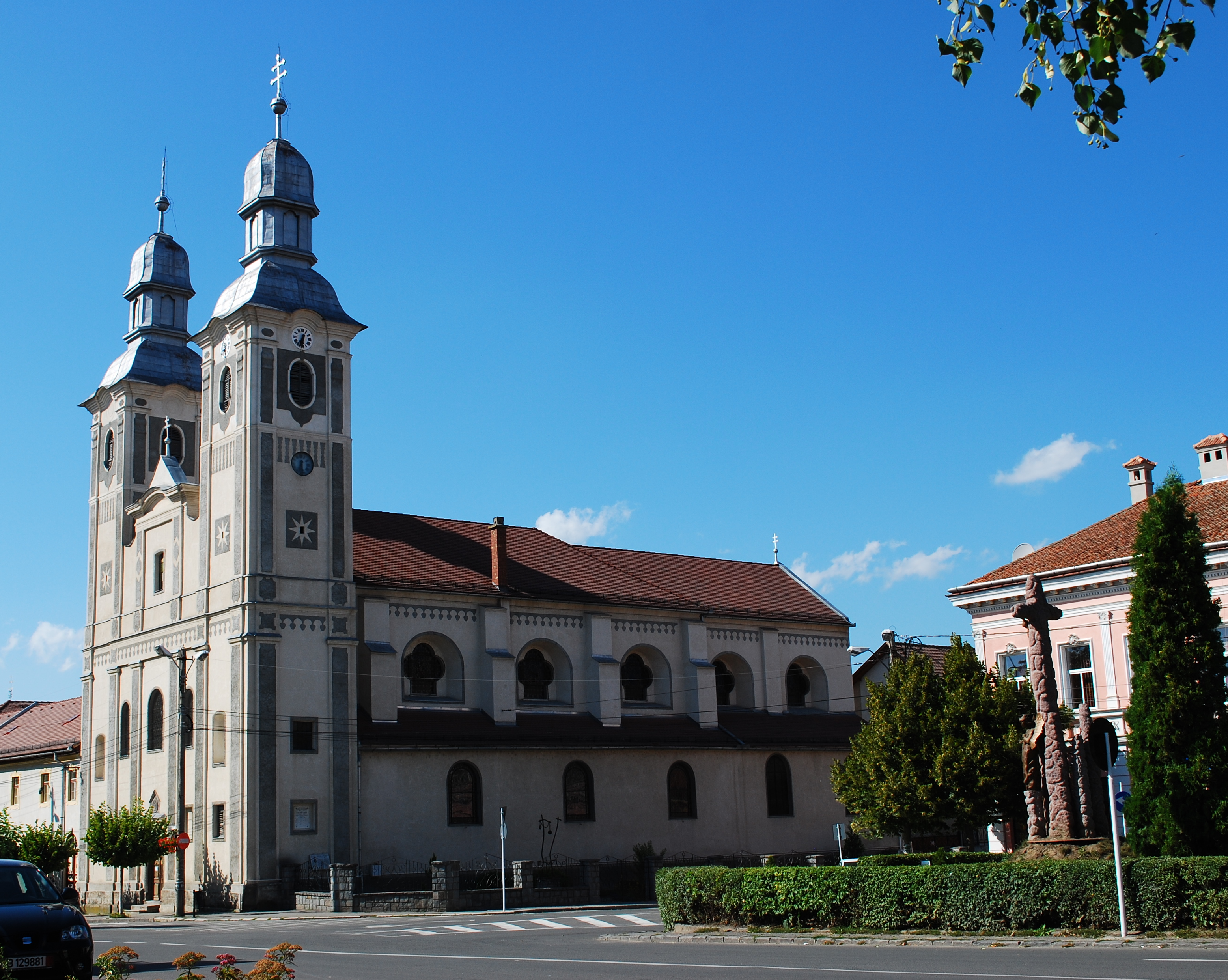
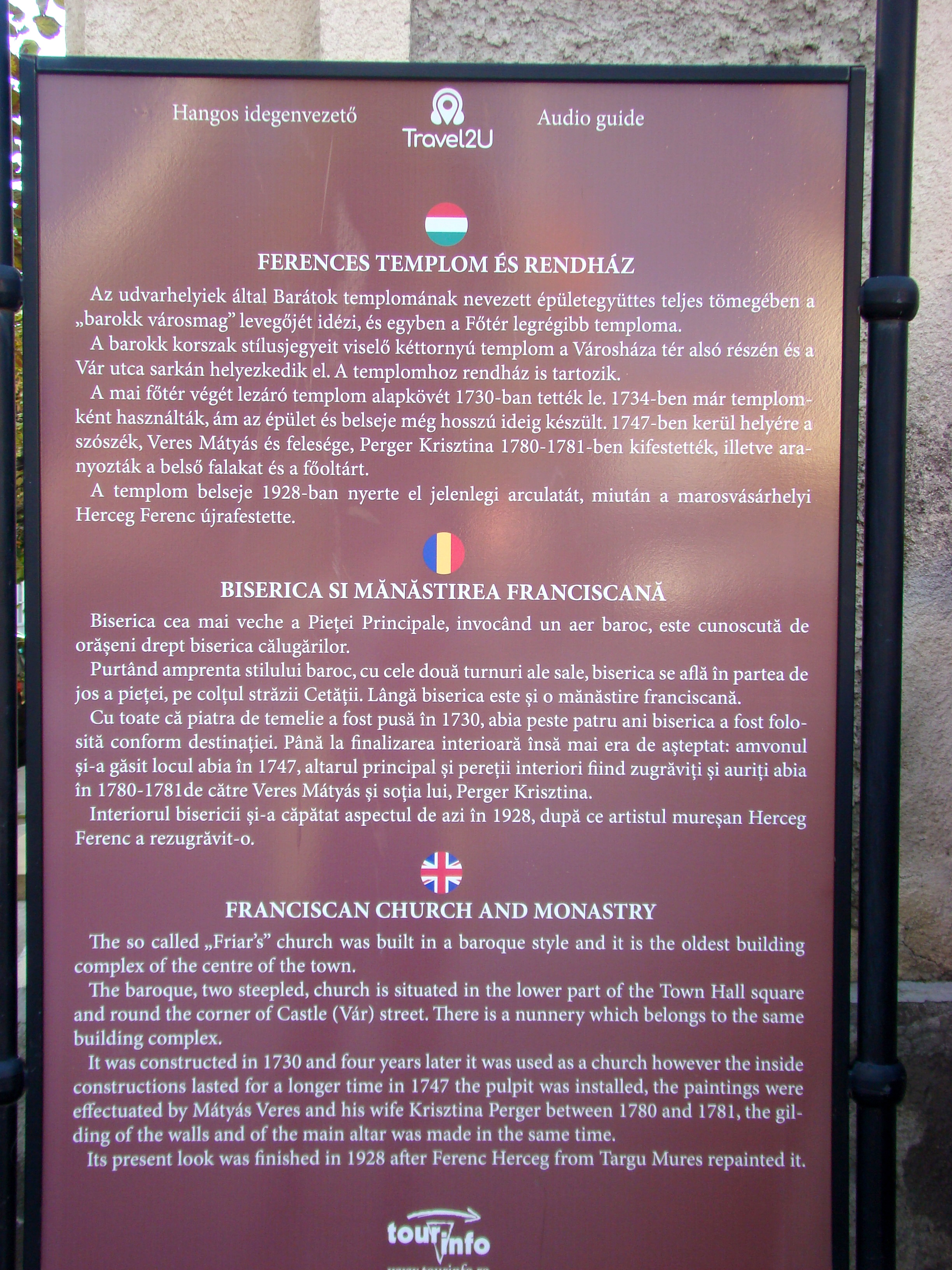

## Vezi și
- Odorheiu Secuiesc

## Imagini din interior

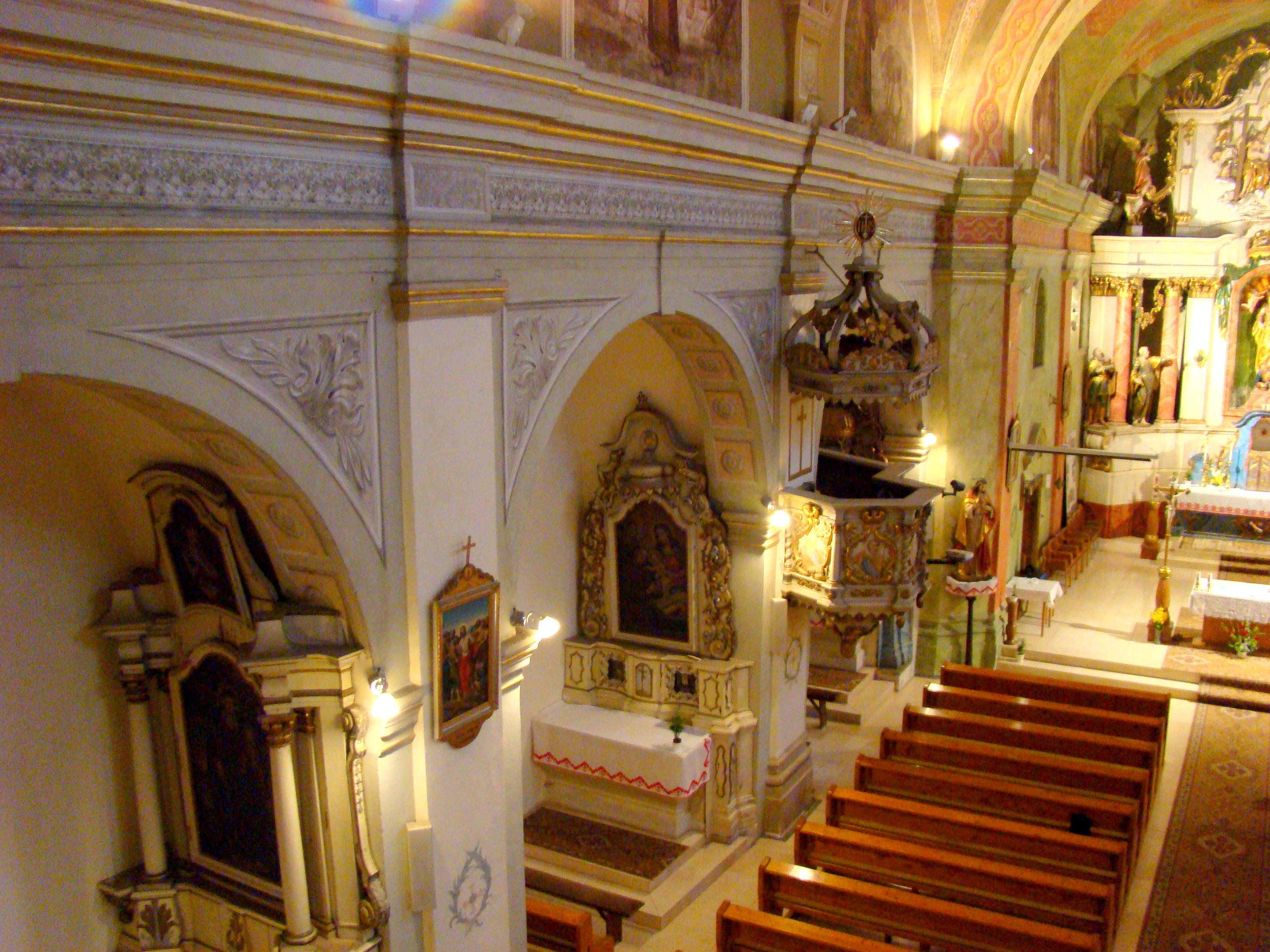
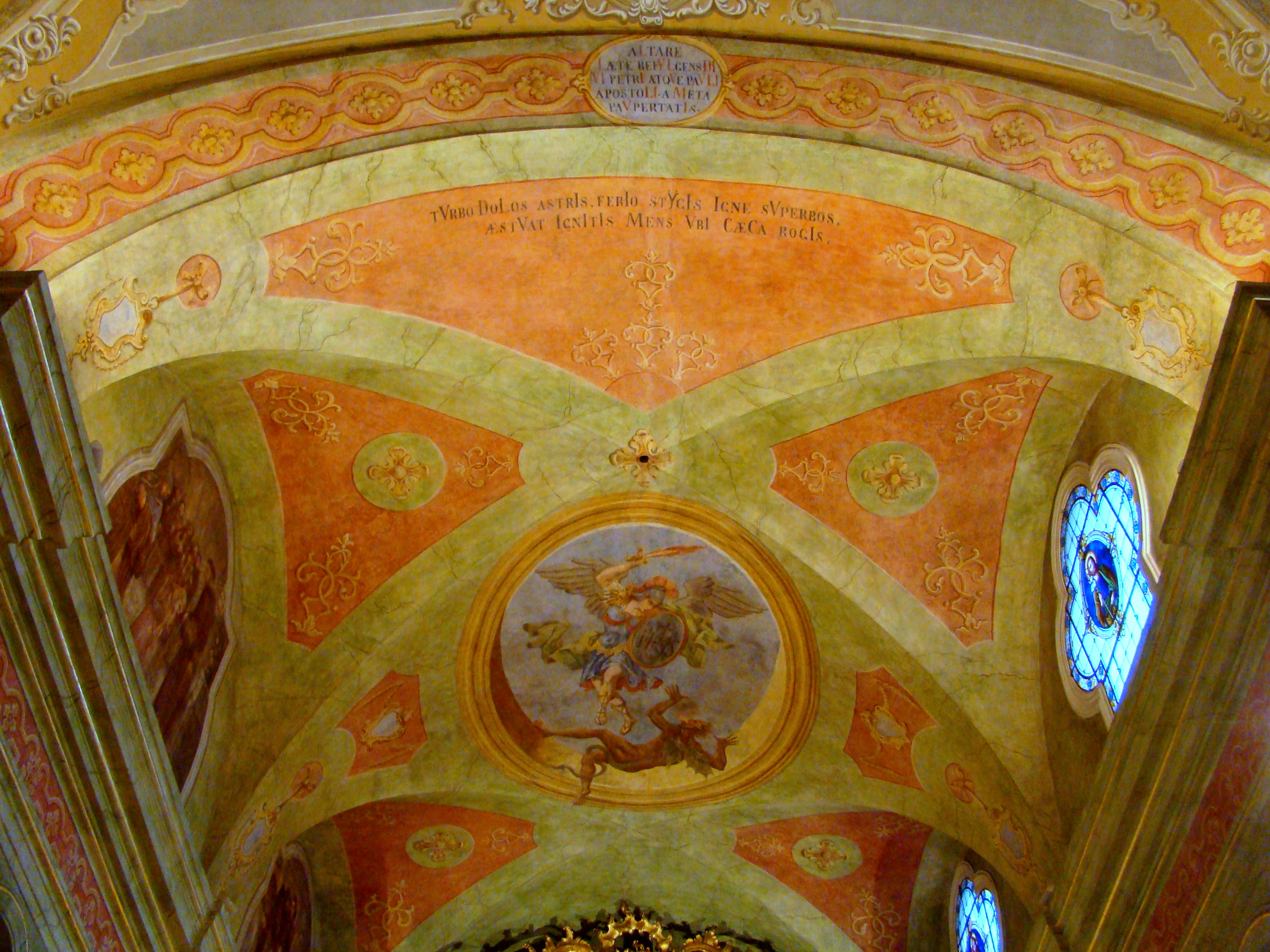
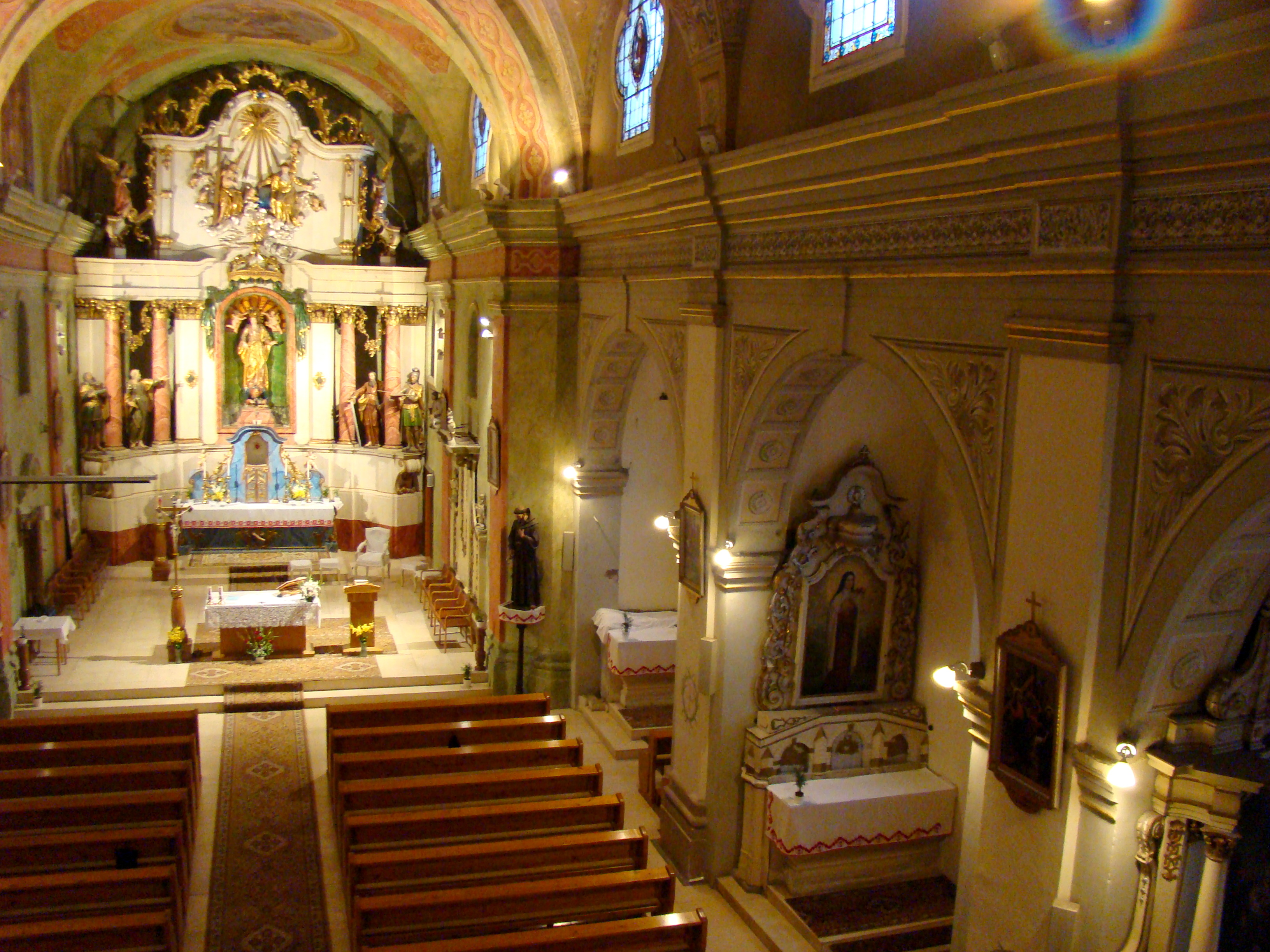
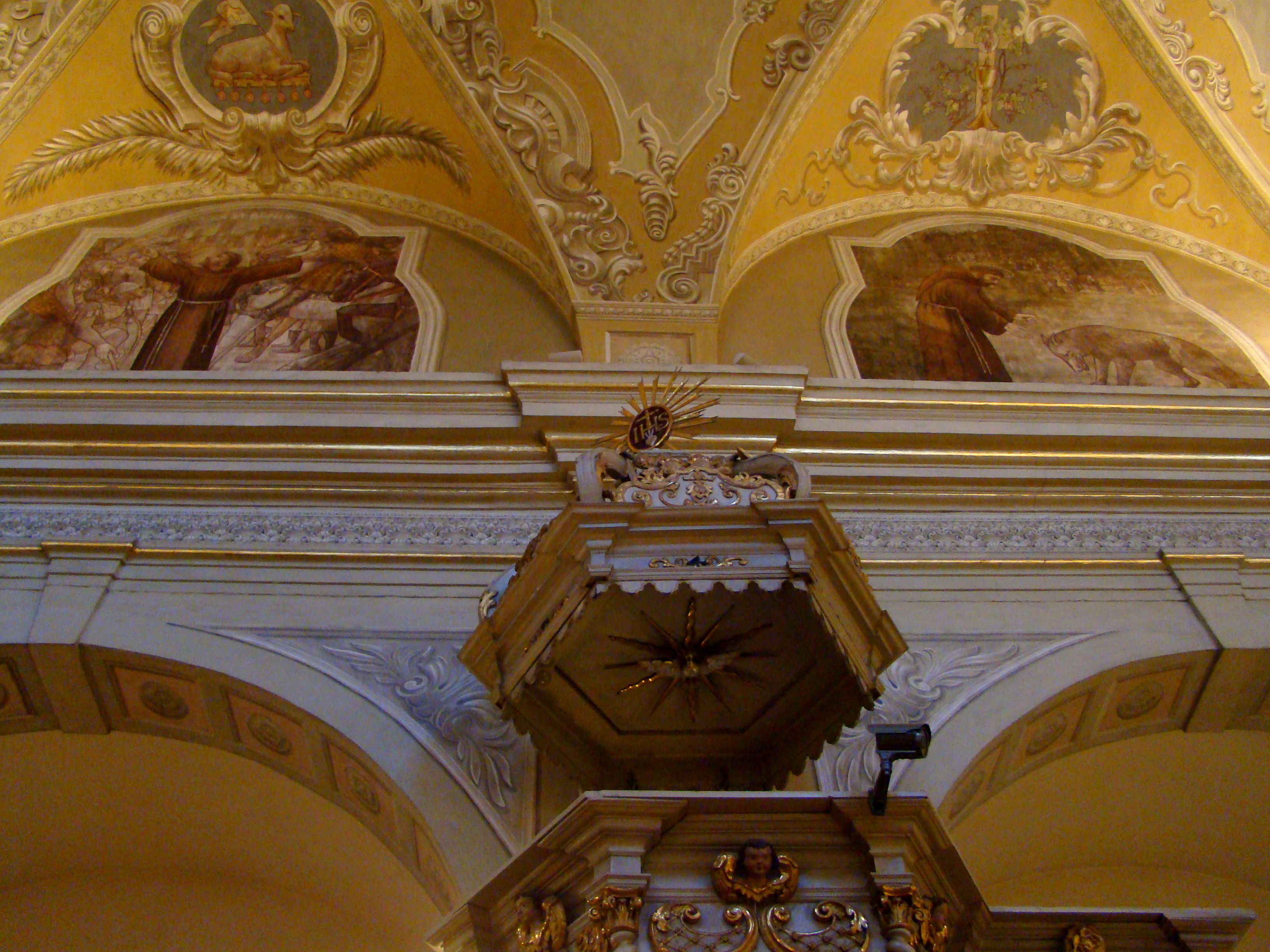
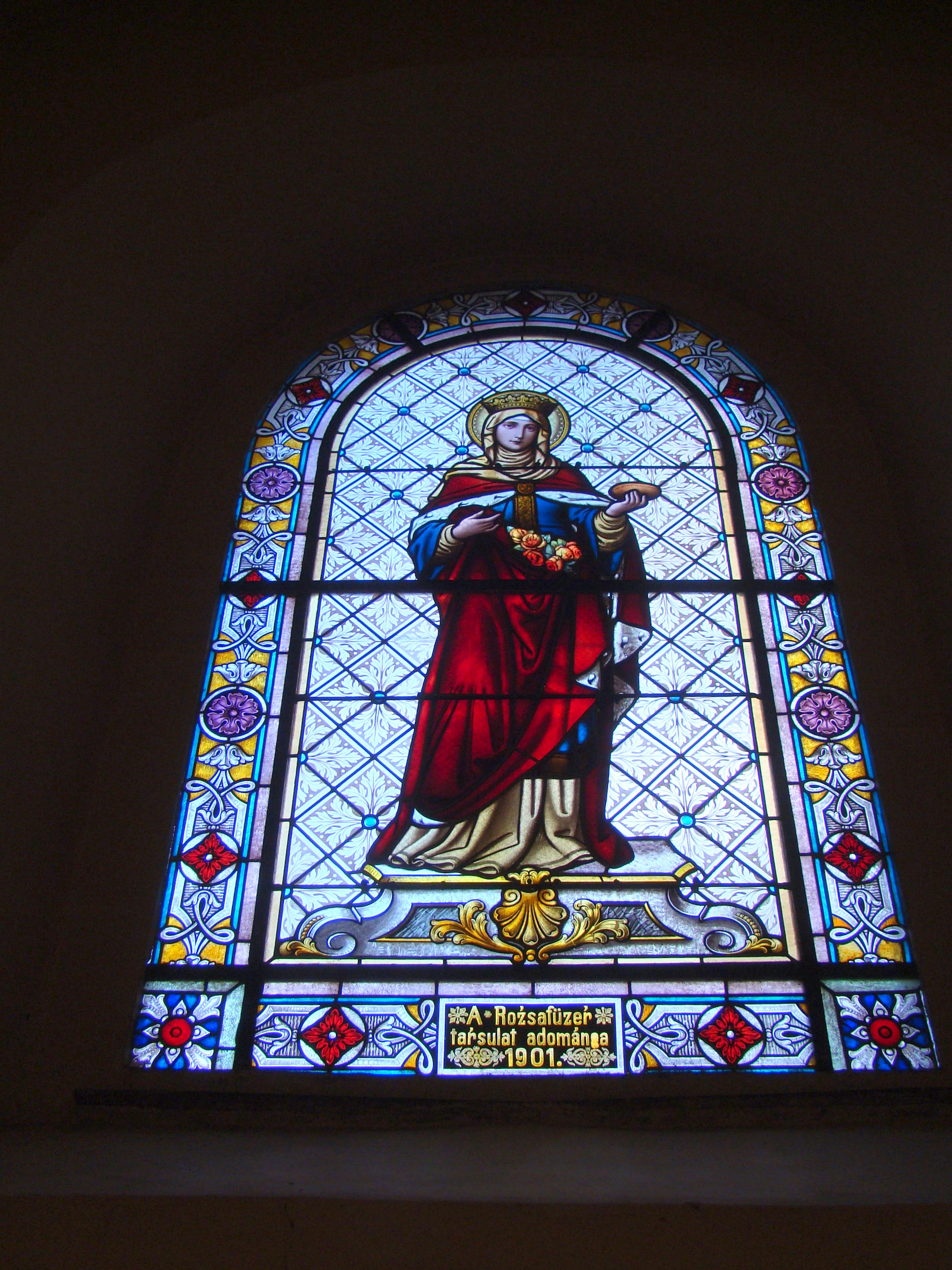
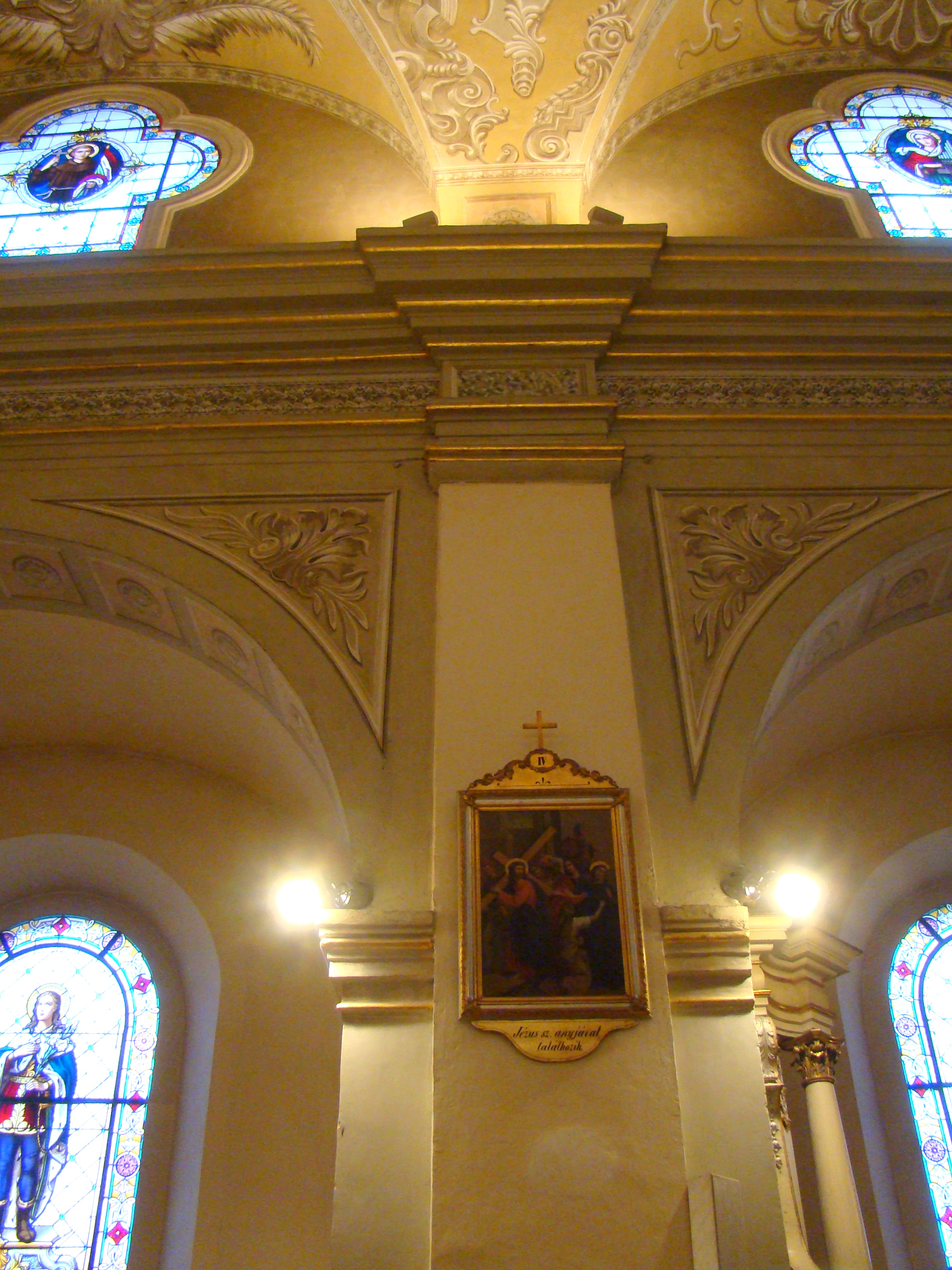
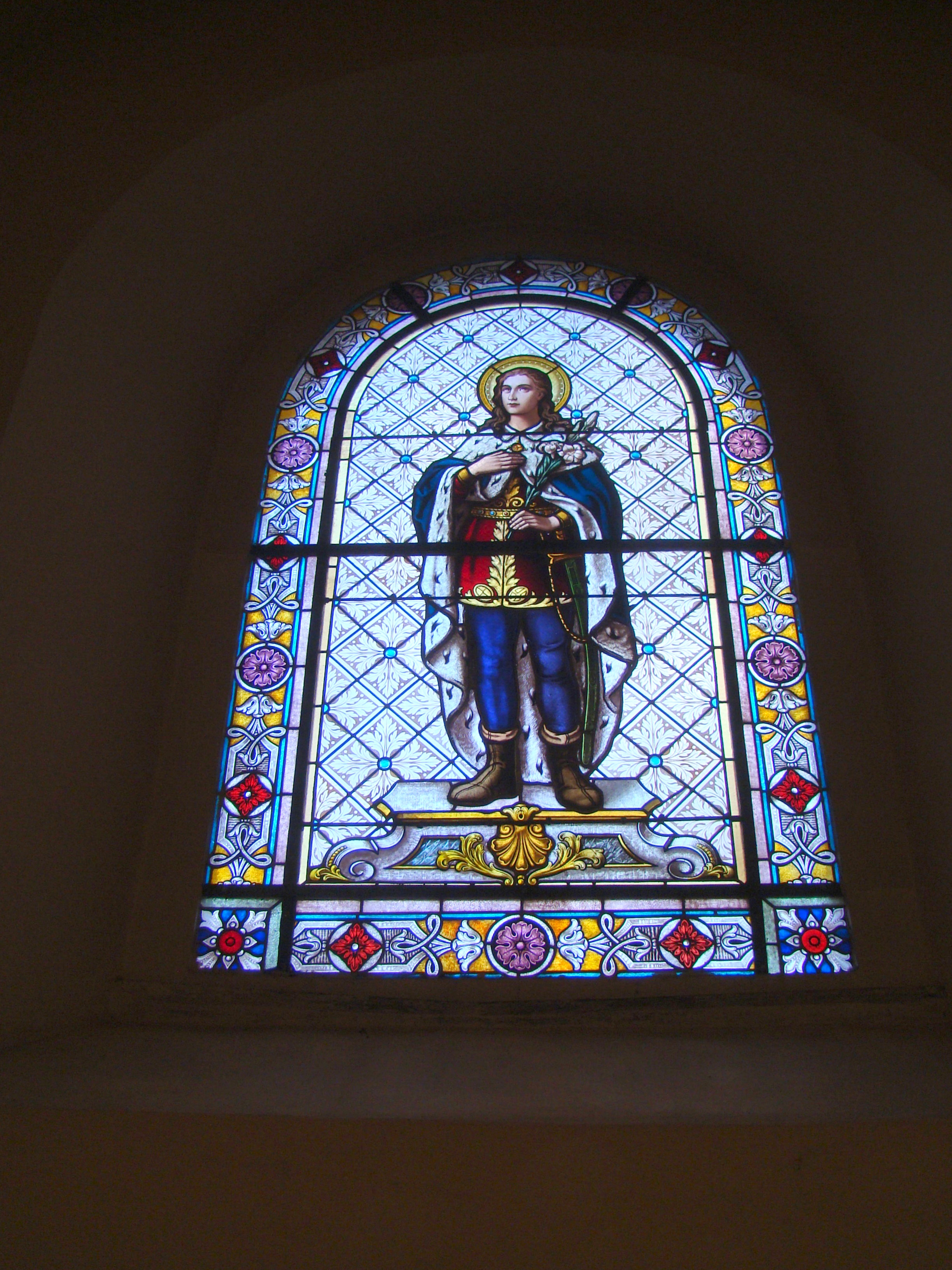
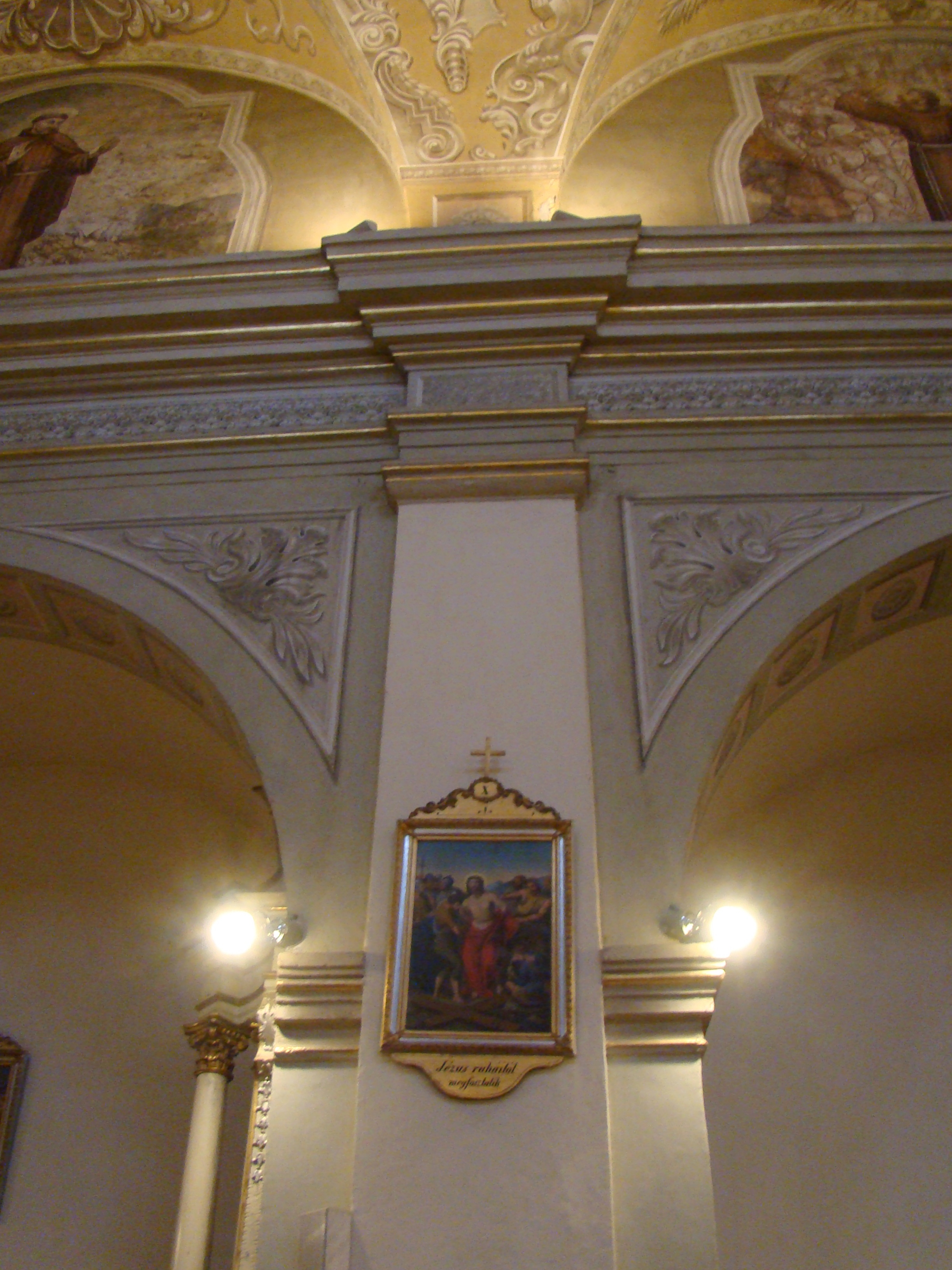
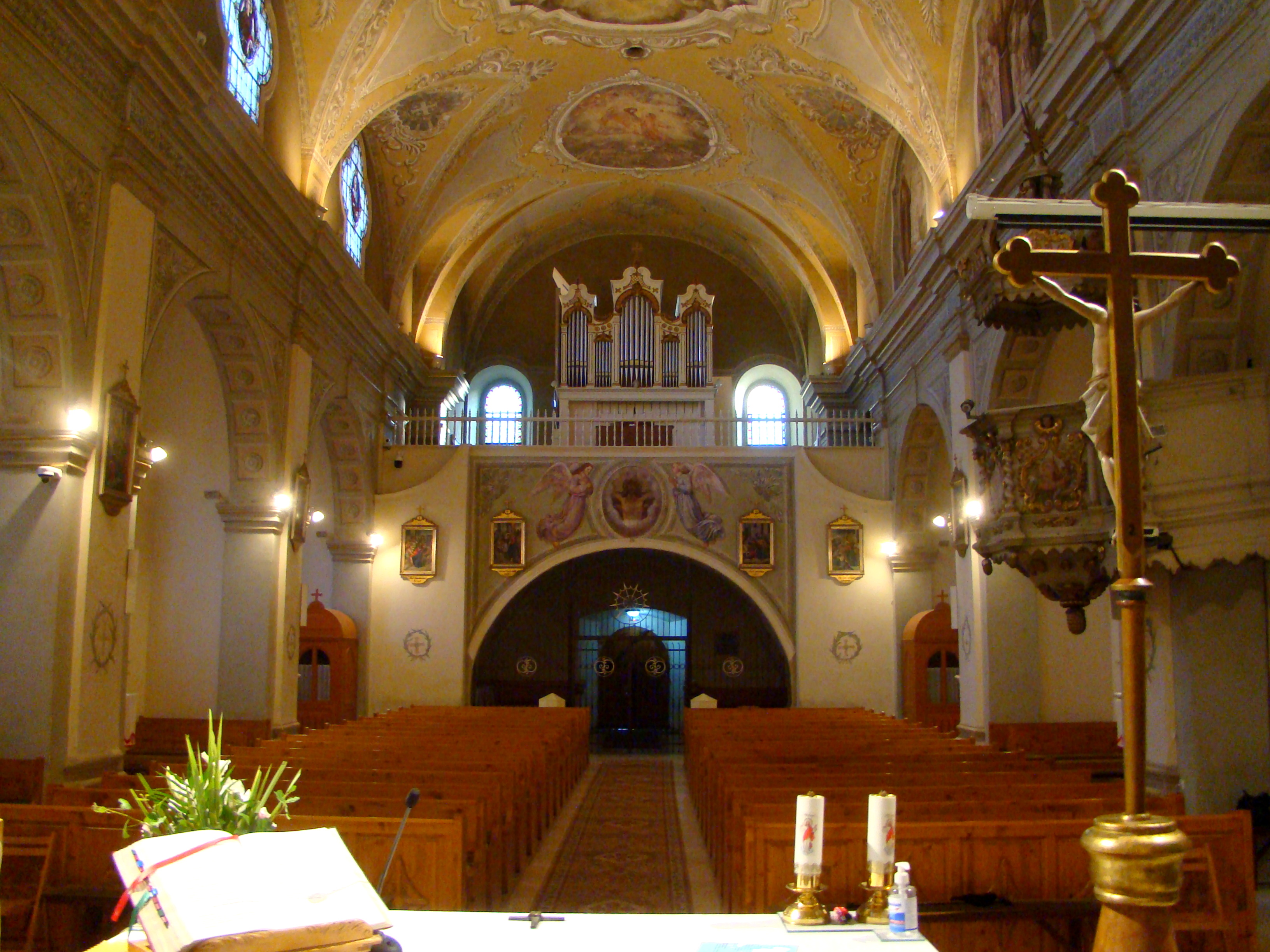
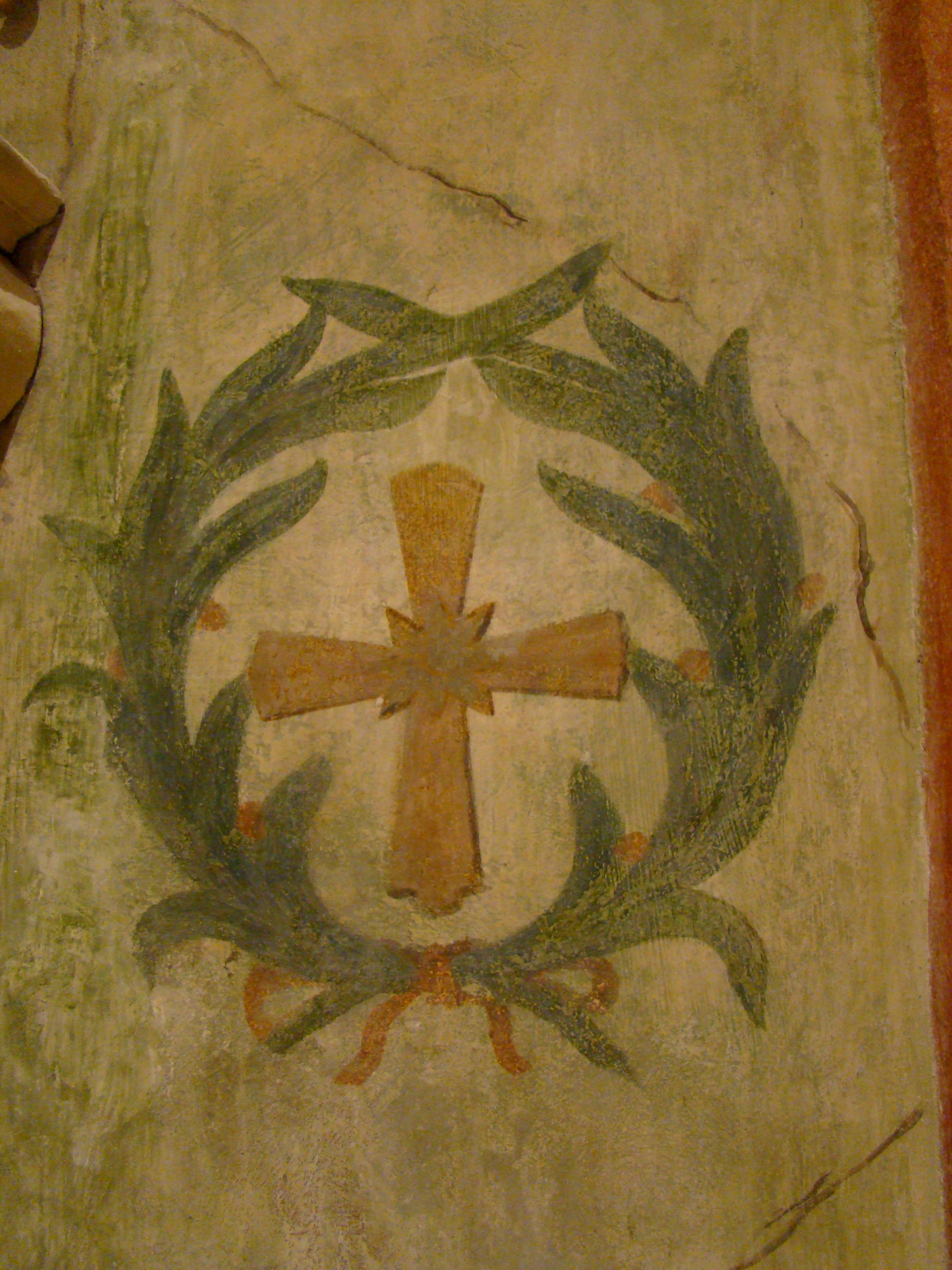
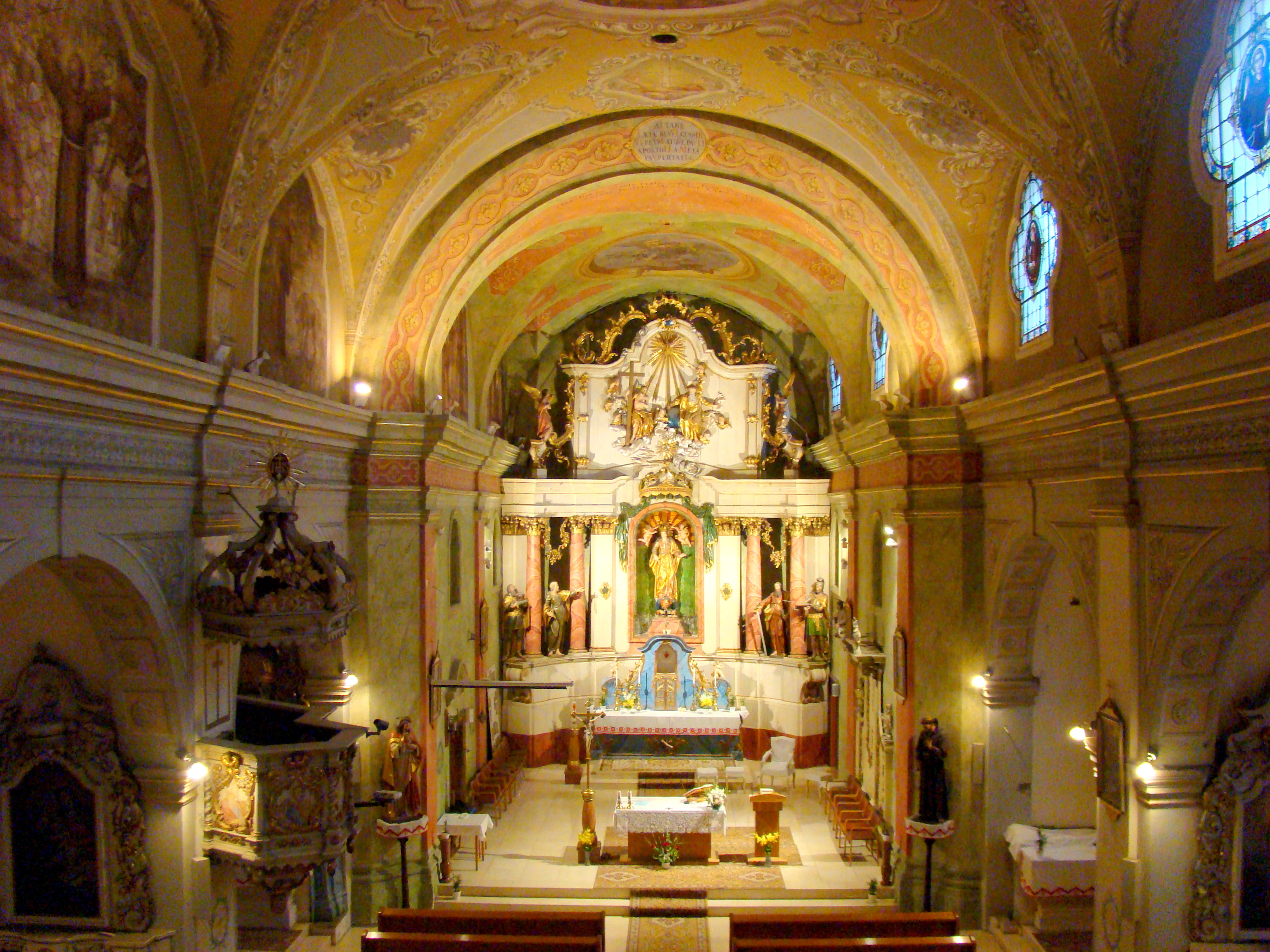
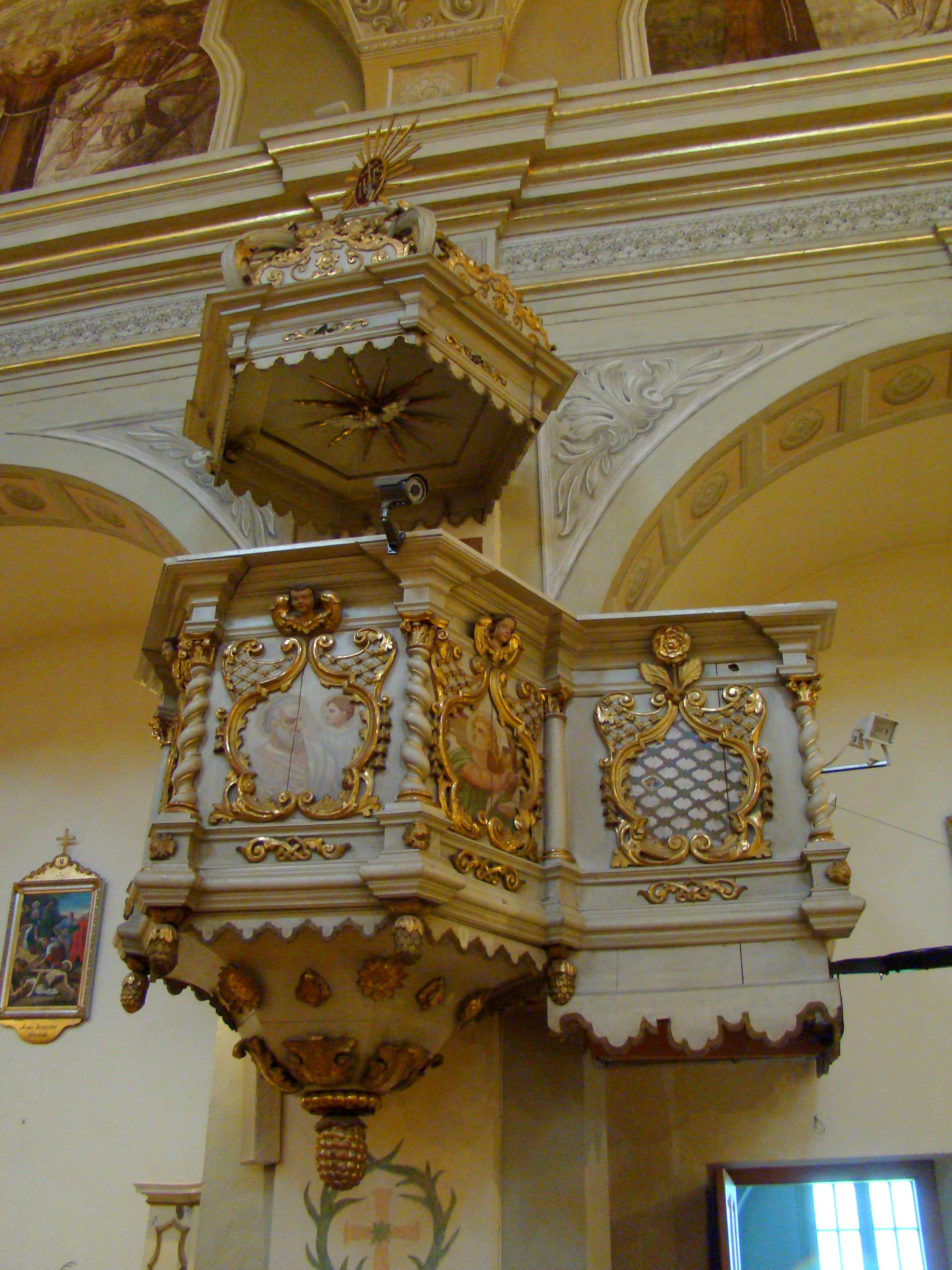
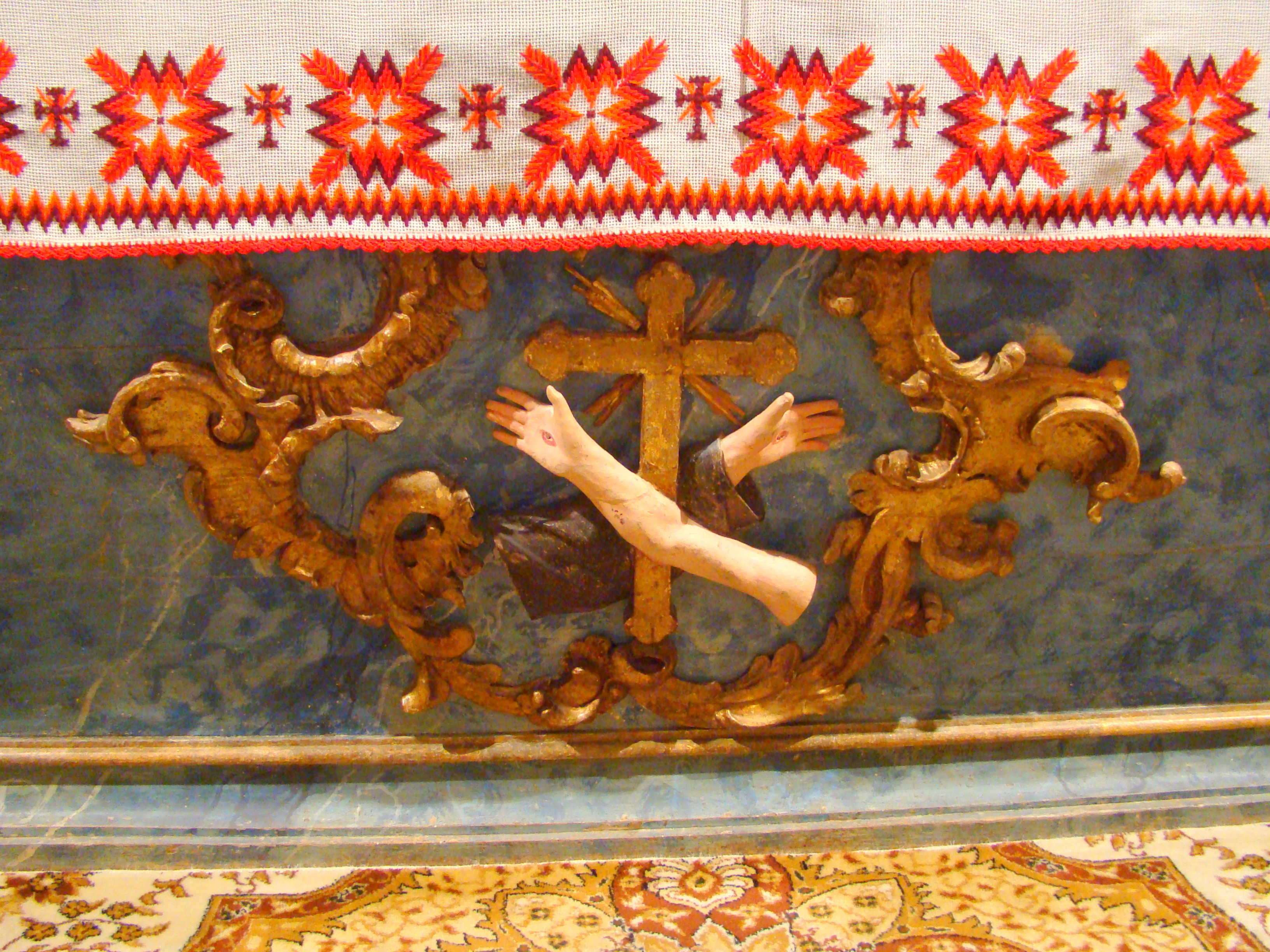
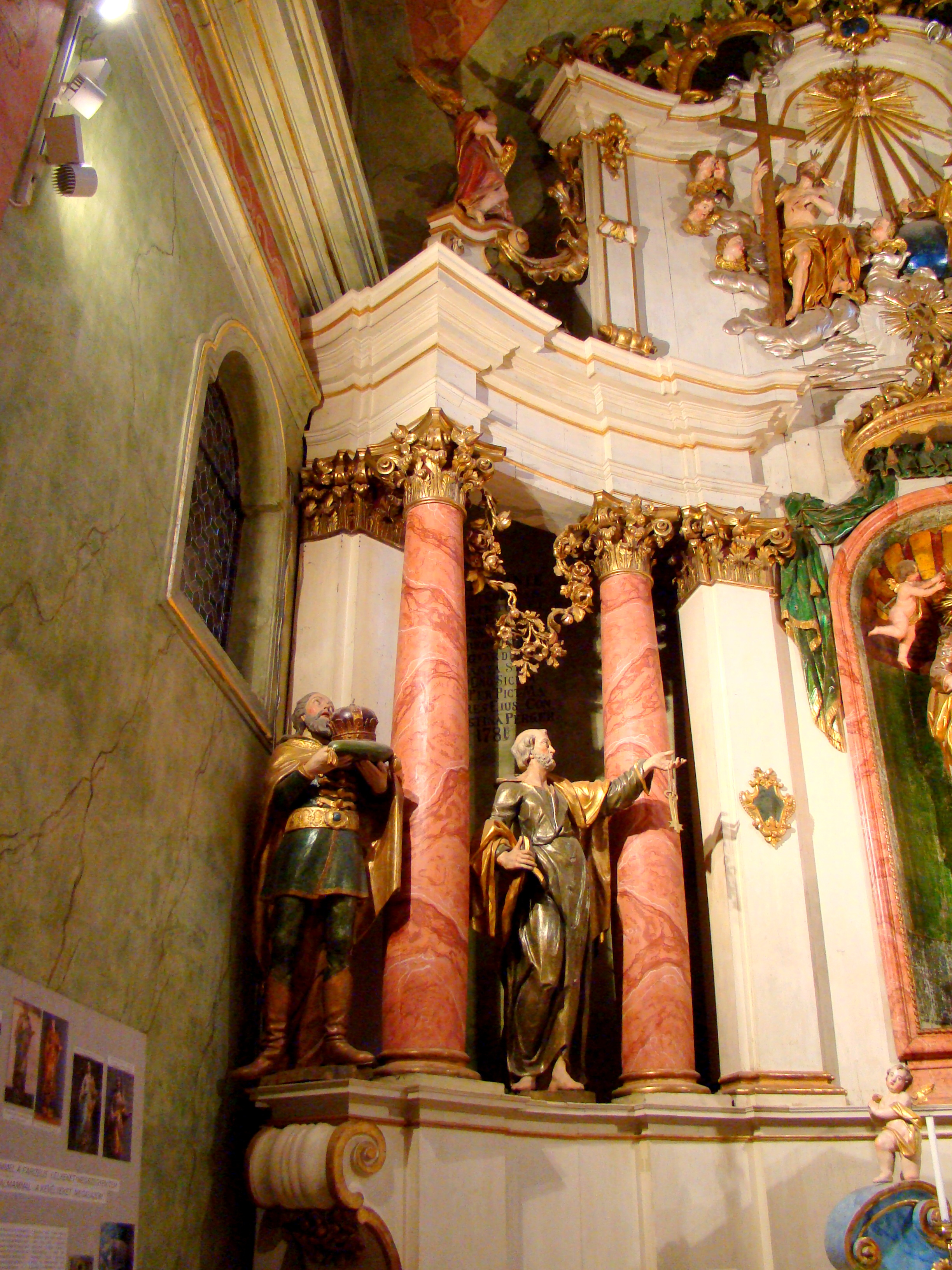
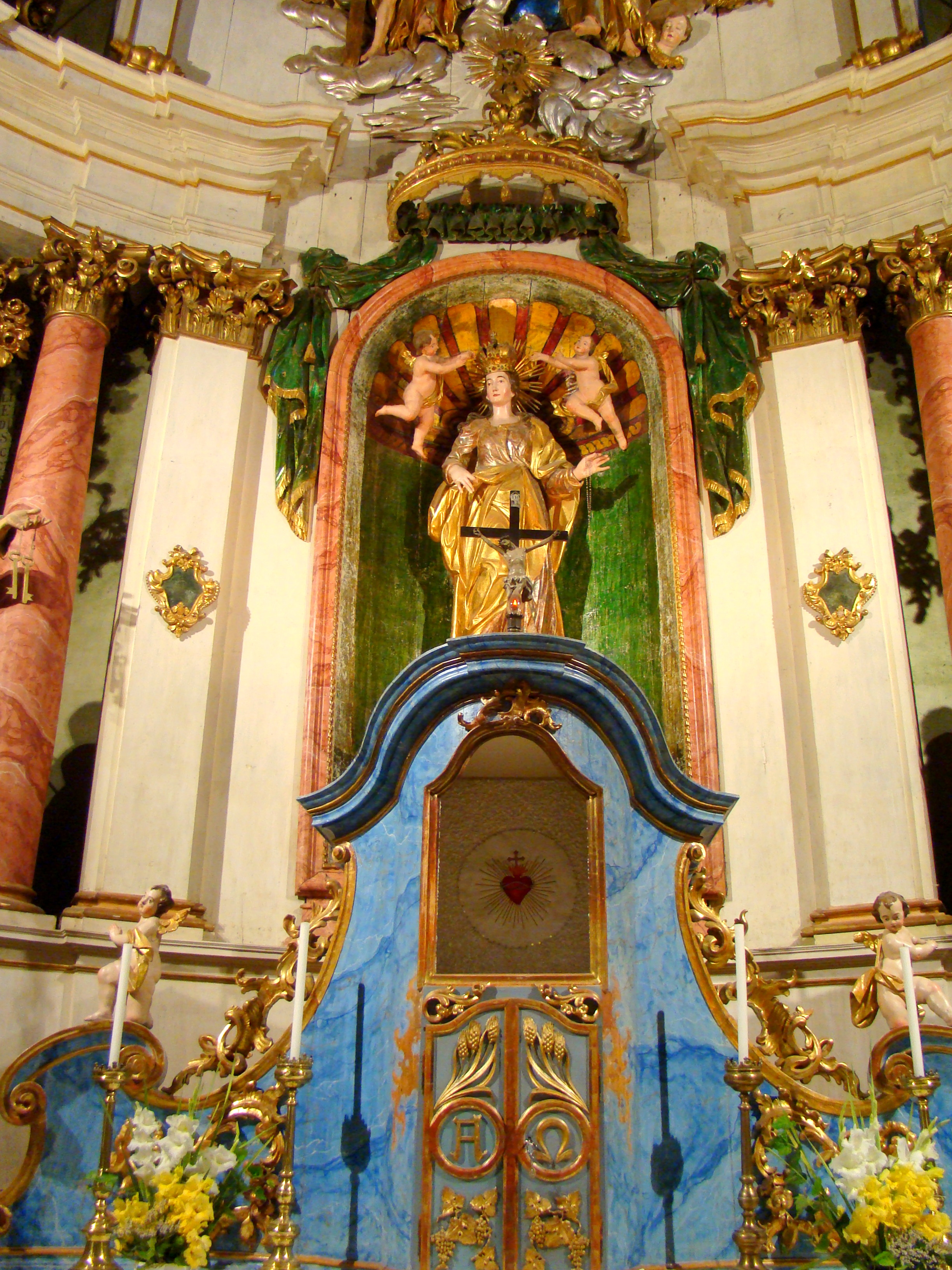
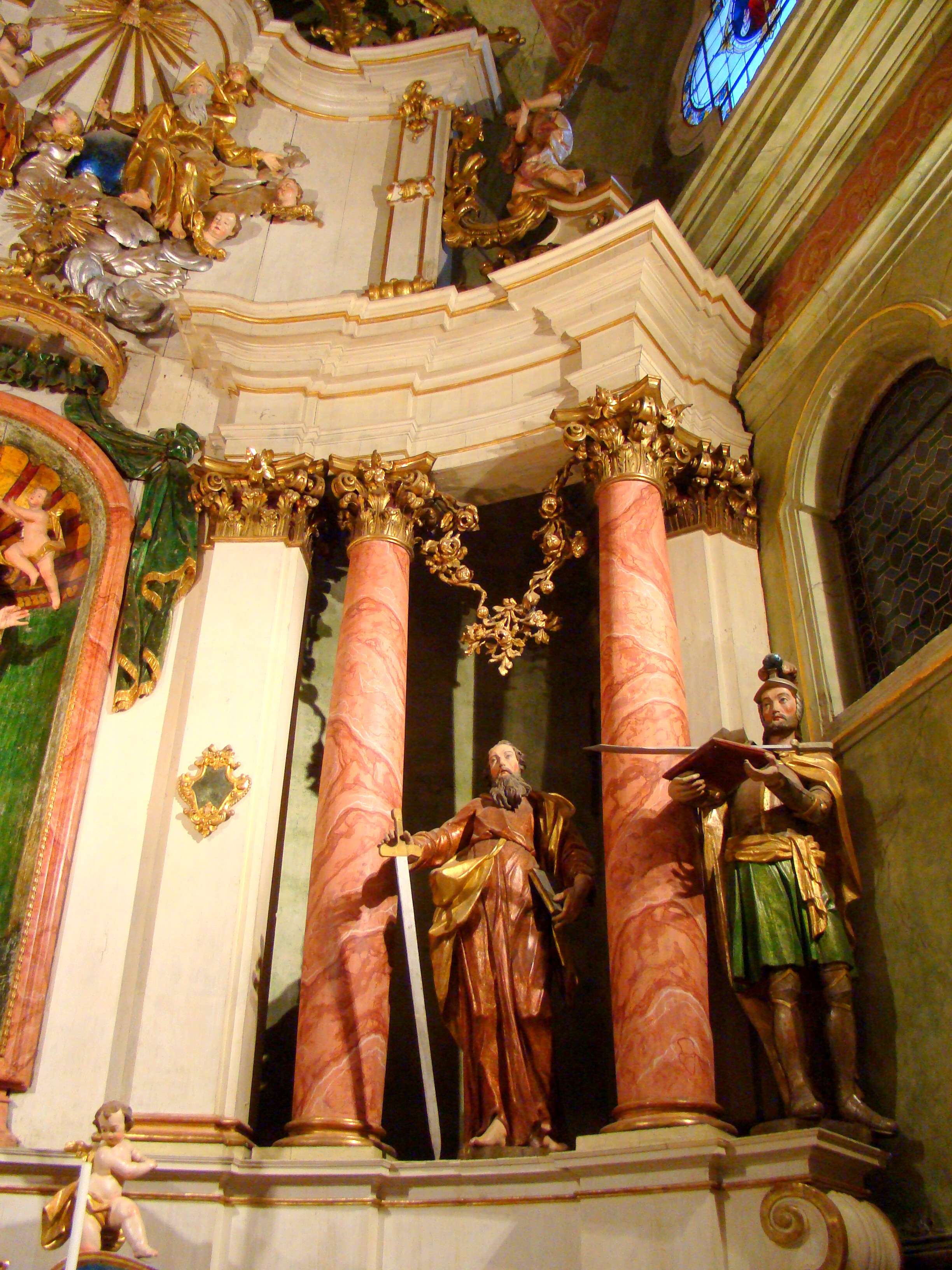
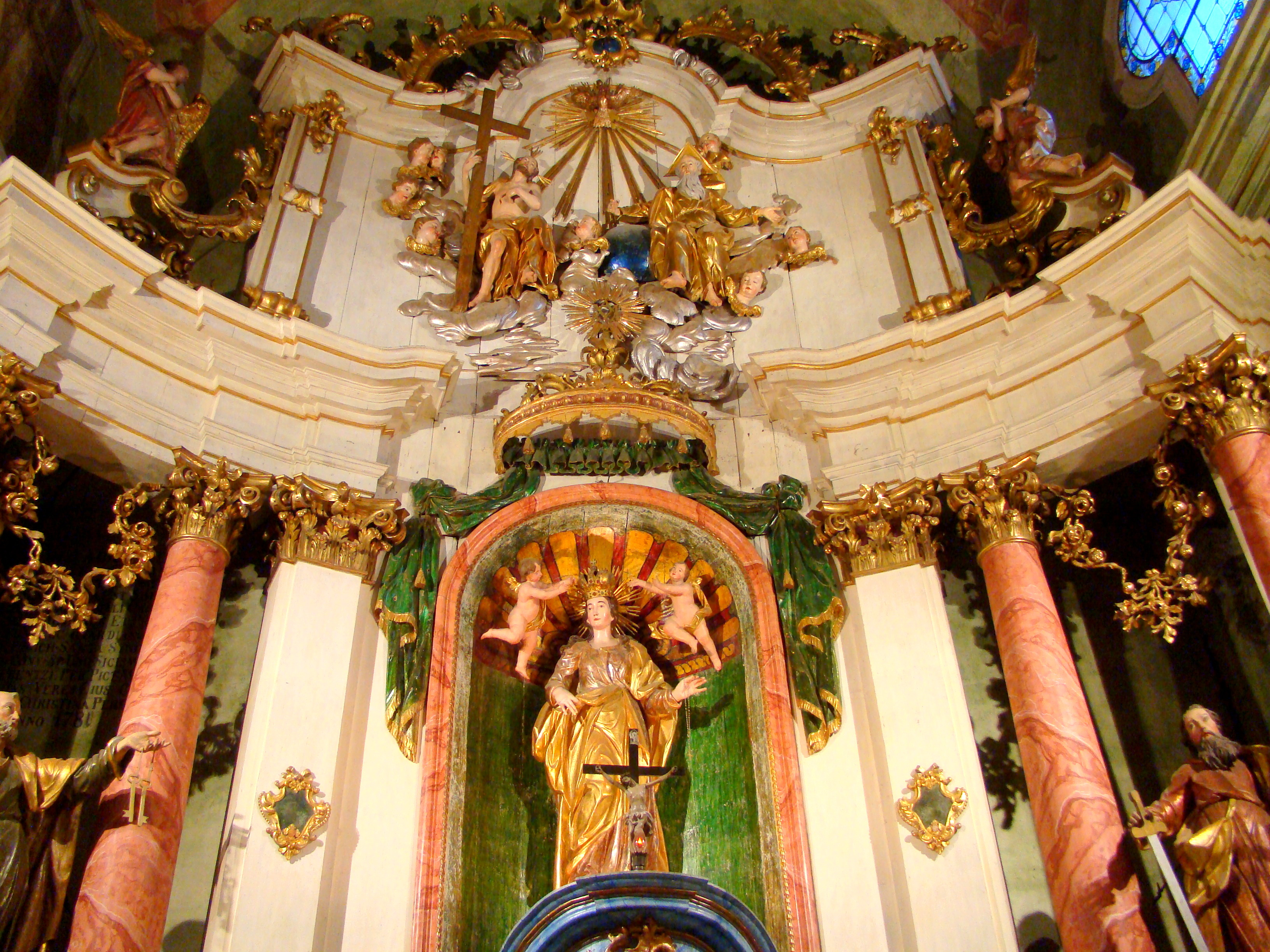
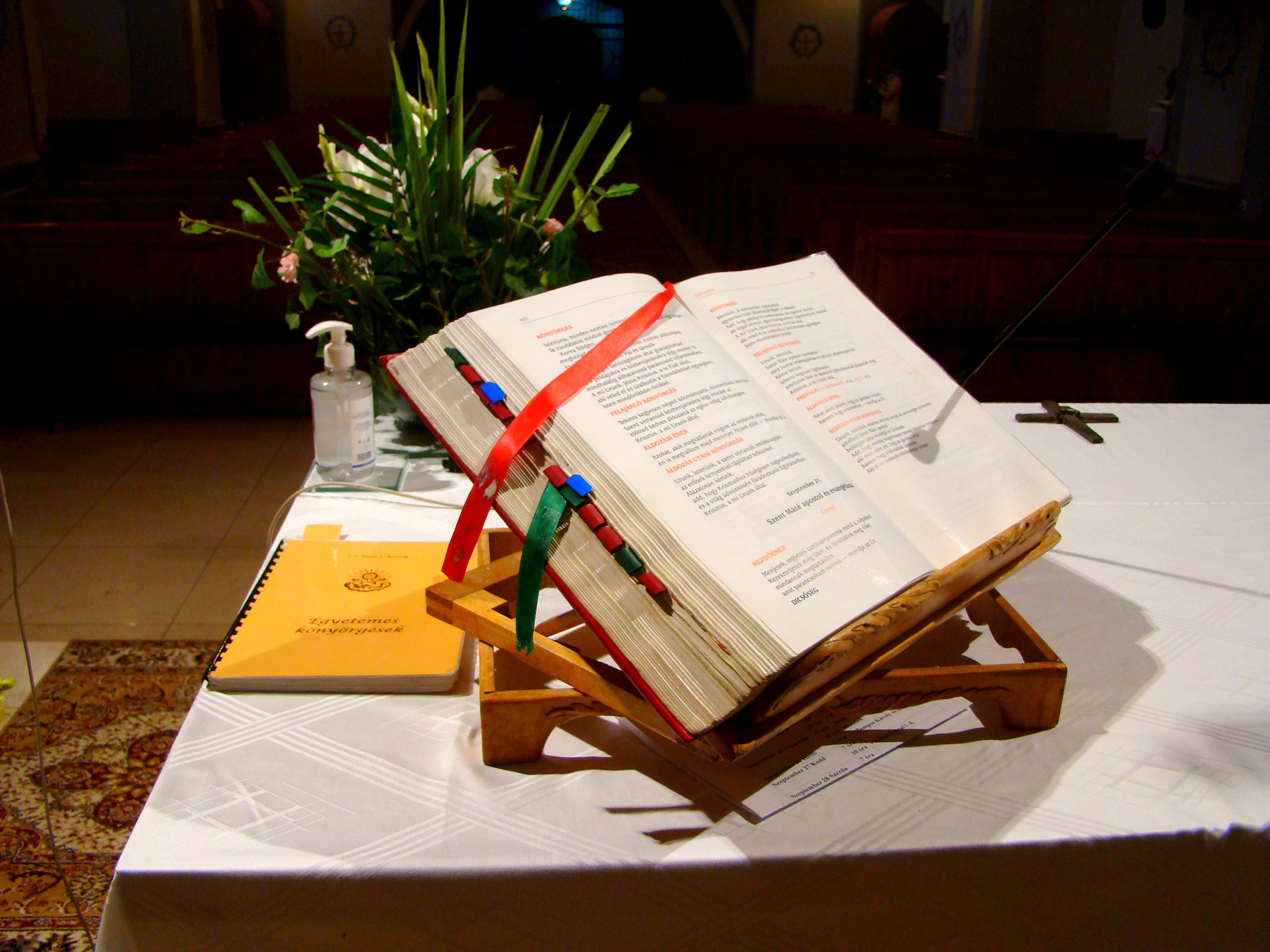
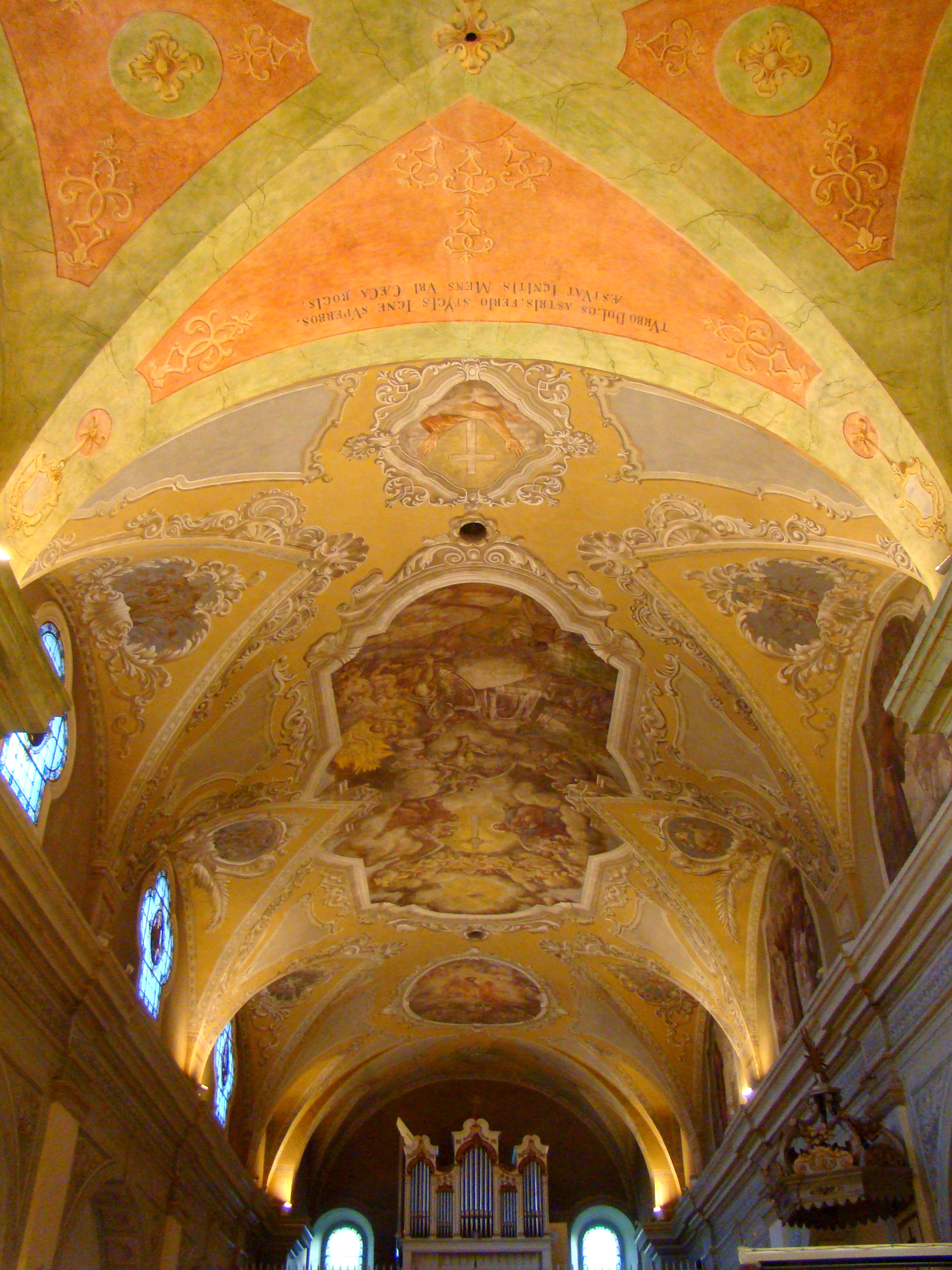
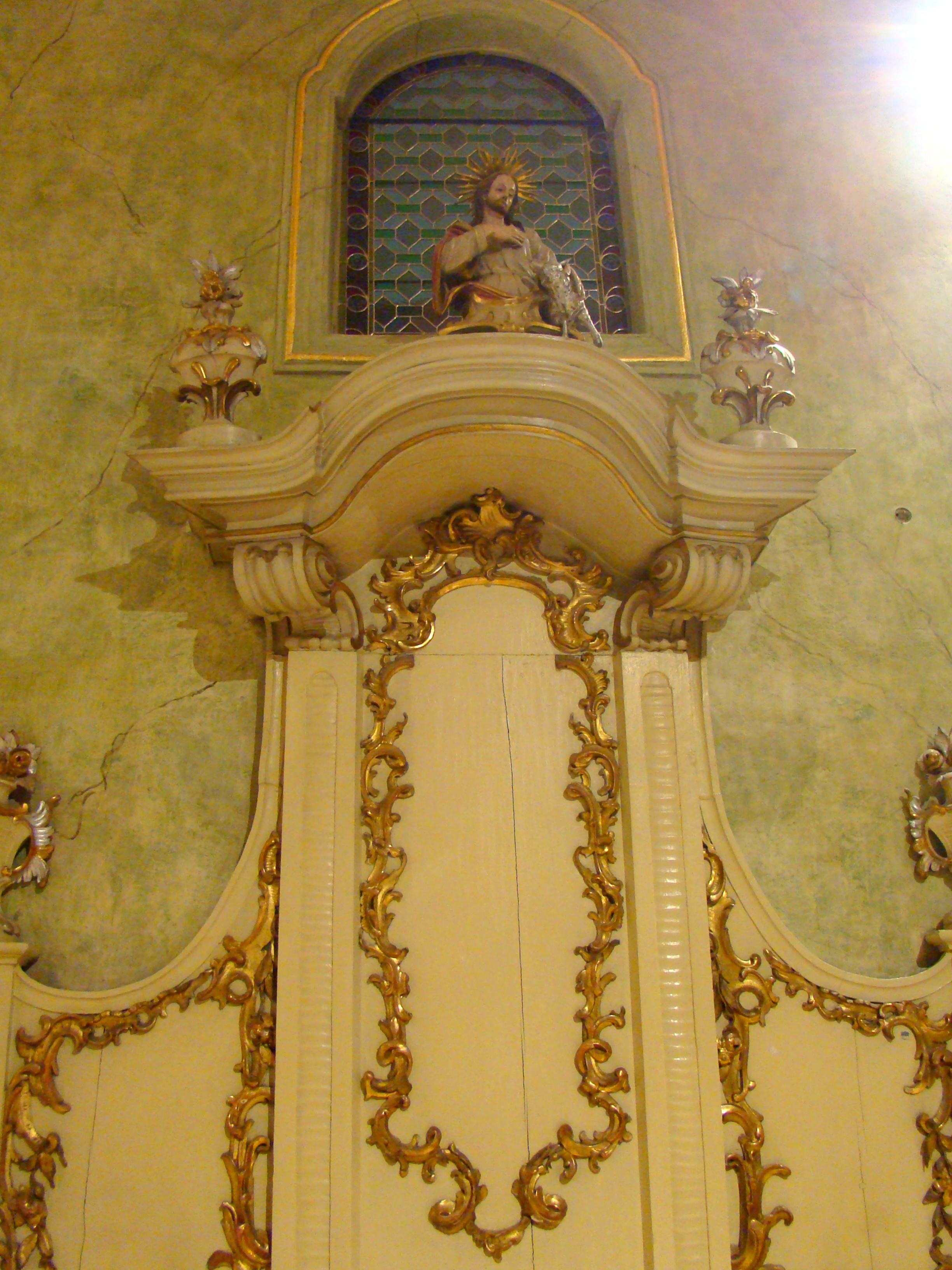
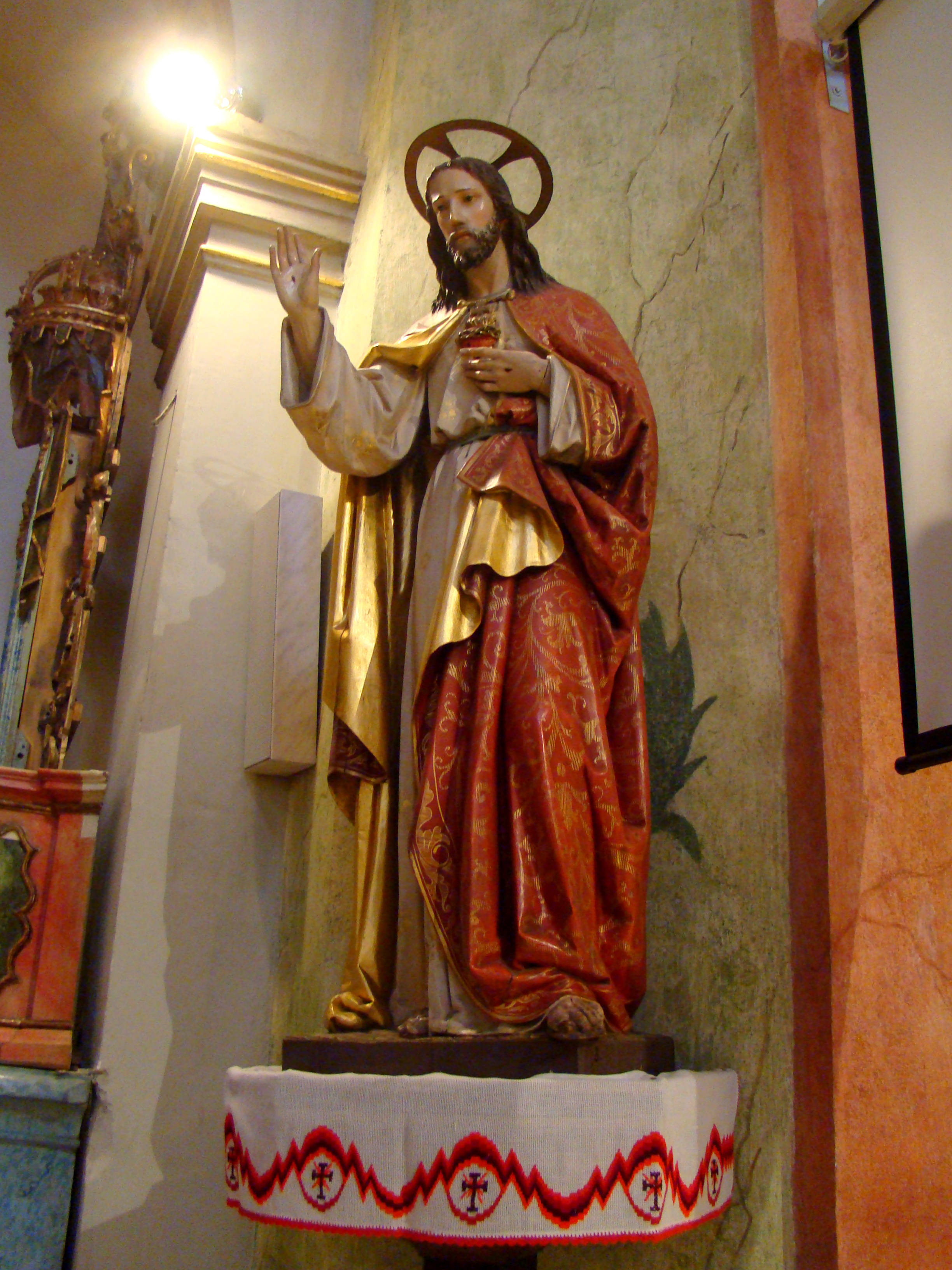
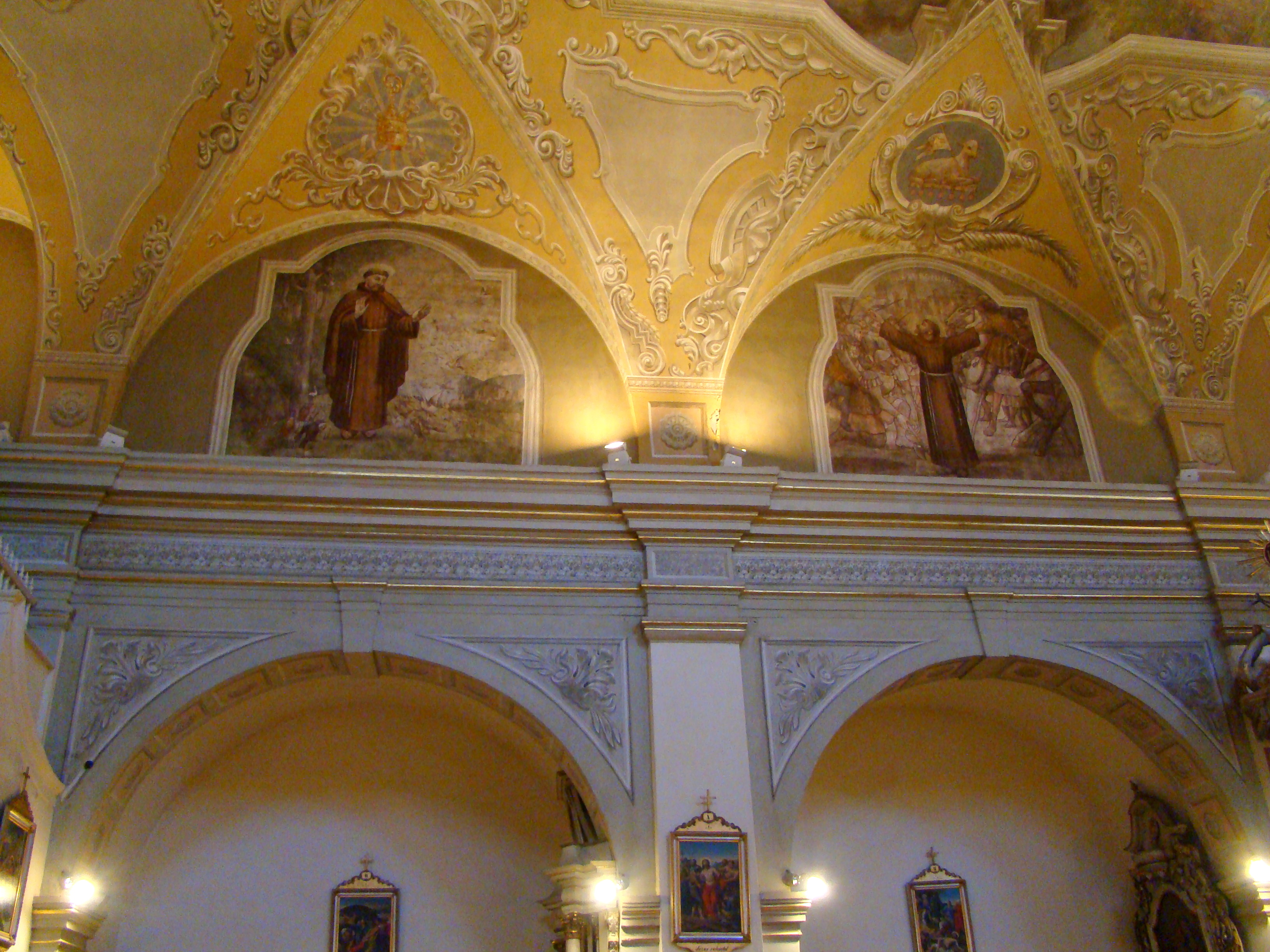
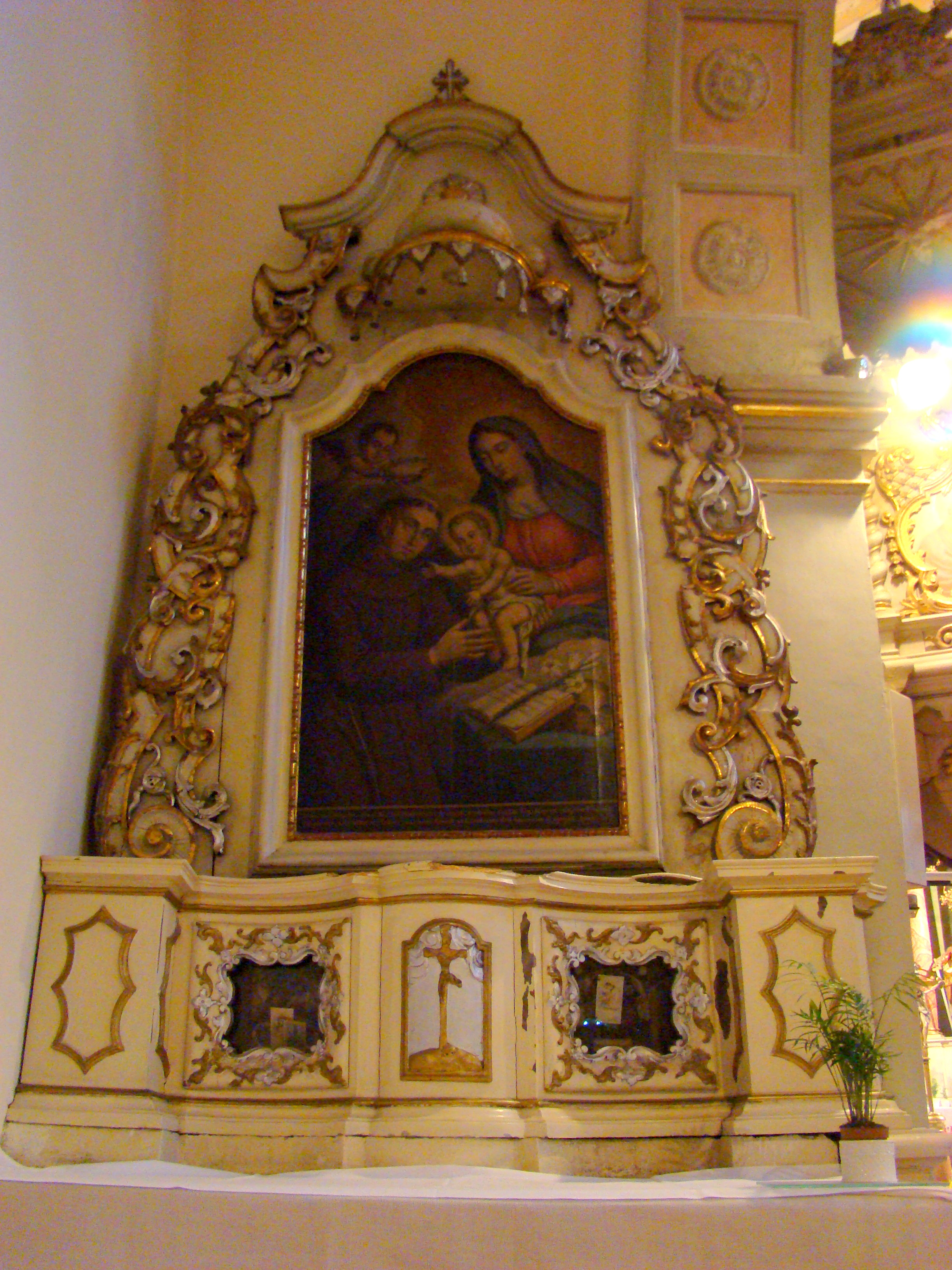
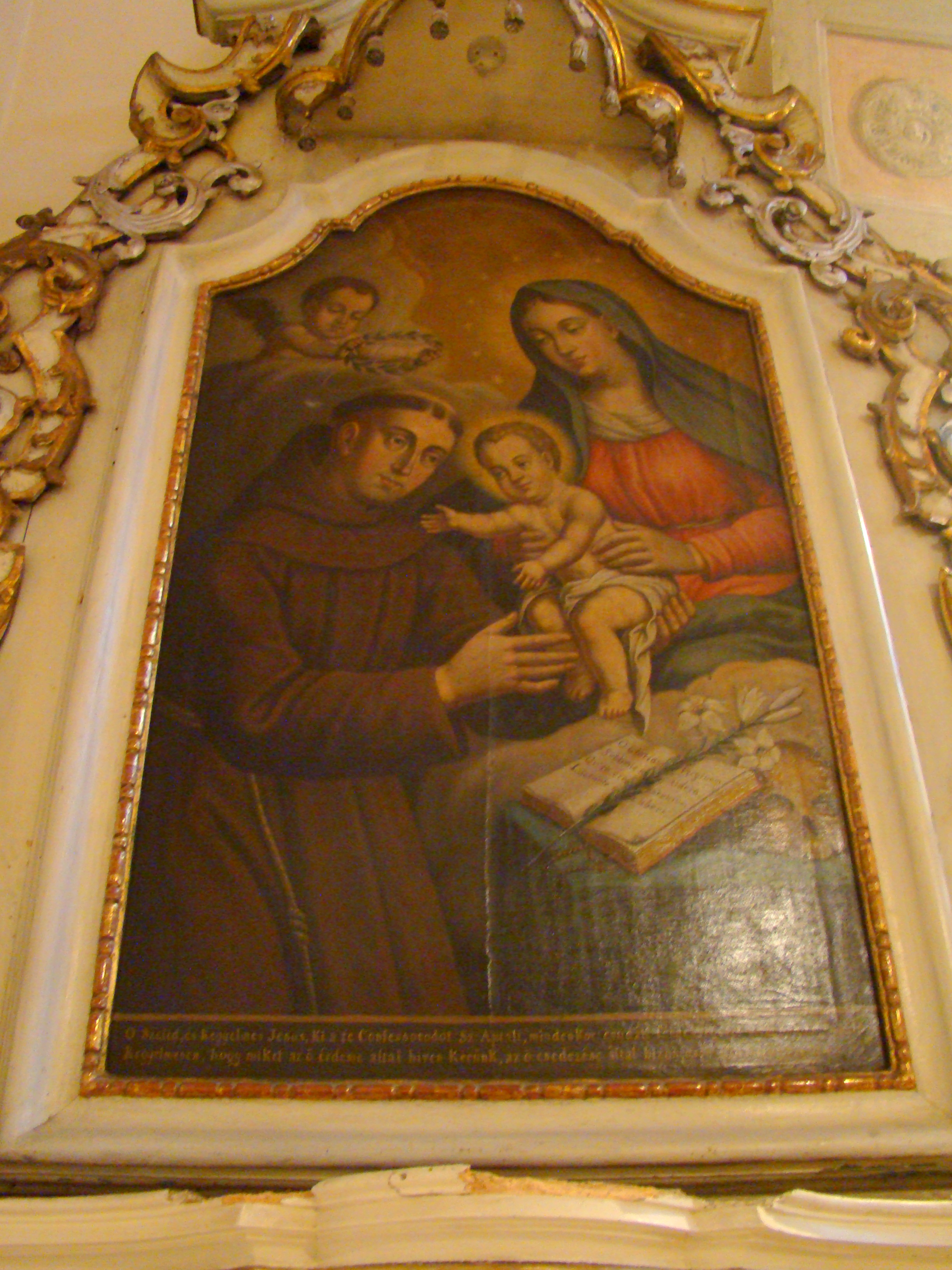
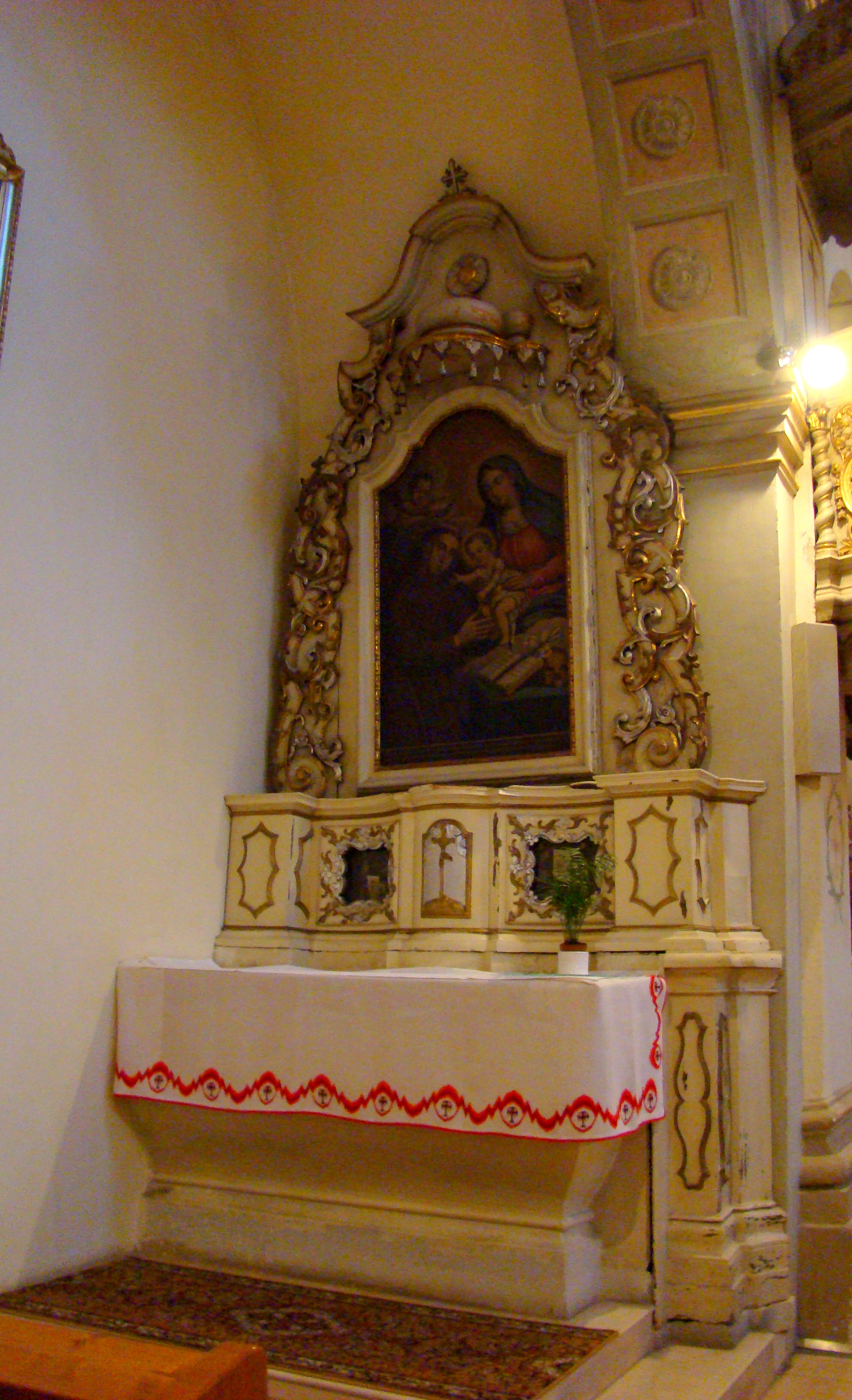
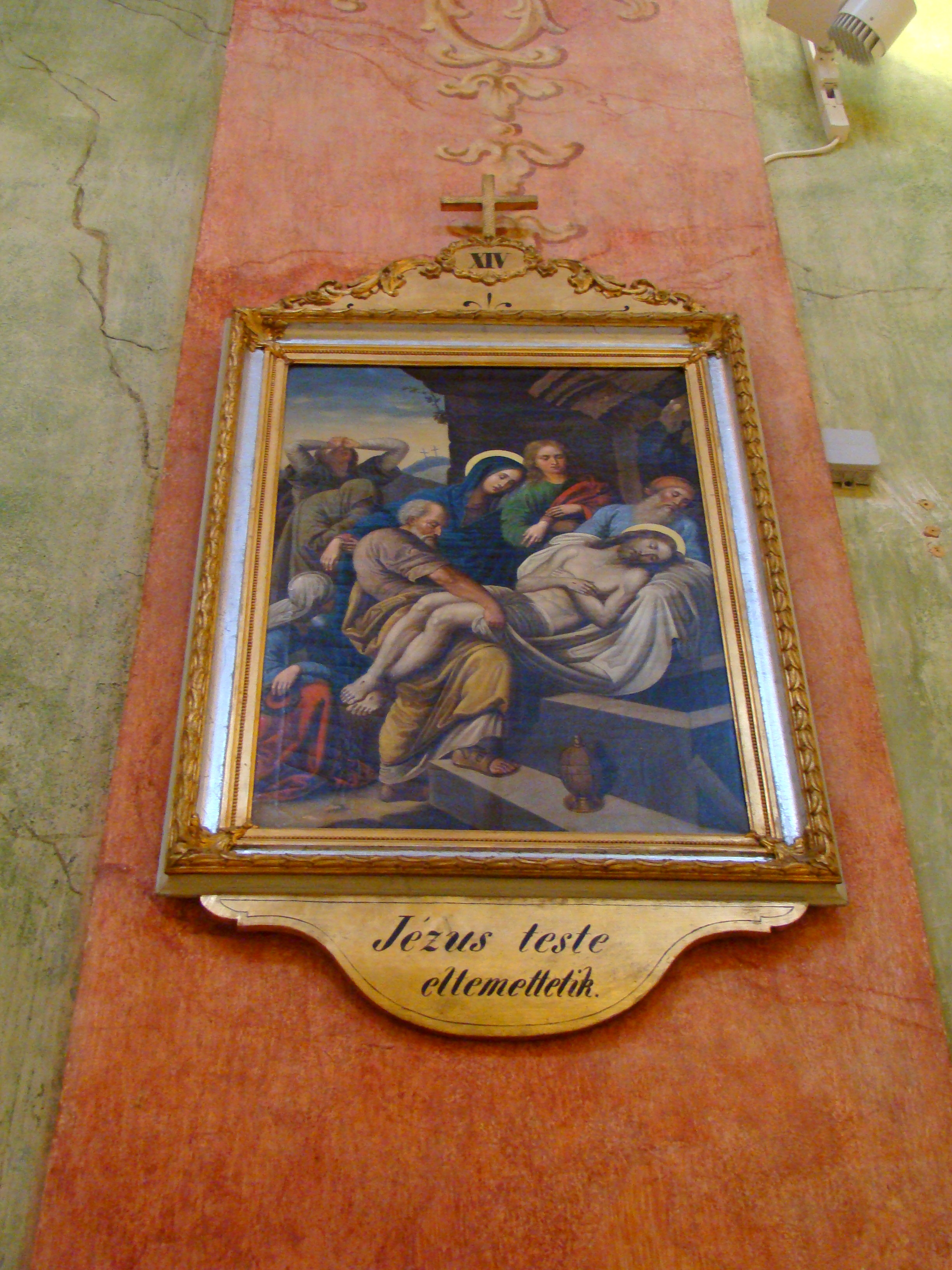
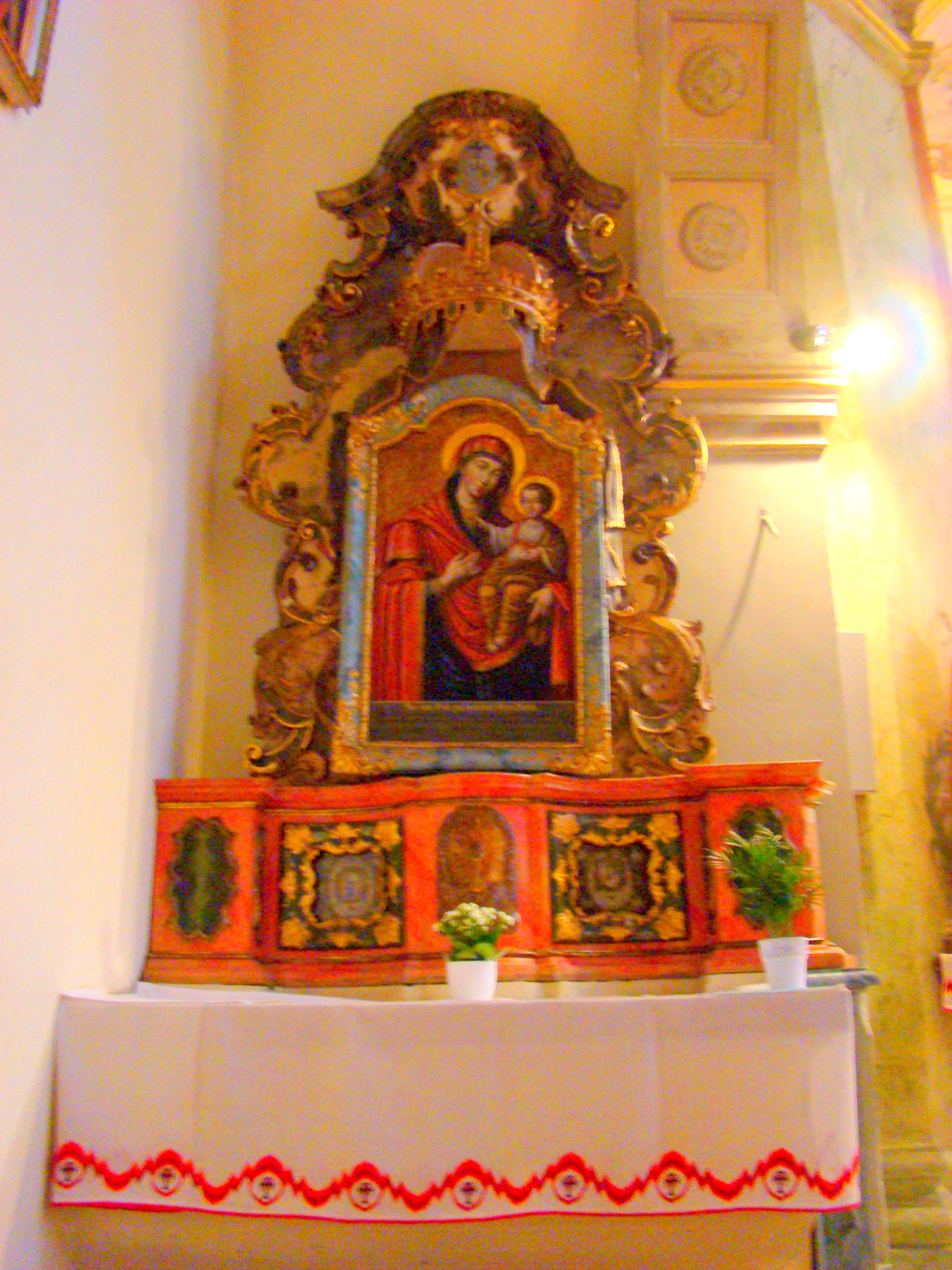
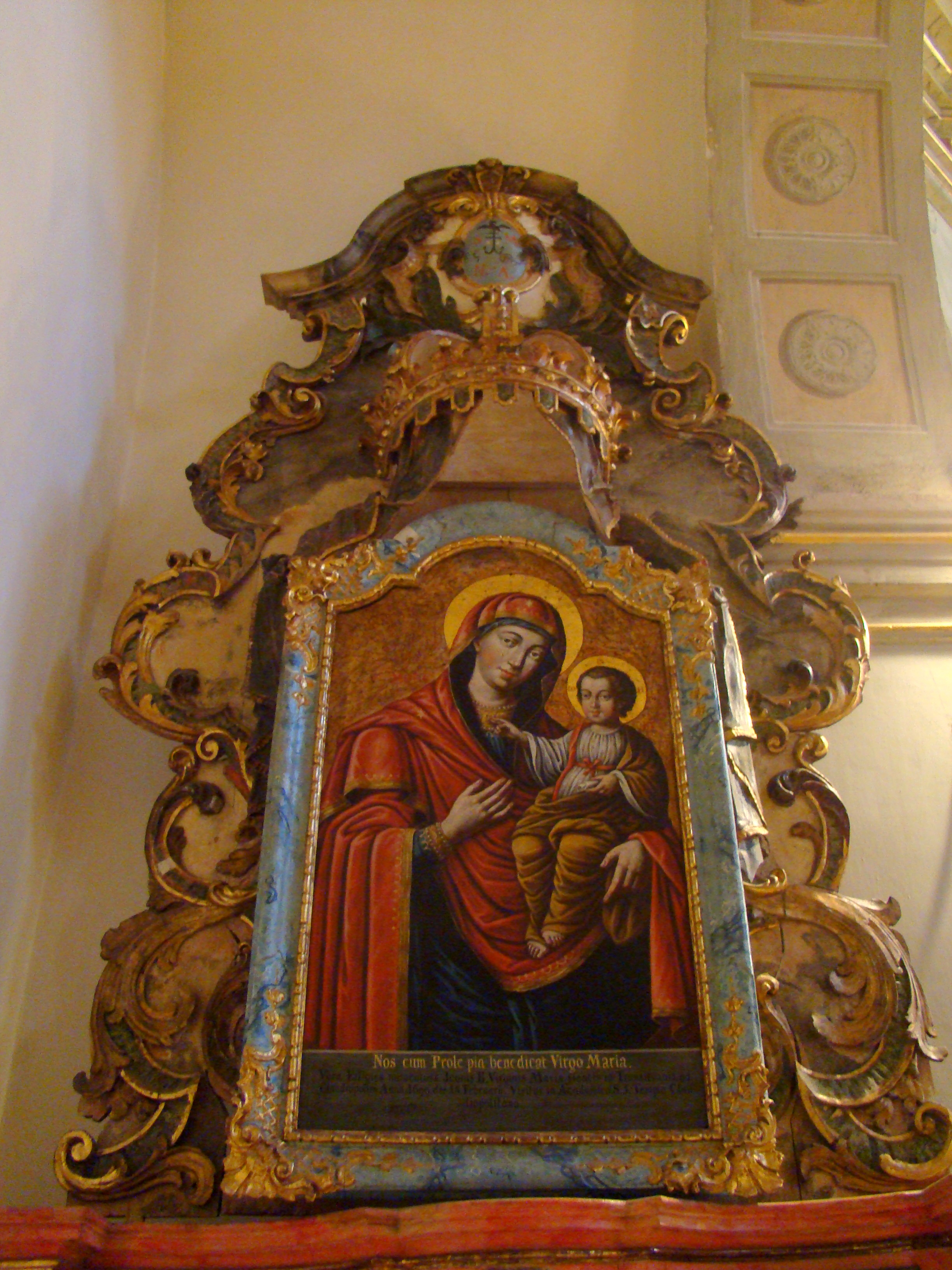
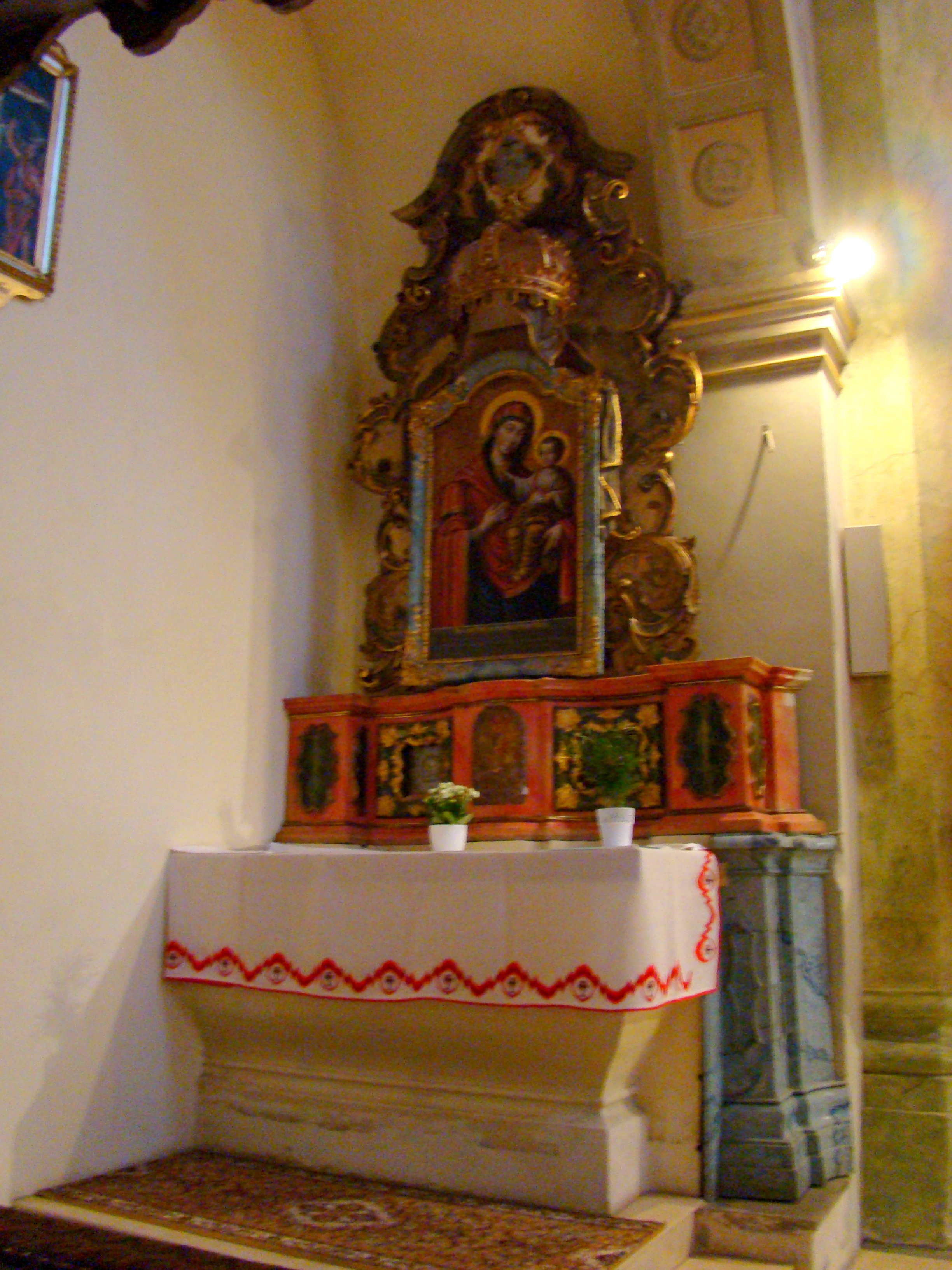
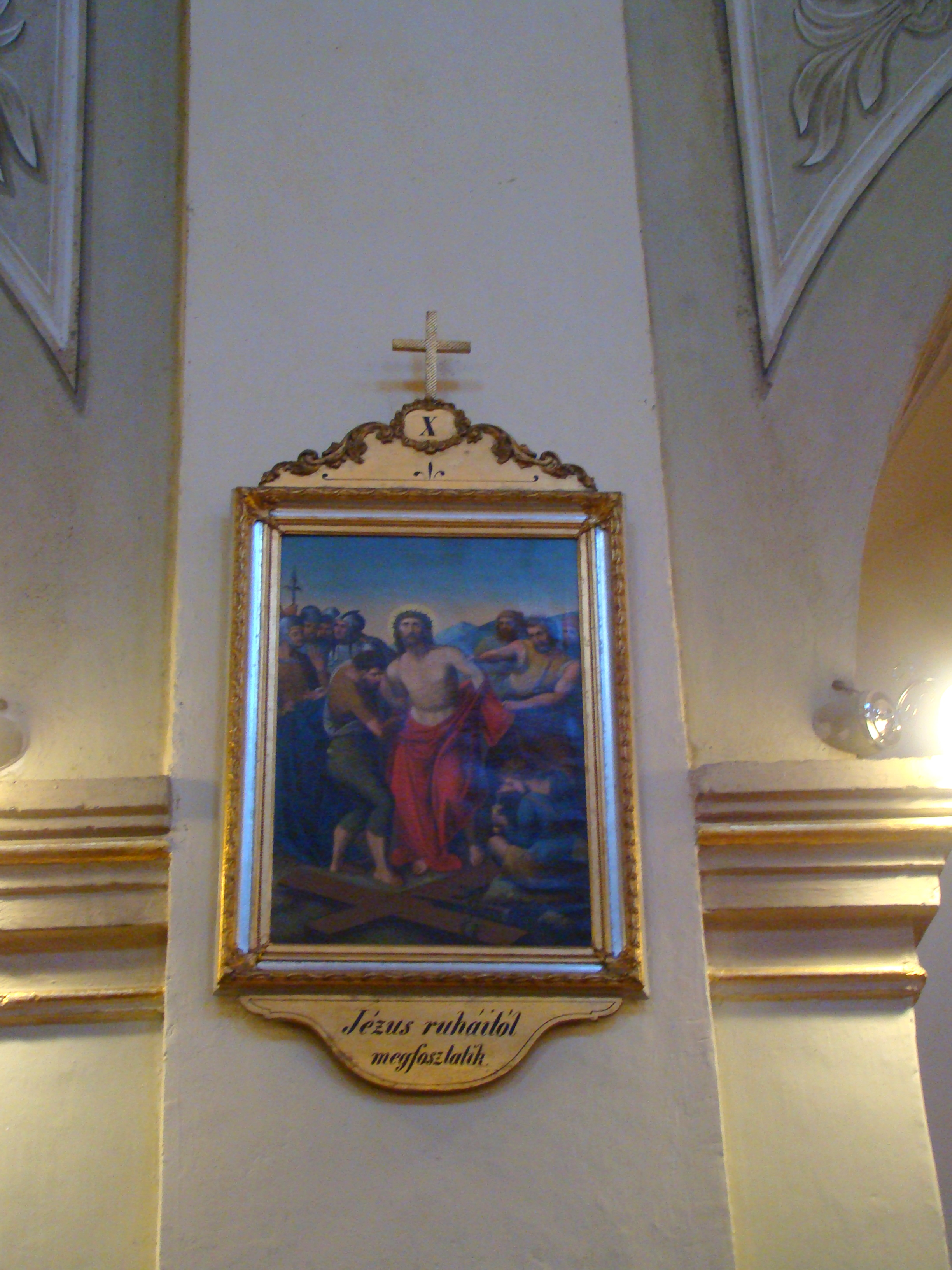
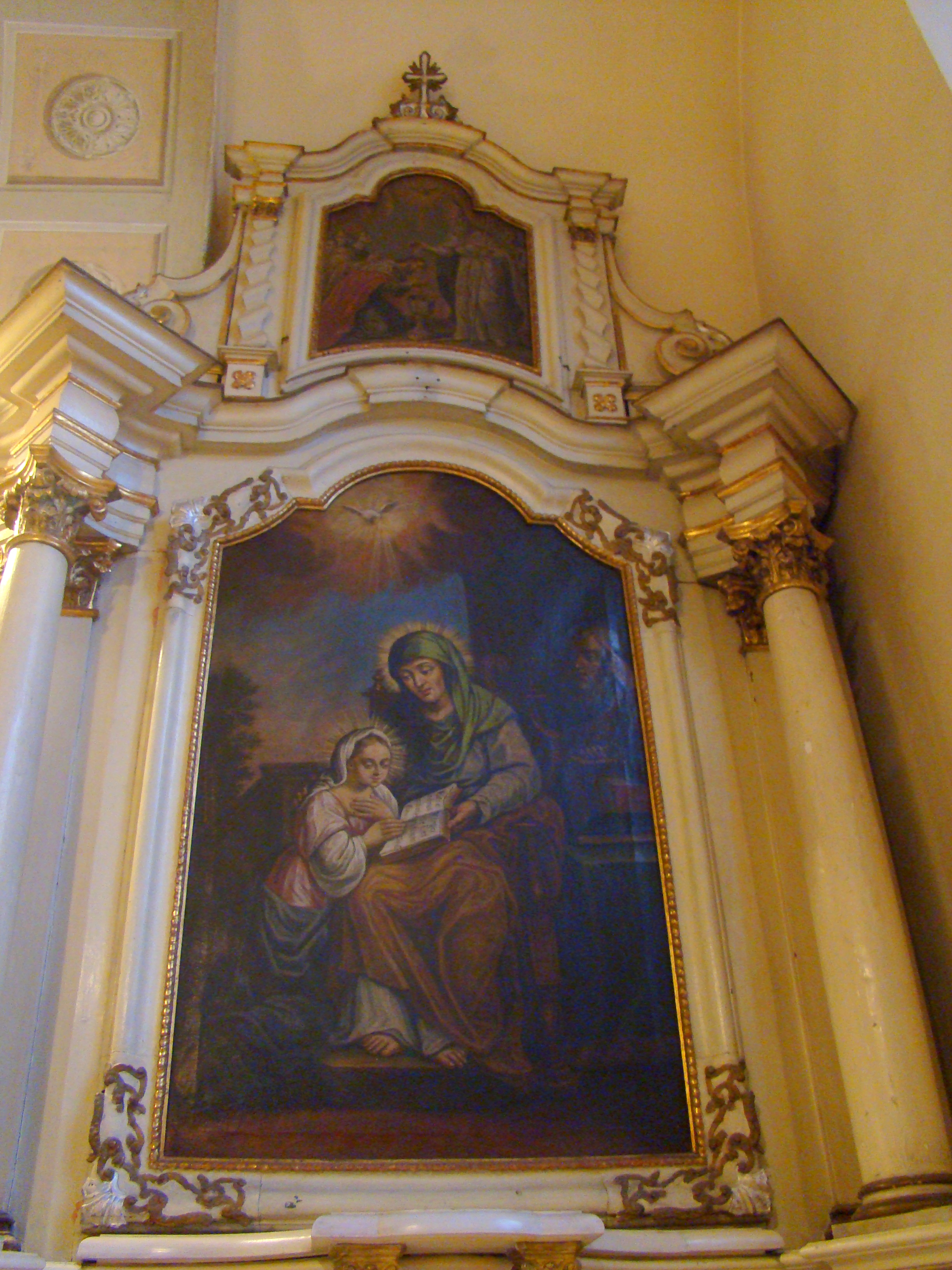
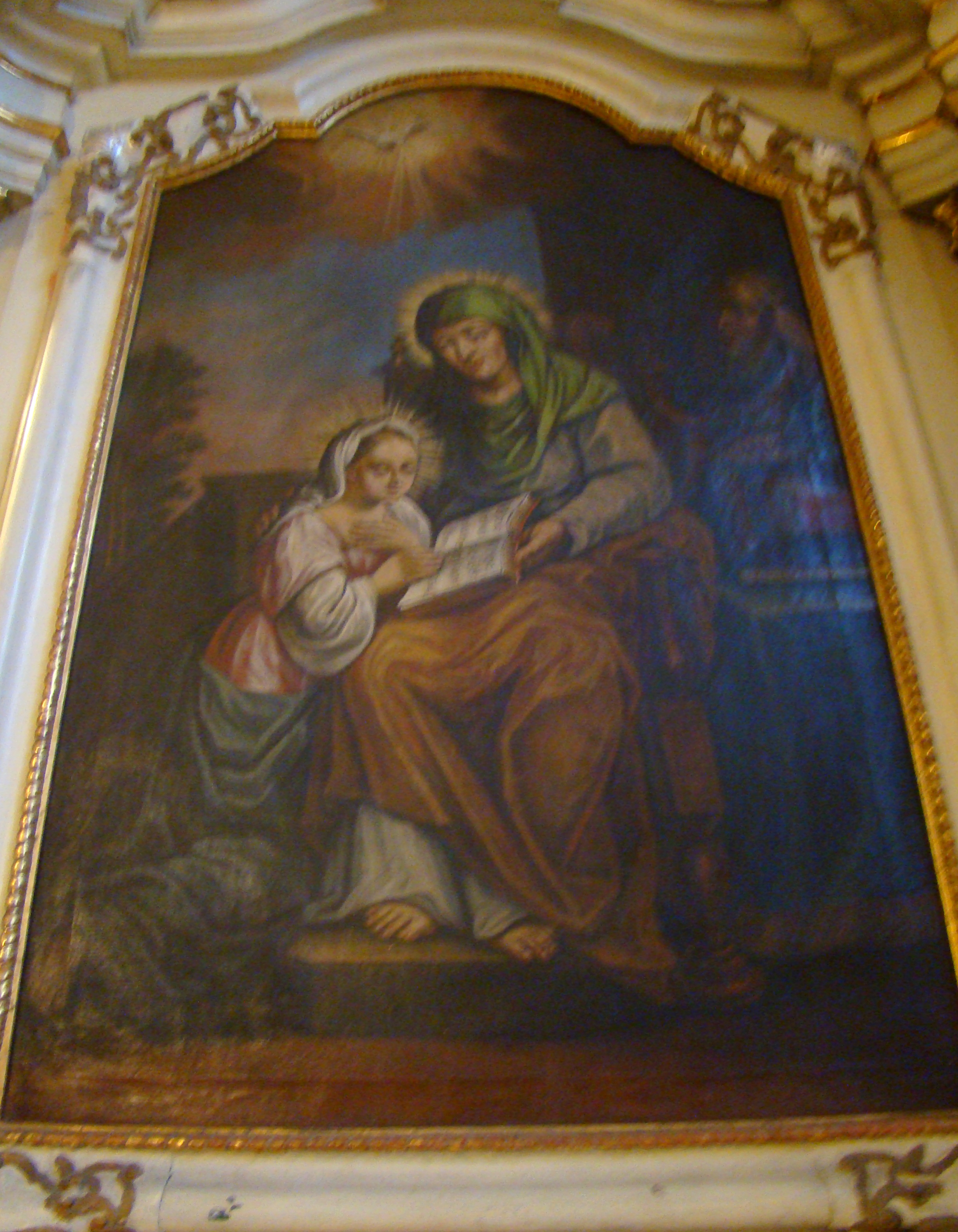
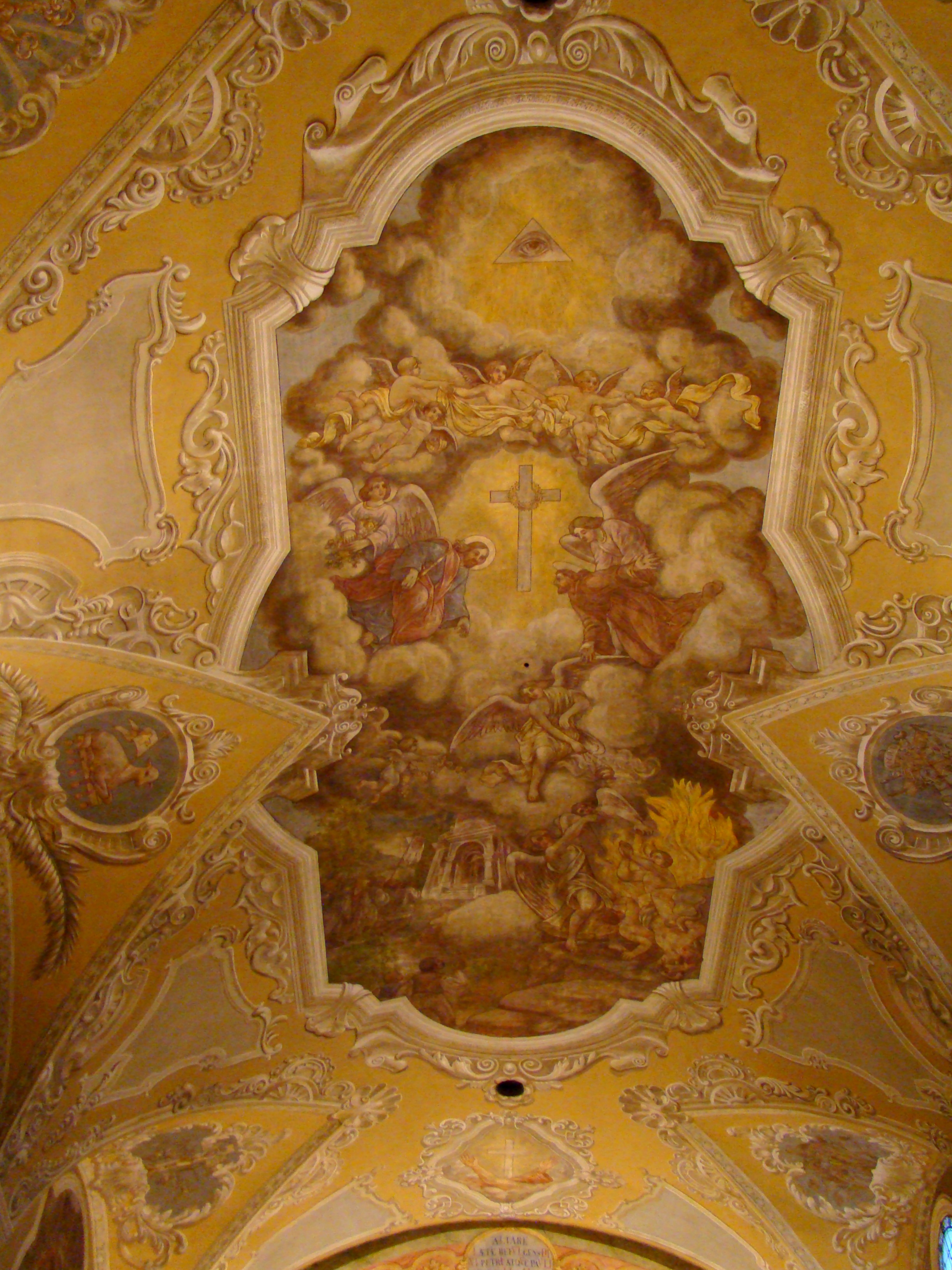
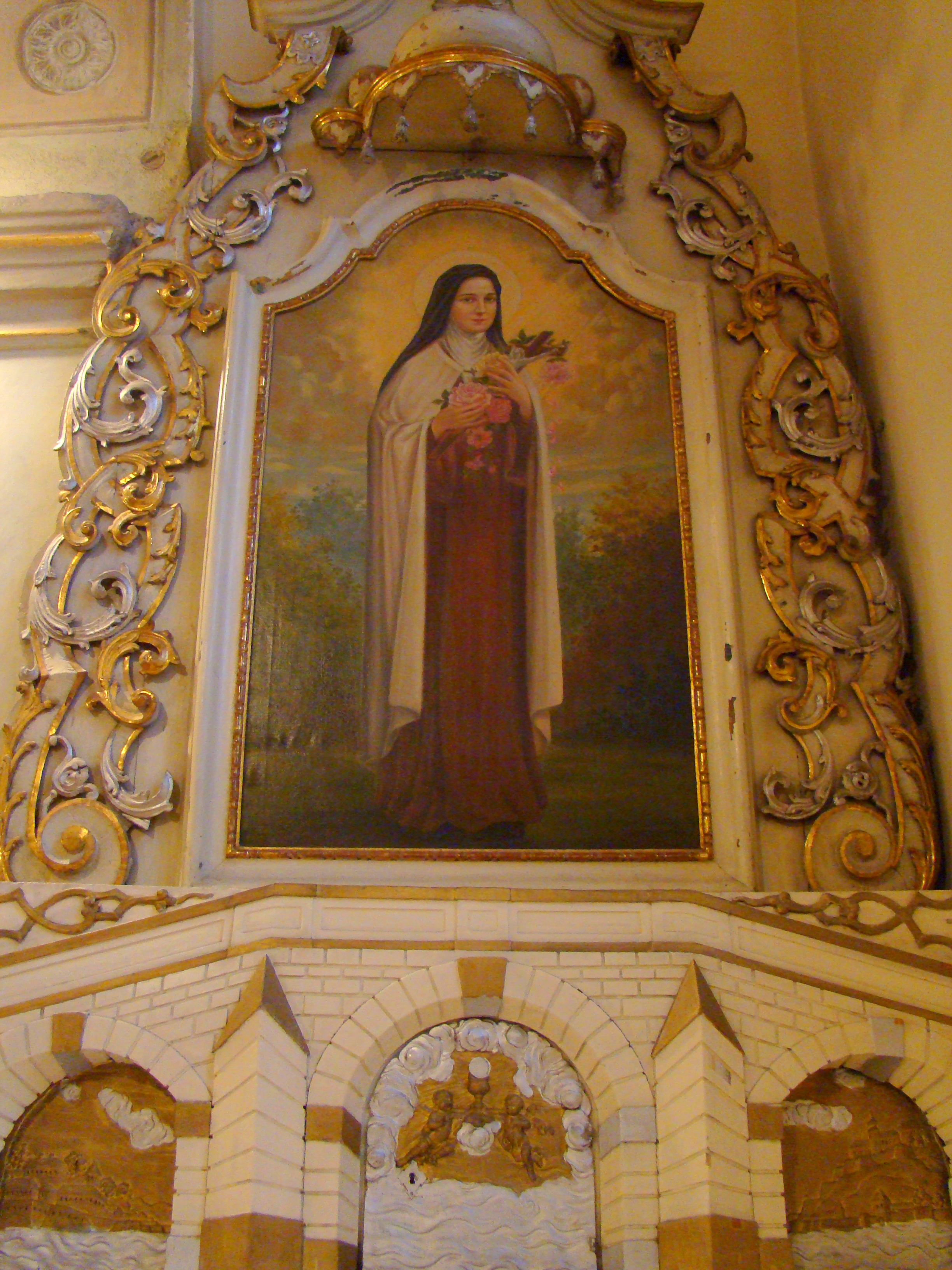
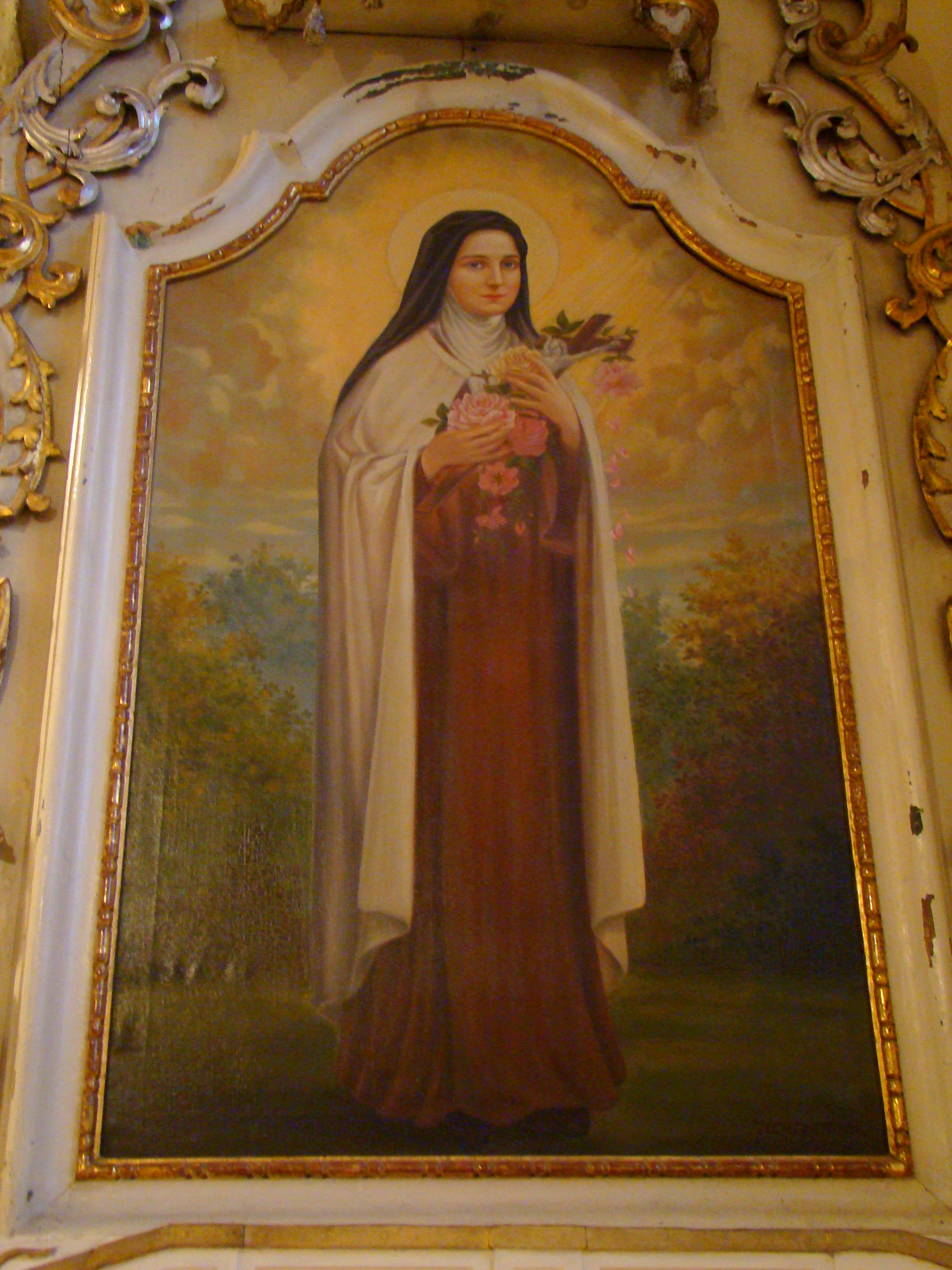
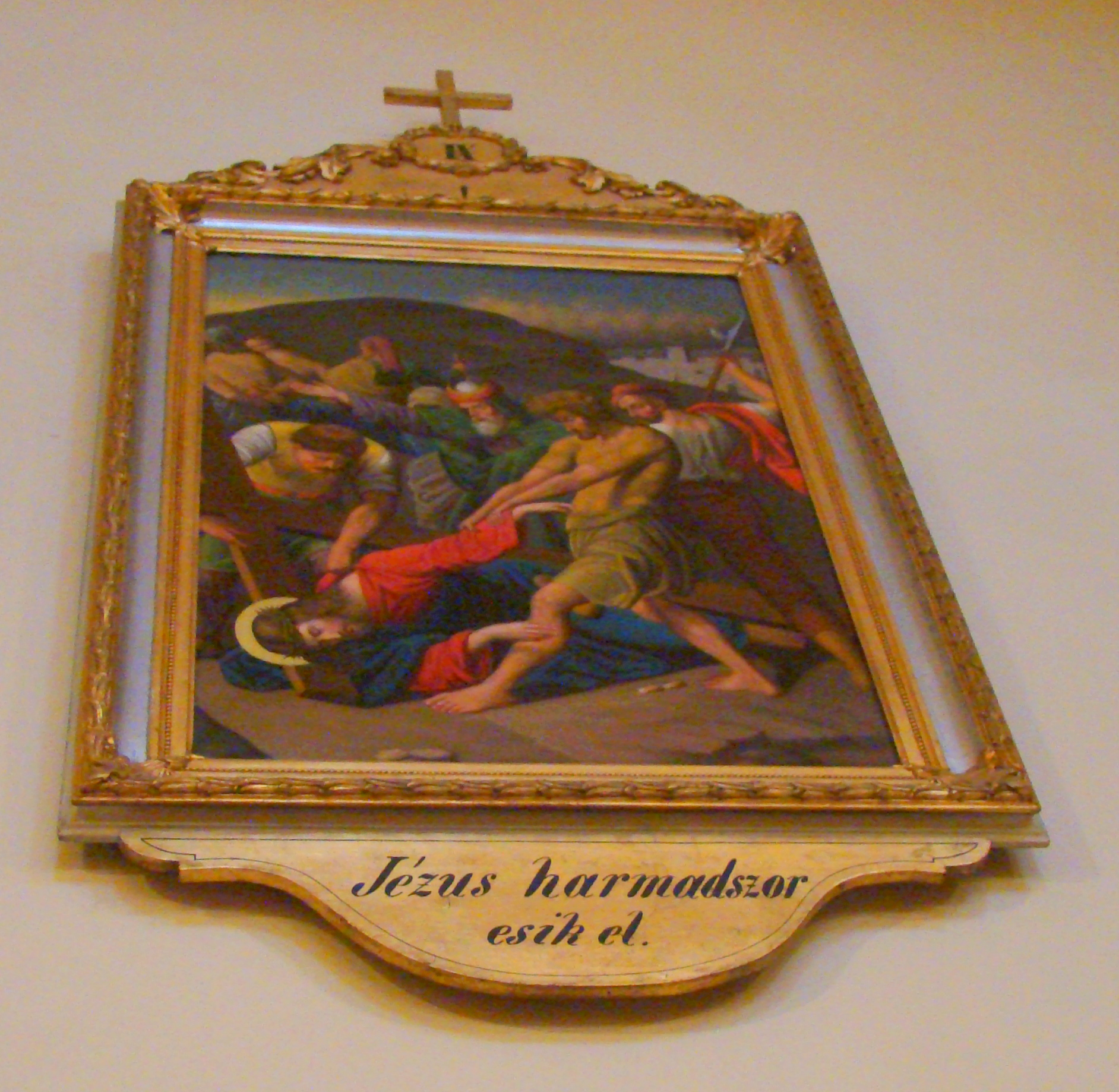
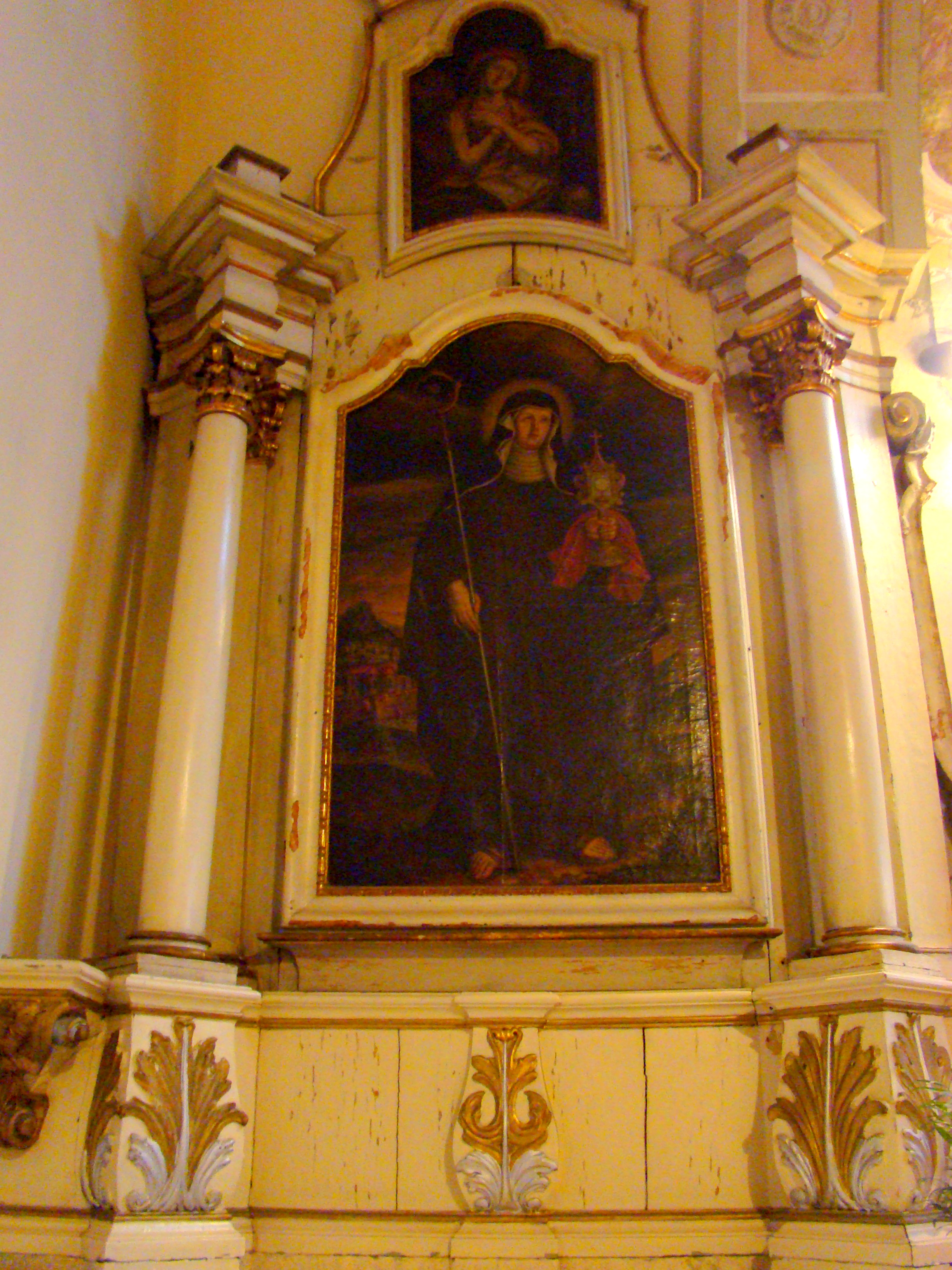
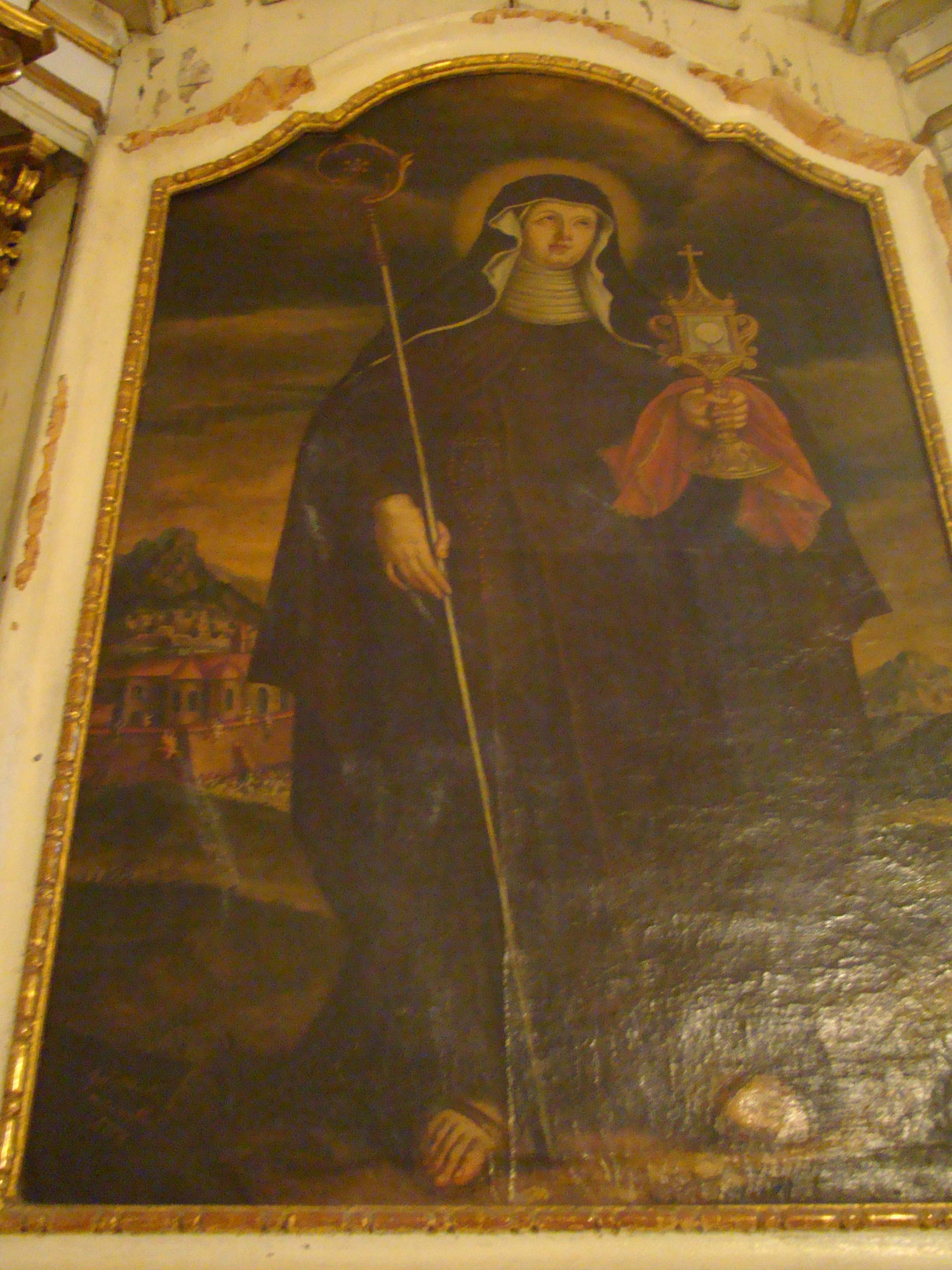
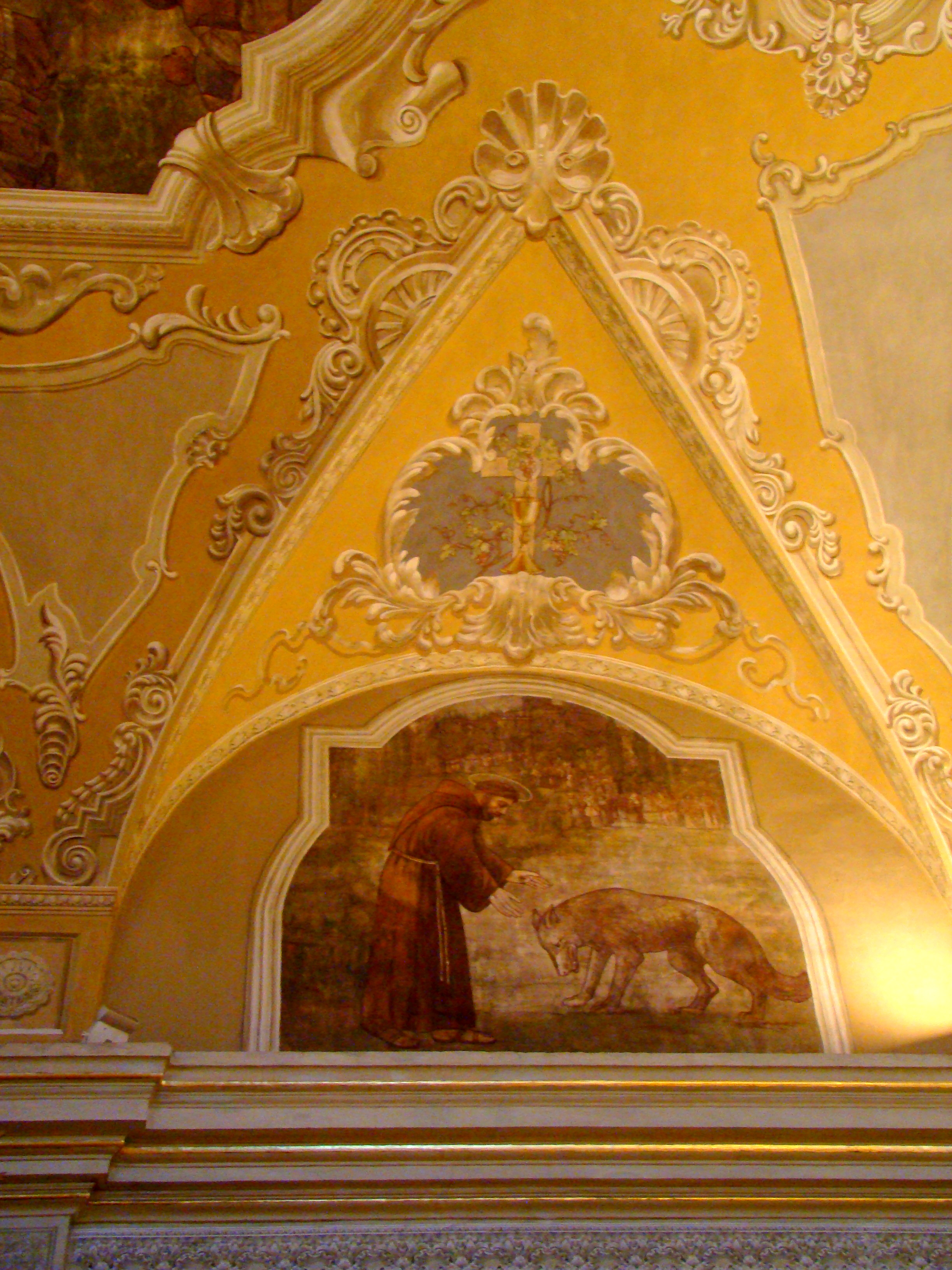
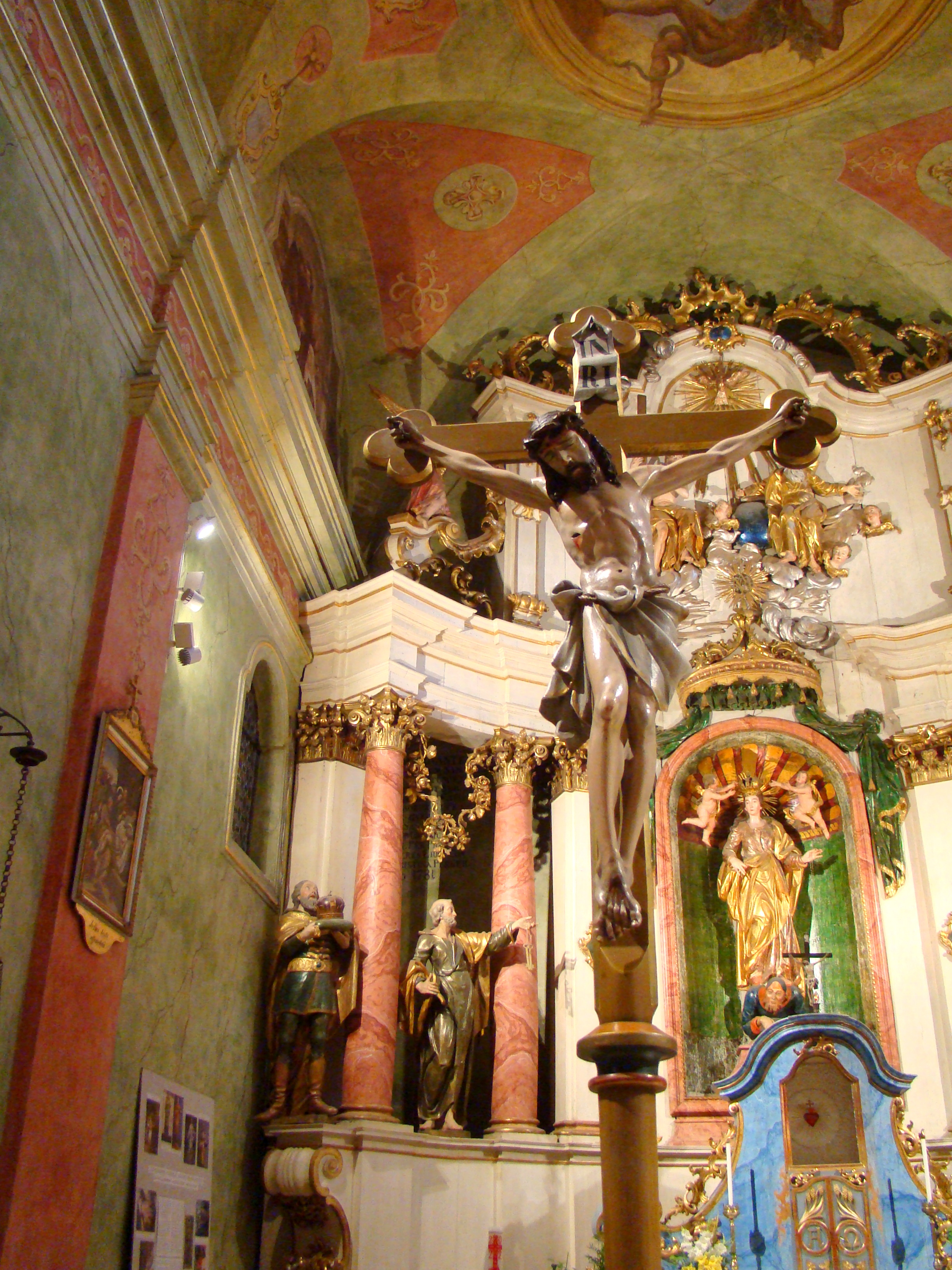
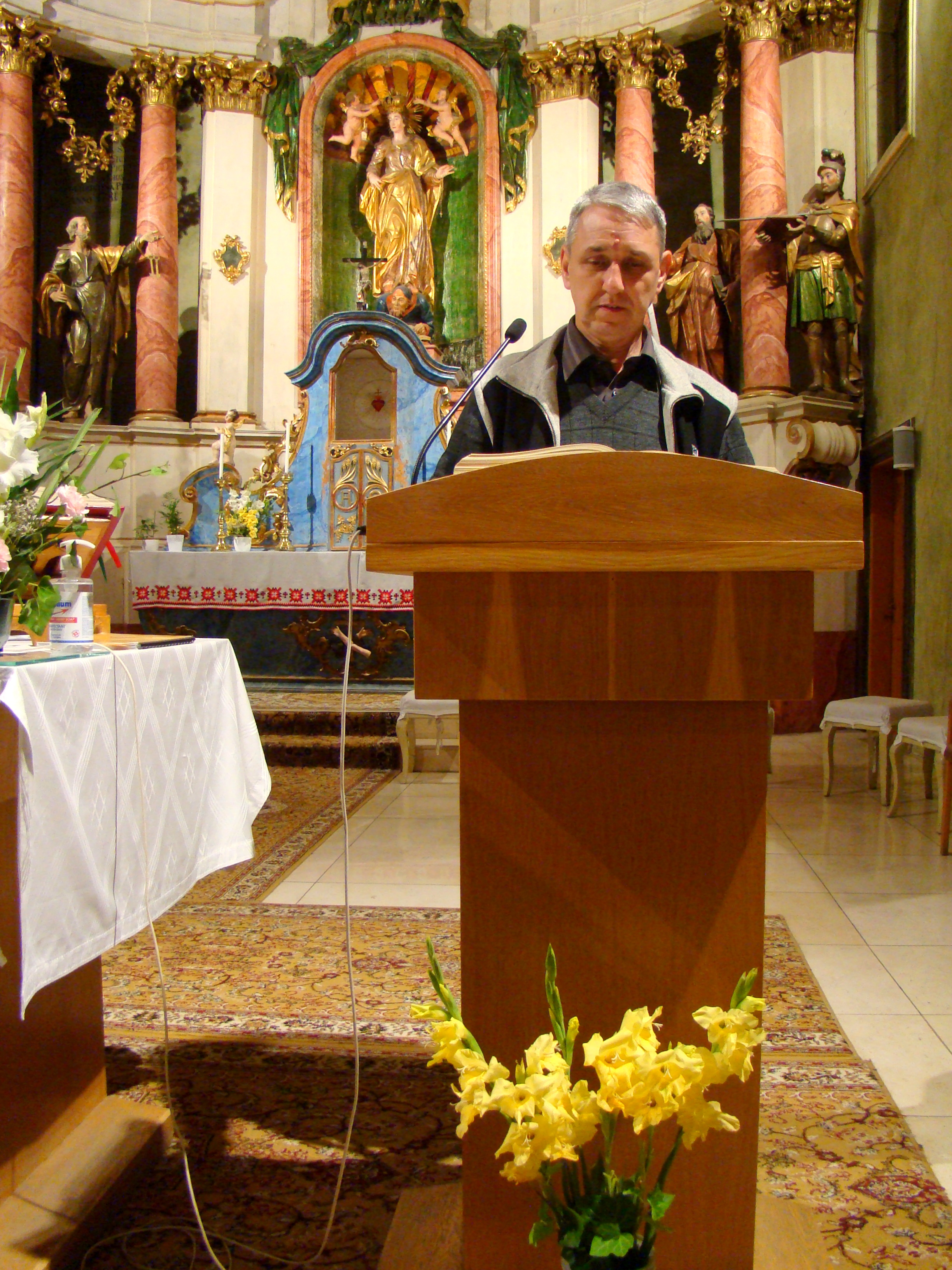
Curatorul mănăstirii: Kádár Ernő Kristóf (fratele Kristof)
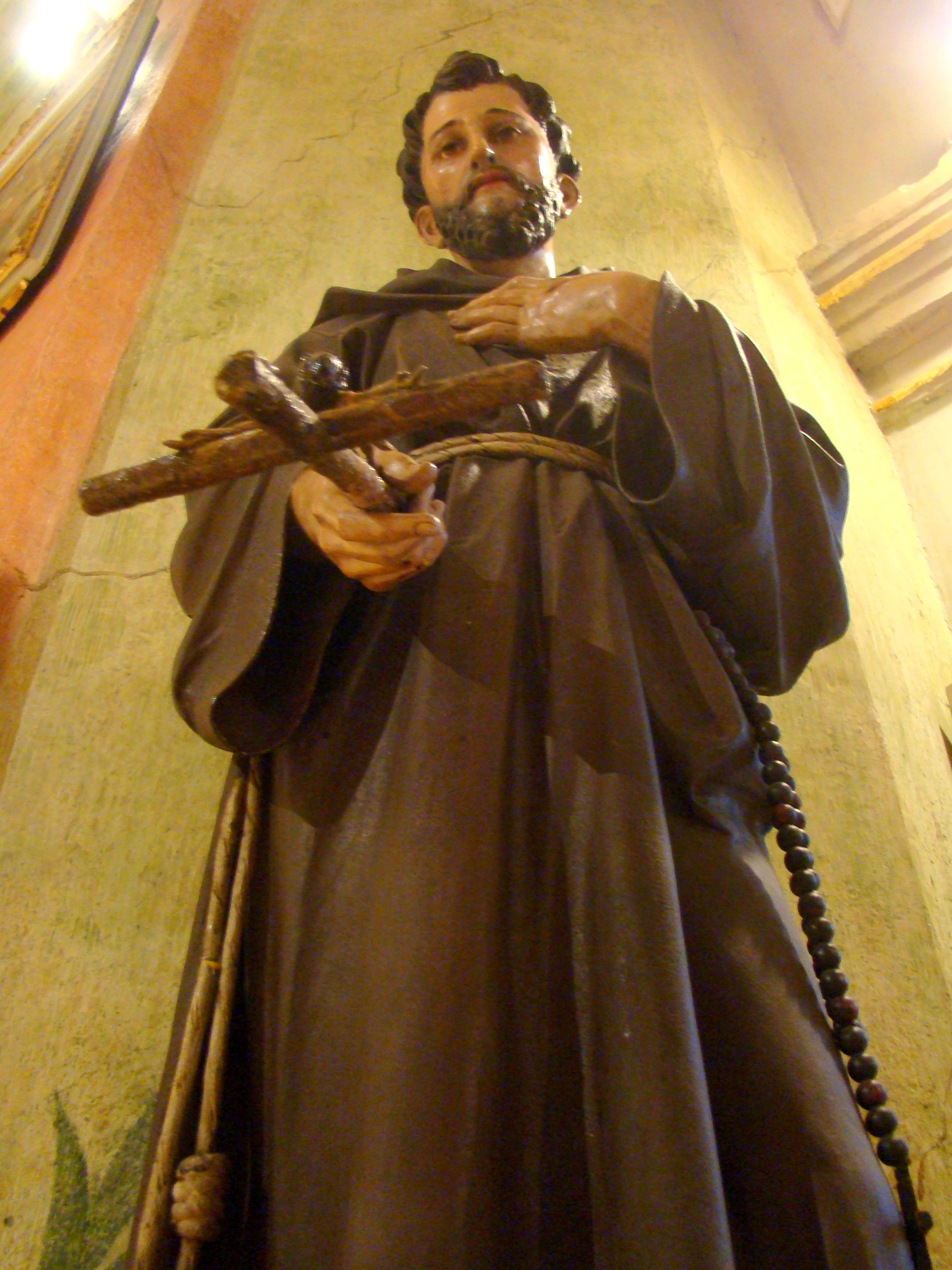
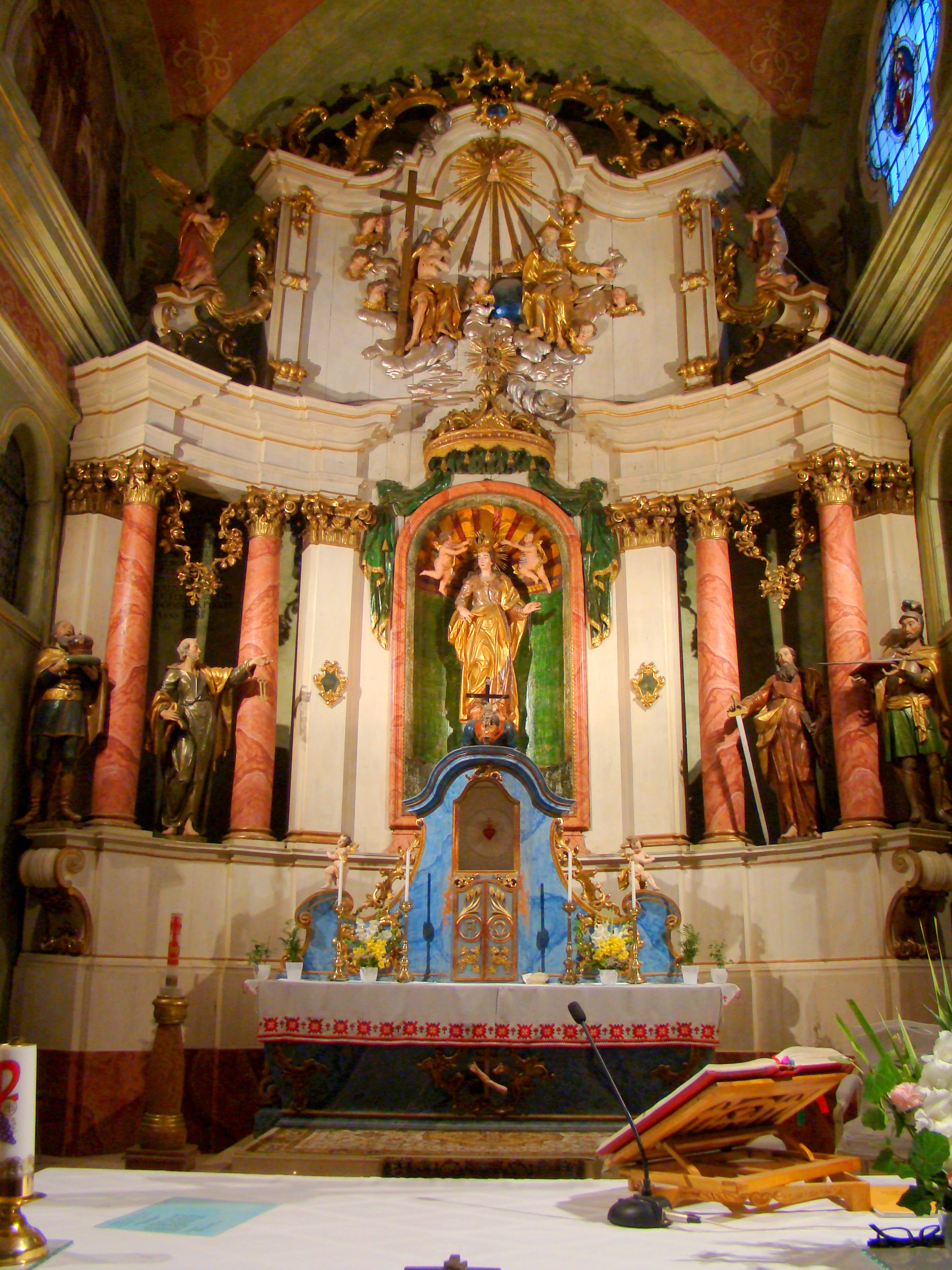
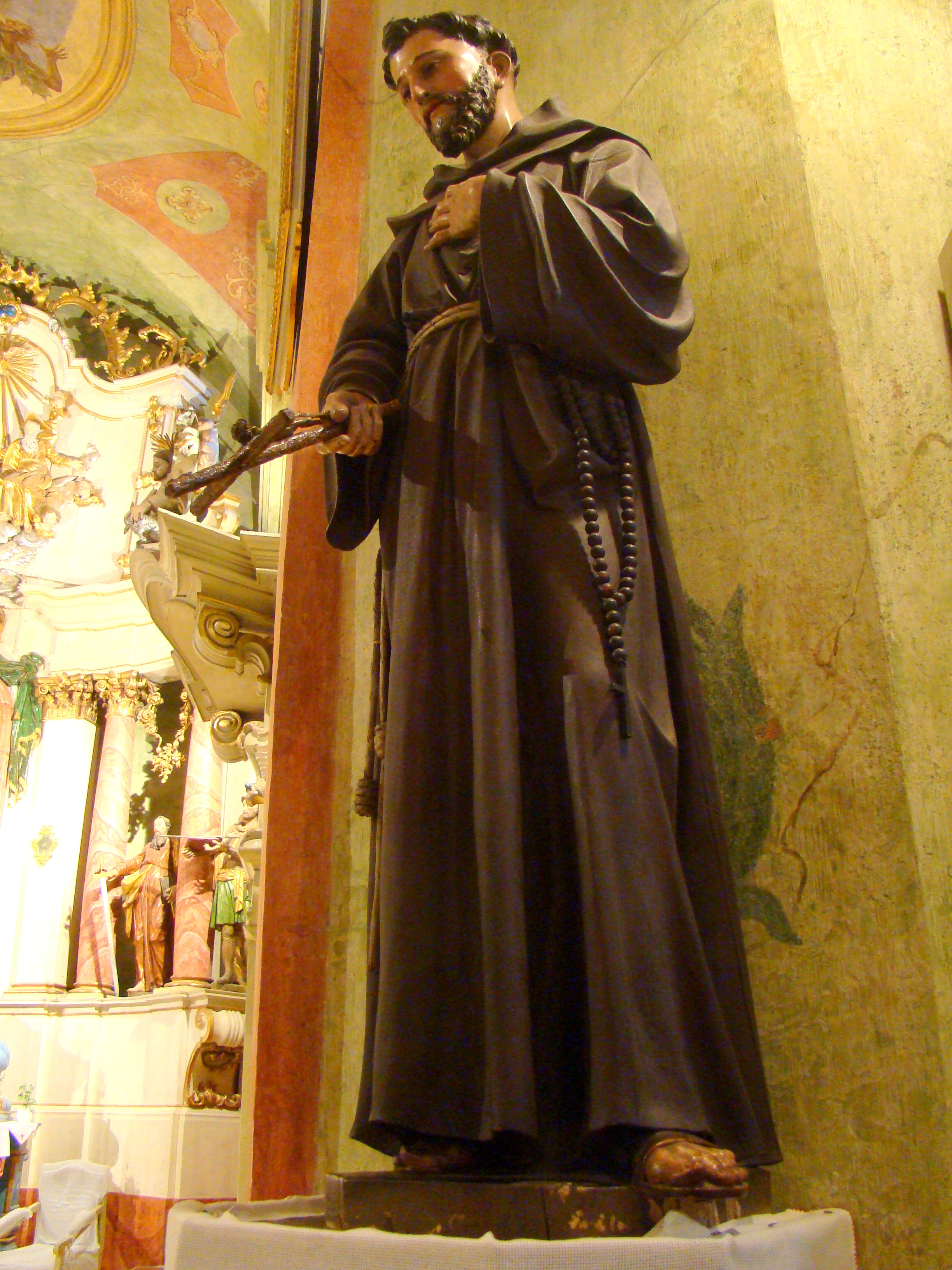
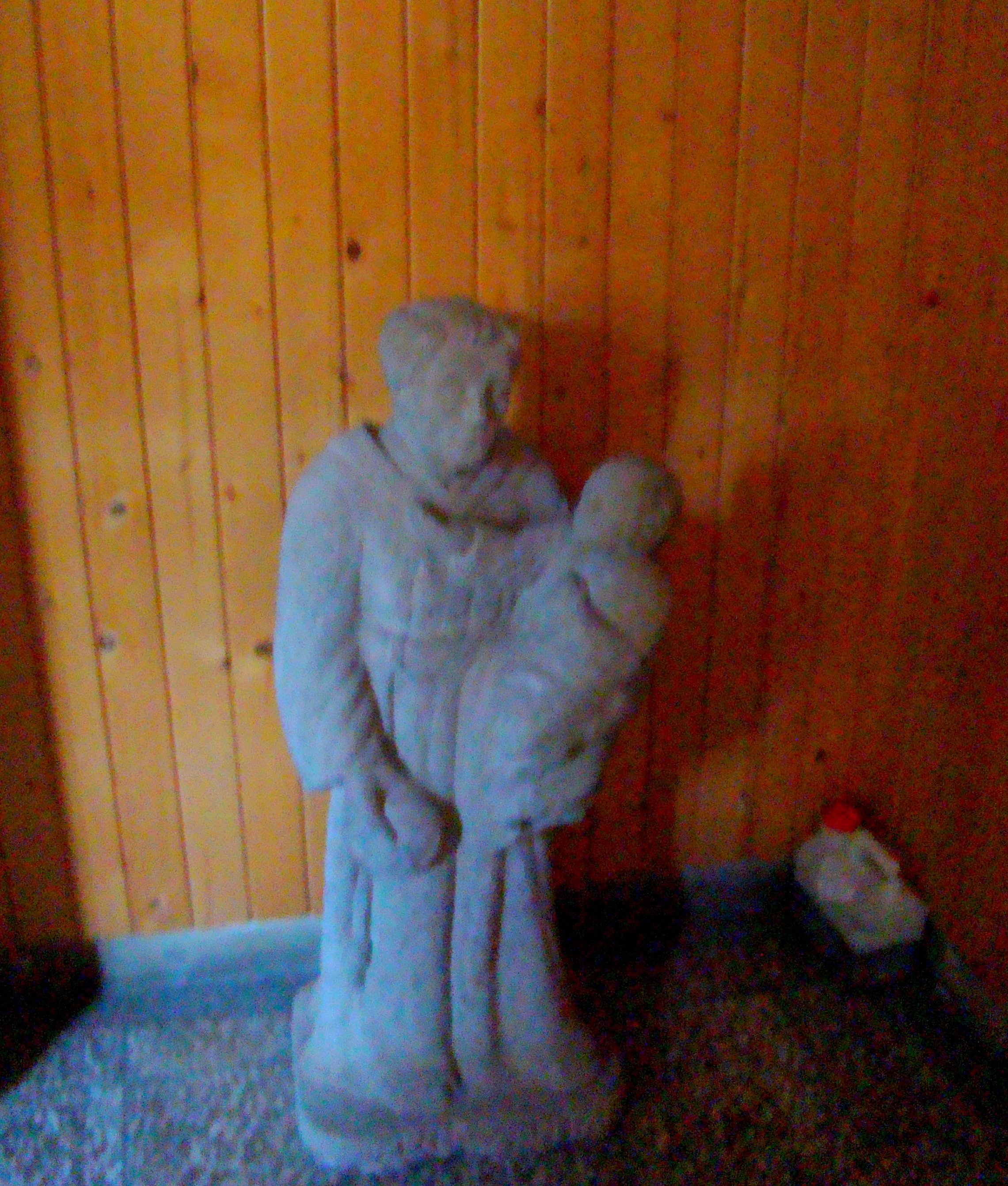
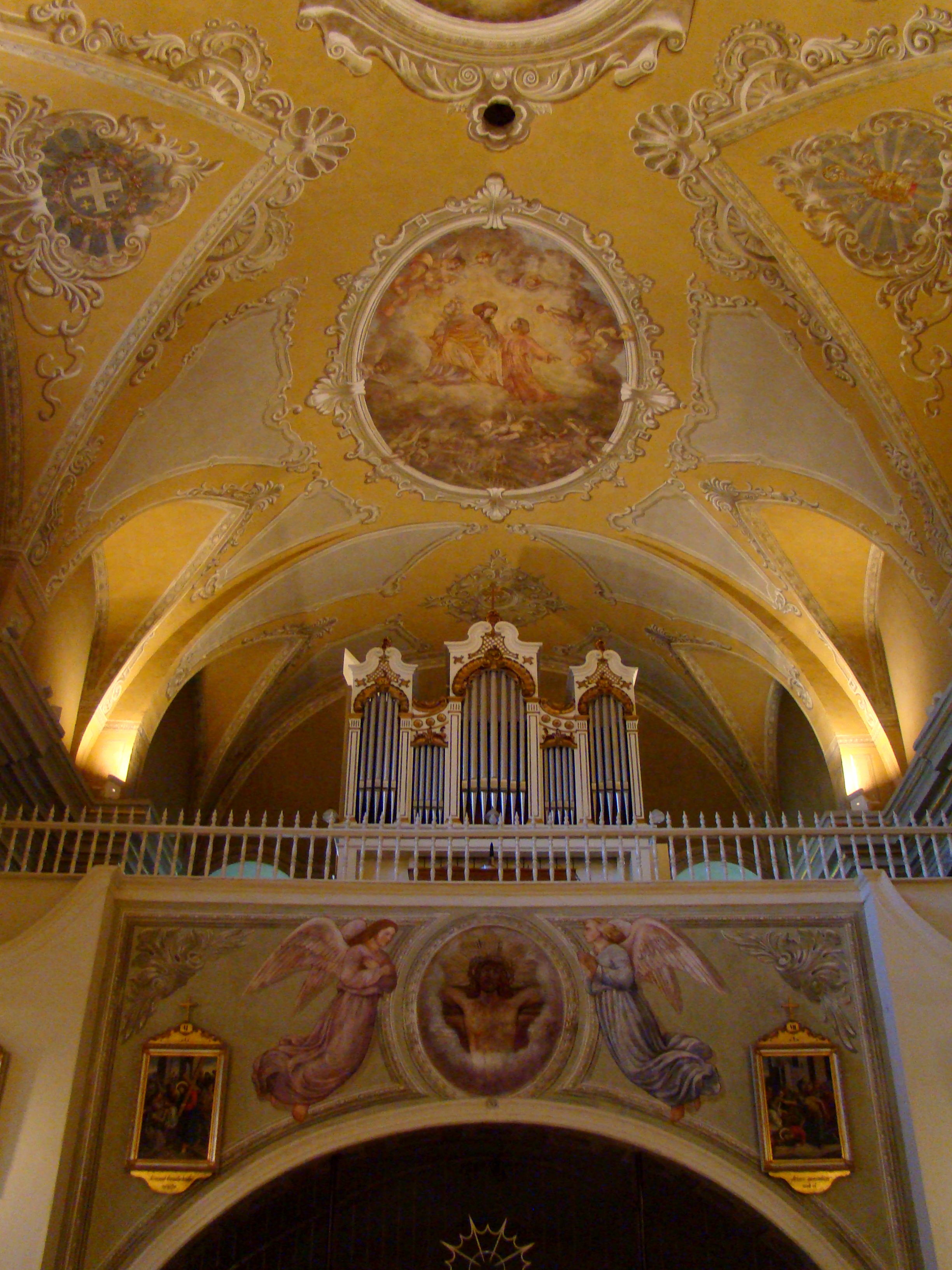
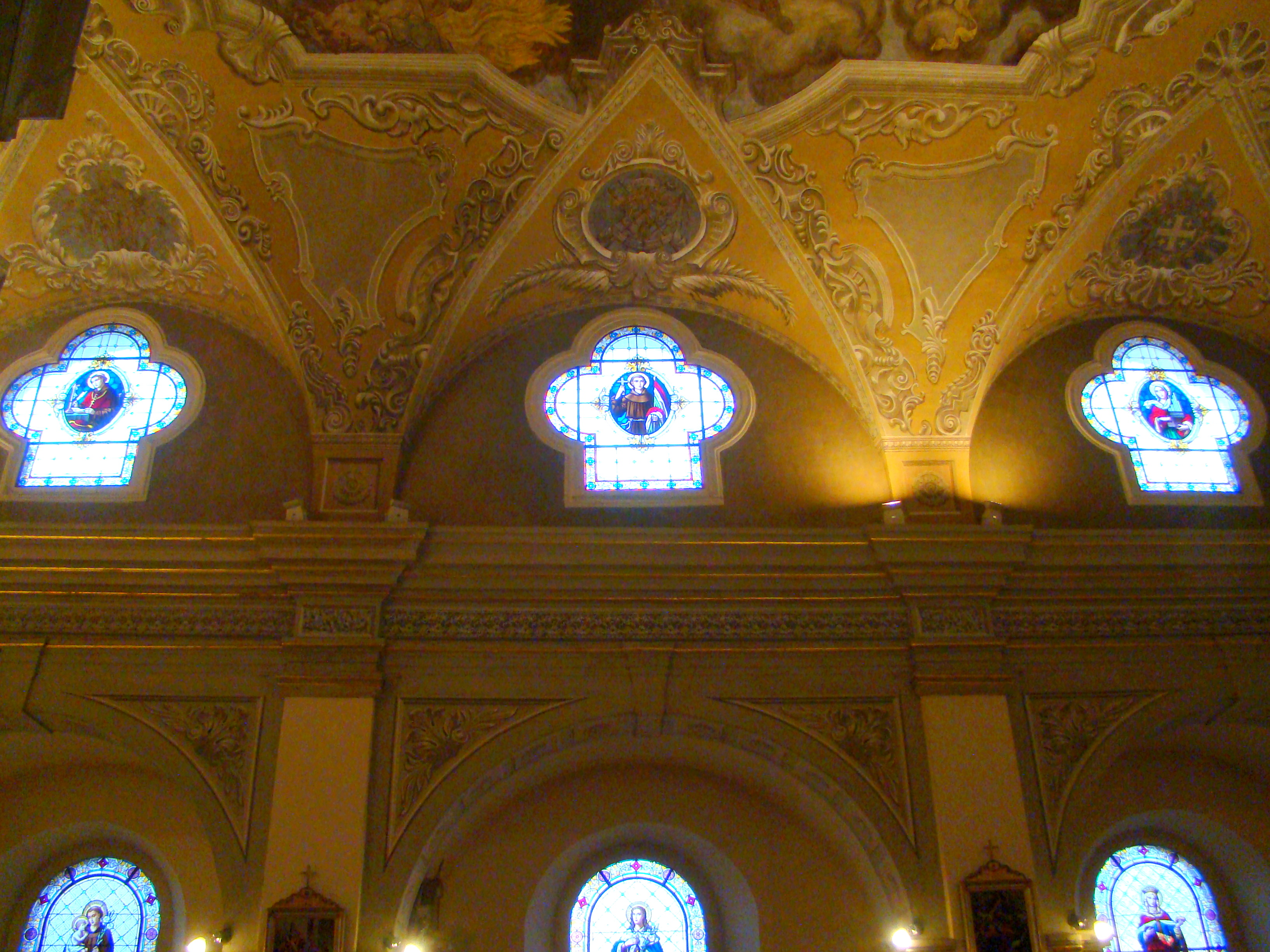